# Liste der Biografien/Mich
Liste der Biografien |
Portal Biografien |
Personensuche
# |
A |
B |
C |
D |
E |
F |
G |
H |
I |
J |
K |
L |
M |
N |
O |
P |
Q |
R |
S |
T |
U |
V |
W |
X |
Y |
Z |
?
 
Ma |
Mb |
Mc |
Md |
Me |
Mf |
Mg |
Mh |
Mi |
Mj |
Mk |
Ml |
Mm |
Mn |
Mo |
Mp |
Mq |
Mr |
Ms |
Mt |
Mu |
Mv |
Mw |
Mx |
My |
Mz
 
Mia |
Mib |
Mic |
Mid |
Mie |
Mif |
Mig |
Mih–Mik |
Mil |
Mim |
Min |
Mio |
Mip |
Miq |
Mir |
Mis |
Mit |
Miu |
Miv |
Miw |
Mix |
Miy |
Miz
 
Mica |
Micc |
Mice |
Micf |
Mich |
Mici |
Mick |
Micl |
Mico |
Micr |
Micu |
Micy
Die Liste der Biografien führt alle Personen auf, die in der deutschsprachigen Wikipedia einen Artikel haben. Dieses ist eine Teilliste mit 1171 Einträgen von Personen, deren Namen mit den Buchstaben „Mich“ beginnt.

## Mich

### Micha
- Micha, Prophet
- Micha Marah (* 1953), belgische Sängerin
- Micha, Raymond (1910–2006), belgischer Musikpädagoge, Dirigent und Komponist

#### Michae

##### Michael
- Michael († 972), Bischof von Regensburg
- Michael, schottischer Ordensgeistlicher
- Michael († 1504), deutscher Benediktinerabt
- Michael (* 960), jüngerer Sohn von Taksony, dem Großfürsten der Ungarn
- Michael (1802–1866), König von Portugal aus dem Haus Braganza (1828–1834)Michael I. (1802–1866)

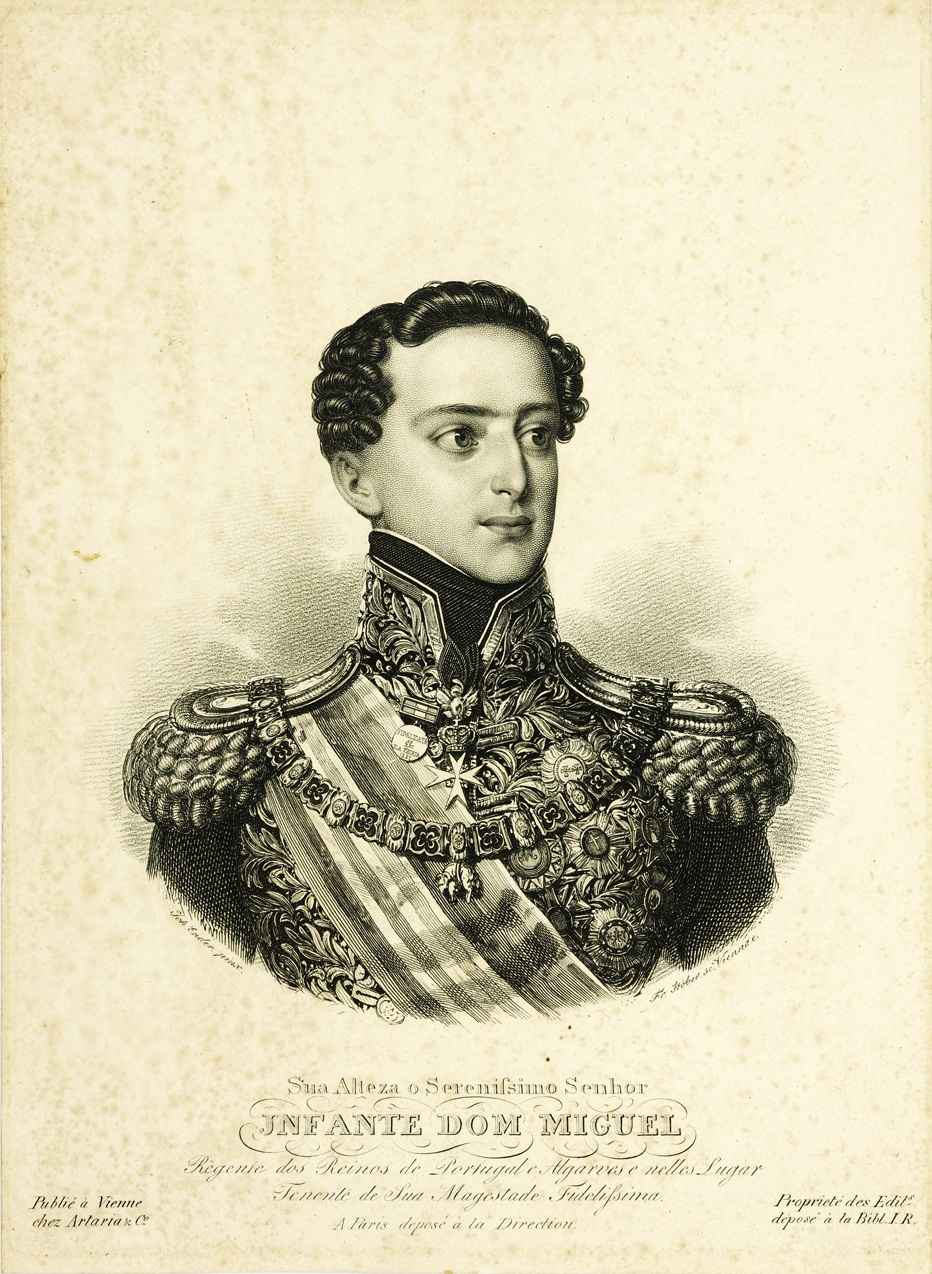
Michael I. (1802–1866)

- Michael (* 1978), deutscher Reality-TV-Teilnehmer
- Michael An Gof († 1497), englischer Rebellenführer
- Michael Anemas, byzantinischer Rebell gegen Kaiser Alexios I.
- Michael Anton (1495–1528), piemontesischer Adliger, Markgraf von Saluzzo, Gouverneur von Paris, Gouverneur der Dauphiné, Generalleutnant
- Michael Apokapes, byzantinischer Dux
- Michael Apostolios († 1478), byzantinischer Gelehrter
- Michael Asanes, byzantinischer Aristokrat, Enkel des bulgarischen Zaren Iwan Assen III.
- Michael Attaleiates, byzantinischer Geschichtsschreiber
- Michael Choniates, griechisch-orthodoxer Metropolit von Athen
- Michael Choumnos, mittelbyzantinischer Kleriker und Kanonist
- Michael de Leone († 1355), kaiserlicher Notar, bischöflicher Protonotar und Scholastiker
- Michael der Syrer (1126–1199), Patriarch der syrisch-orthodoxen Kirche
- Michael Gabrielopulos, griechischer Herrscher von Thessalien in Sezession vom Byzantinischen Reich
- Michael Glykas, byzantinischer Historiker, Theologe, Mathematiker, Astronom und Poet
- Michael I., erster Bischof oder Metropolit von Kiew
- Michael I. († 844), byzantinischer Kaiser (811–813)
- Michael I. († 1059), Patriarch von Konstantinopel
- Michael I. (1596–1645), Zar von Russland (1613–1645)
- Michael I. (1640–1673), König von Polen (1669–1673)
- Michael I. (1921–2017), rumänischer Adeliger, König von Rumänien (1927–1930, 1940–1947)Michael I. (1921–2017)

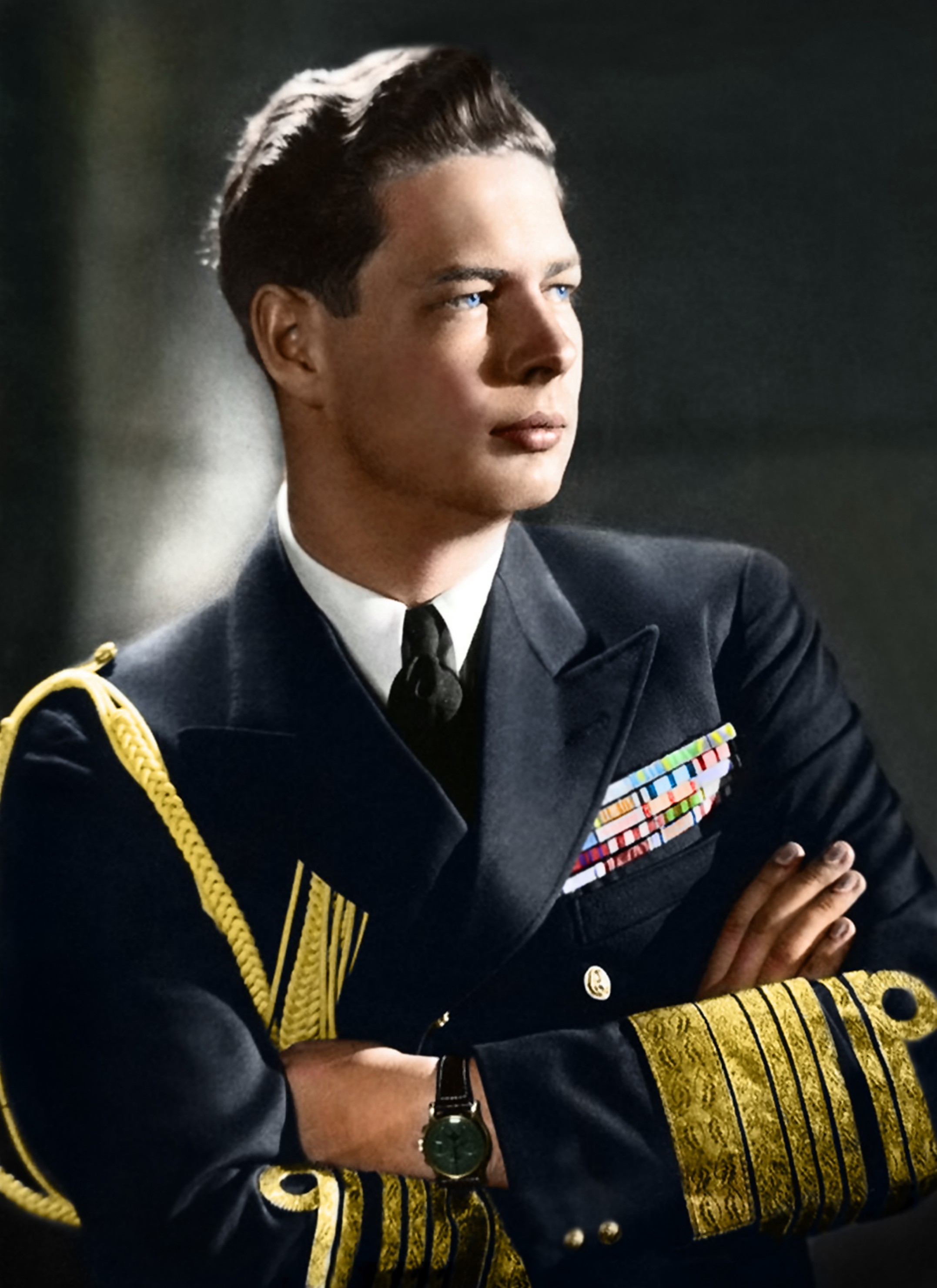
Michael I. (1921–2017)

- Michael I. Komnenos Dukas Angelos († 1215), Gründer und erster Herrscher des Despotats Epirus
- Michael II. (770–829), byzantinischer Kaiser (820–829)
- Michael II. Assen († 1256), Zar der Bulgaren (1246–1256)
- Michael II. Komnenos Dukas Angelos (* 1205), Archon von Epirus und Ätolien
- Michael III. (839–867), byzantinischer Kaiser
- Michael III. († 1330), Zar von Bulgarien (1323–1330)
- Michael IV. (1010–1041), byzantinischer Kaiser
- Michael IV. Autoreianos, Patriarch von Konstantinopel (1207–1213)
- Michael IX. (1277–1320), byzantinischer Mitkaiser
- Michael Kantakuzenos, byzantinischer Thronprätendent, Neffe von Kaiser Alexios III.
- Michael Kantakuzenos, byzantinischer Gouverneur von Morea
- Michael Komnenos (* 1285), Kaiser von Trapezunt
- Michael Lakapenos Porphyrogennetos, Enkel des byzantinischen Kaisers Romanos I.
- Michael Maleïnos († 961), byzantinischer Mönch und Gründer des Kyminas Klosters auf dem Berg Olymp in Bithynien (dem heutigen Uludağ)
- Michael of Kent (* 1942), britischer Adliger, Mitglied der königlichen FamilieMichael of Kent (* 1942)

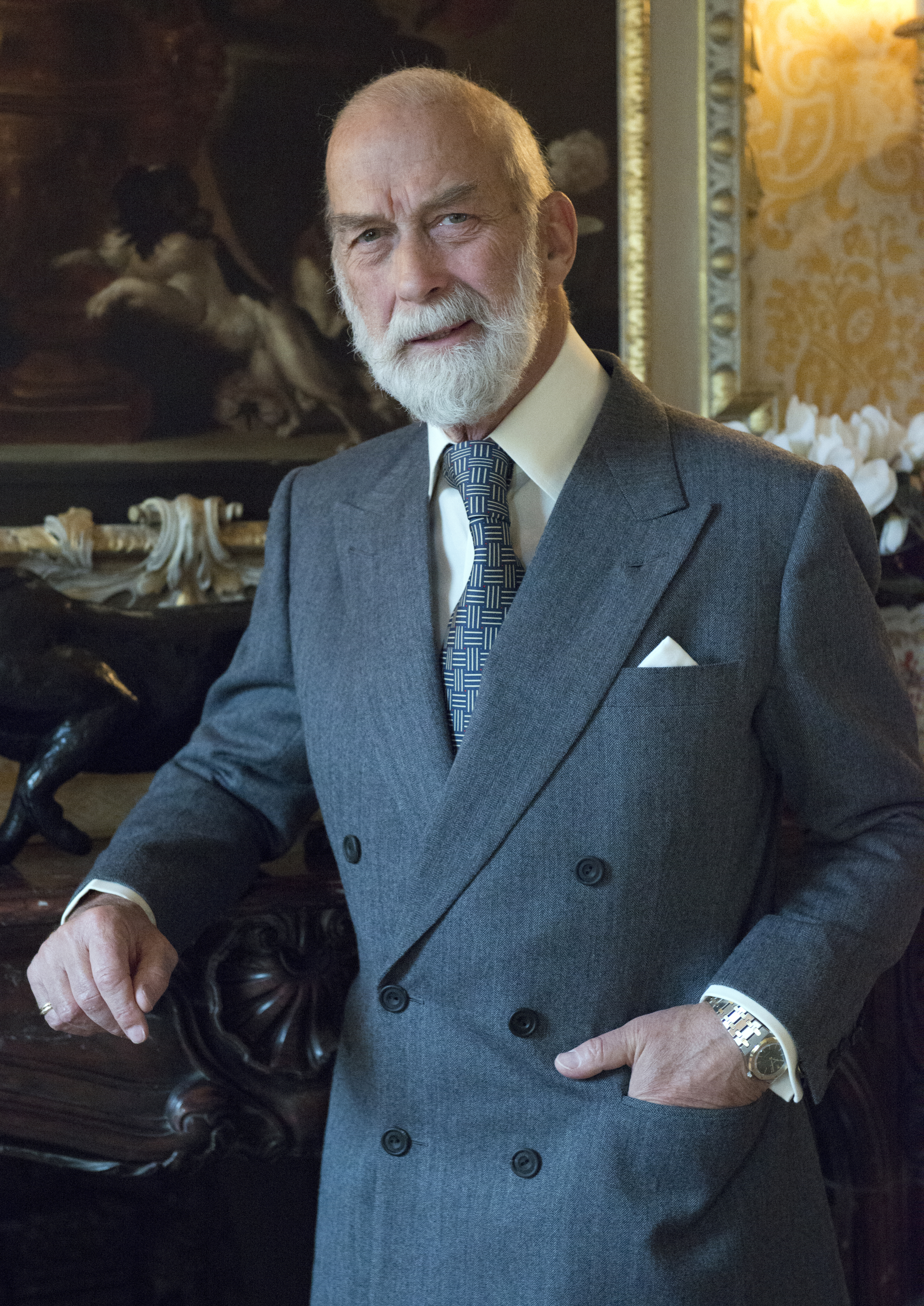
Michael of Kent (* 1942)

- Michael Palaiologos der Ältere (* 1337), byzantinischer Prinz, Sohn von Kaiser Andronikos III.
- Michael Palaiologos der Jüngere, byzantinischer Prinz, Sohn von Kaiser Johannes V.
- Michael Psellos, byzantinischer Universalgelehrter und Geschichtsschreiber
- Michael Trestka, römisch-katholischer Bischof von Kiew 1413
- Michael V. († 1042), byzantinischer Kaiser
- Michael VI., byzantinischer Kaiser (1056–1057)
- Michael VII., Alleinherrscher über das oströmische Reich
- Michael VIII. († 1282), byzantinischer KaiserMichael VIII. († 1282)

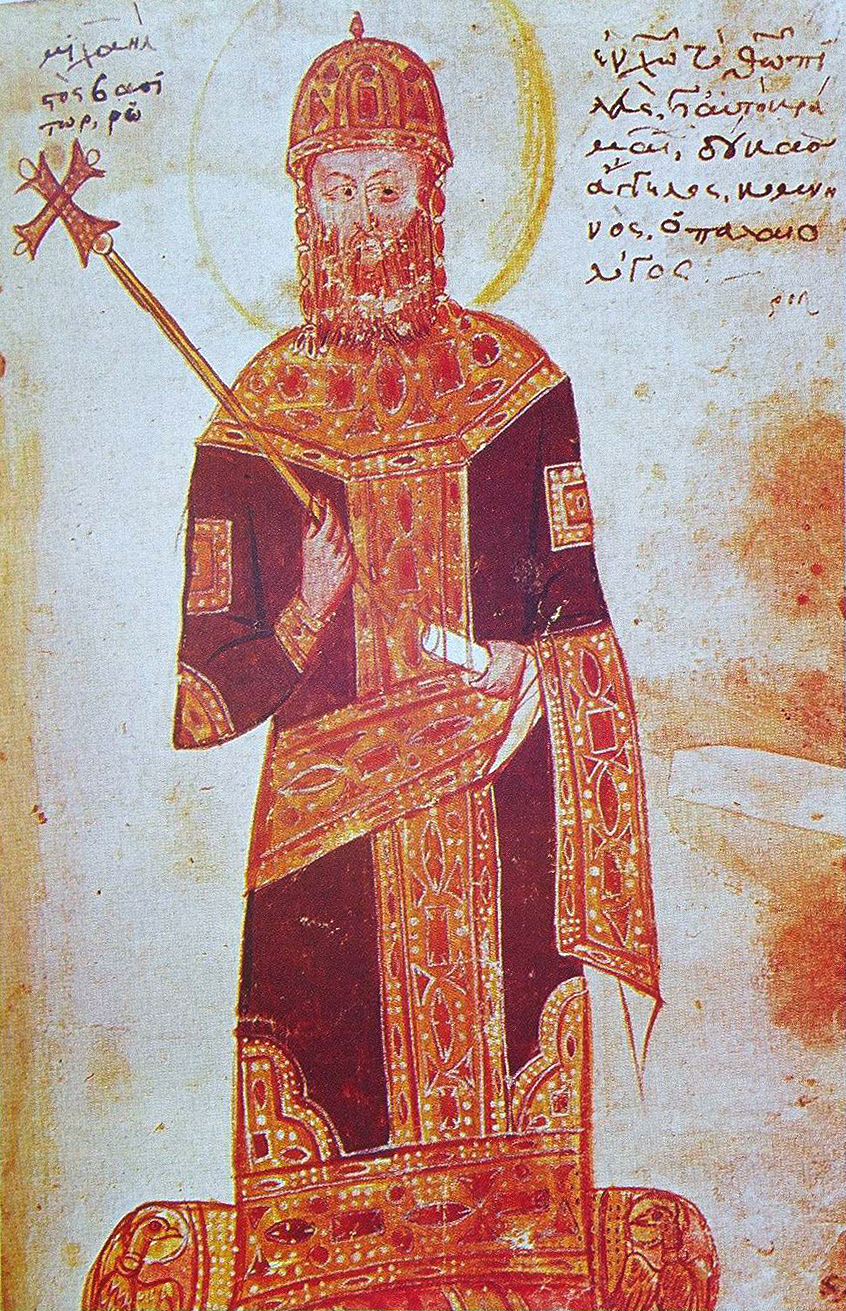
Michael VIII. († 1282)

- Michael von Canterbury, englischer Architekt
- Michael von Cesena († 1342), italienischer Theologe
- Michael von Griechenland (1939–2024), griechischer Adeliger, Prinz von Griechenland, und Schriftsteller
- Michael von Prag († 1401), Ordensgeistlicher, Prior der Kartausen Aggsbach und Geirach, Visitator der oberdeutschen Ordensprovinz
- Michael von Smyrna († 1772), Märtyrer und Heiliger der orthodoxen Kirche
- Michael von Synnada († 826), Bischof von Synnada
- Michael von Tokat, armenischer Kopist und Miniaturist
- Michael von Tschernigow (1185–1246), ukrainischer Fürst und Heiliger der ukrainisch-orthodoxen Kirche
- Michael von Žamberk († 1504), utraquistischer Priester, Bischof der Böhmischen Brüder (ab 1467)
- Michael X (1933–1975), schwarzer Bürgerrechtler und Mörder
- Michael, Albert Davidson (1836–1927), britischer Zoologe
- Michael, Alun (* 1943), walisischer Politiker (Labour Party), Mitglied des House of Commons
- Michael, Anba (1942–2023), ägyptischer Geistlicher und Bischof der koptisch-orthodoxen Kirche
- Michael, Arthur (1853–1942), US-amerikanischer Chemiker
- Michael, Asot (1969–2024), antiguanischer Politiker
- Michael, Barry (* 1955), australischer Boxer im Superfedergewicht und Linksausleger
- Michael, Blake (* 1996), US-amerikanischer SchauspielerBlake Michael (* 1996)

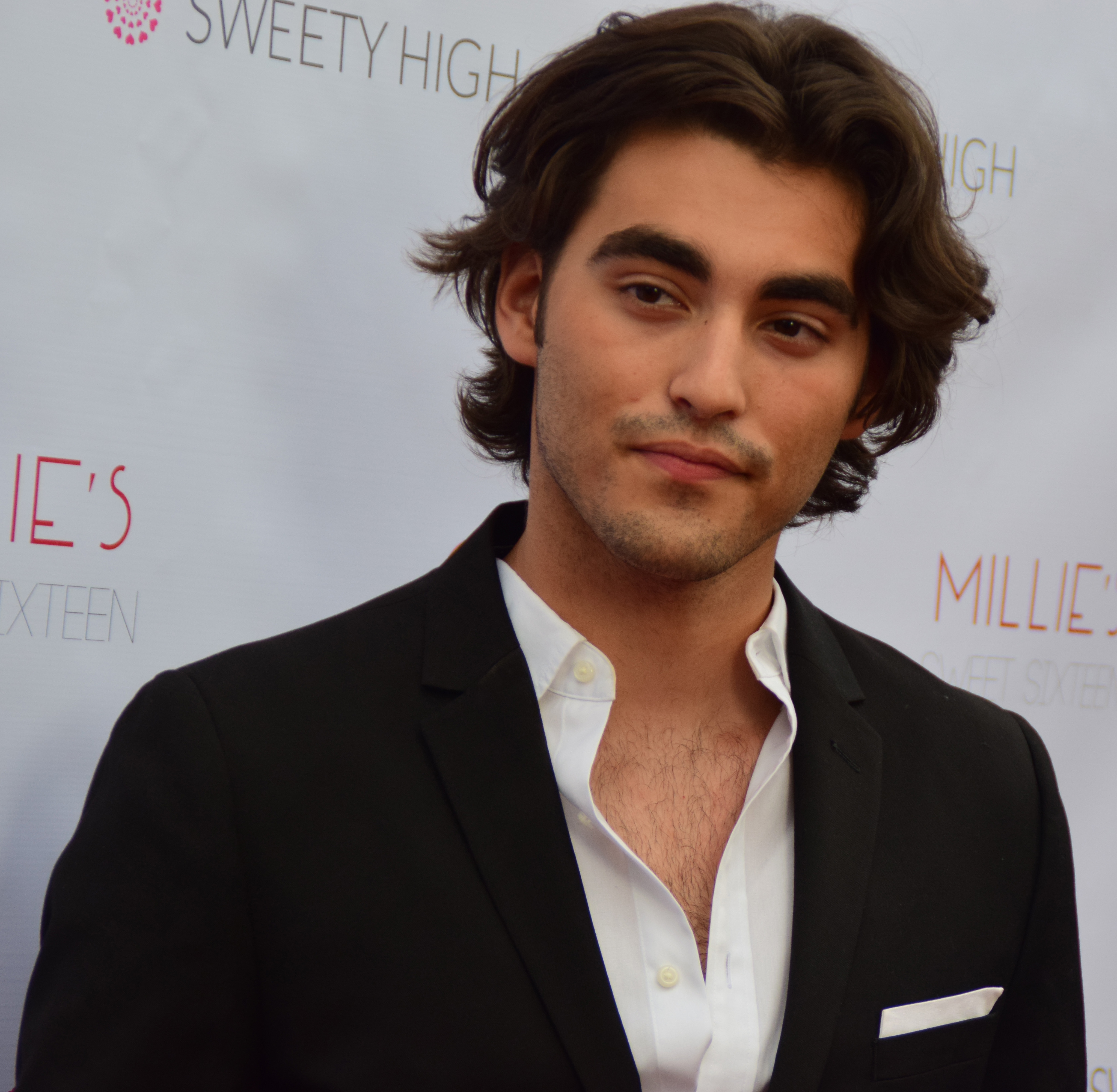
Blake Michael (* 1996)

- Michael, Carl von (1835–1893), mecklenburgischer Rittergutsbesitzer und Politiker
- Michael, Christine (* 1990), US-amerikanischer Footballspieler
- Michael, Christopher, US-amerikanischer Schauspieler
- Michael, Curt Wilhelm (1884–1945), deutscher Pädagoge, Seminardirektor, Autor und Herausgeber
- Michael, Danny, Tonmeister
- Michael, Duncan (* 1937), schottischer Bauingenieur
- Michael, Edmund (1849–1920), deutscher Lehrer und Pilzsachverständiger
- Michael, Eduard (1902–1987), deutscher Jurist, Kriminalbeamter und SS-Hauptsturmführer
- Michael, Eduard von (1805–1874), deutscher Forstmann
- Michael, Edward Salim (1921–2006), englischer Komponist und Autor
- Michael, Emil (1852–1917), deutscher römisch-katholischer Theologe
- Michael, Emmanuel (* 2006), nigerianischer Fußballspieler
- Michael, Enid (1883–1966), US-amerikanische Naturforscherin
- Michael, Ernest (1925–2013), US-amerikanischer Mathematiker
- Michael, Frank (* 1943), deutscher Komponist und Flötist
- Michael, Frank (* 1953), belgischer Sänger
- Michael, Franz H. (1907–1992), deutschamerikanischer Sinologe
- Michael, Friedrich (1892–1986), deutscher Schriftsteller
- Michael, George (1918–2009), US-amerikanischer Friseur
- Michael, George (1963–2016), britischer Sänger und KomponistGeorge Michael (1963–2016)

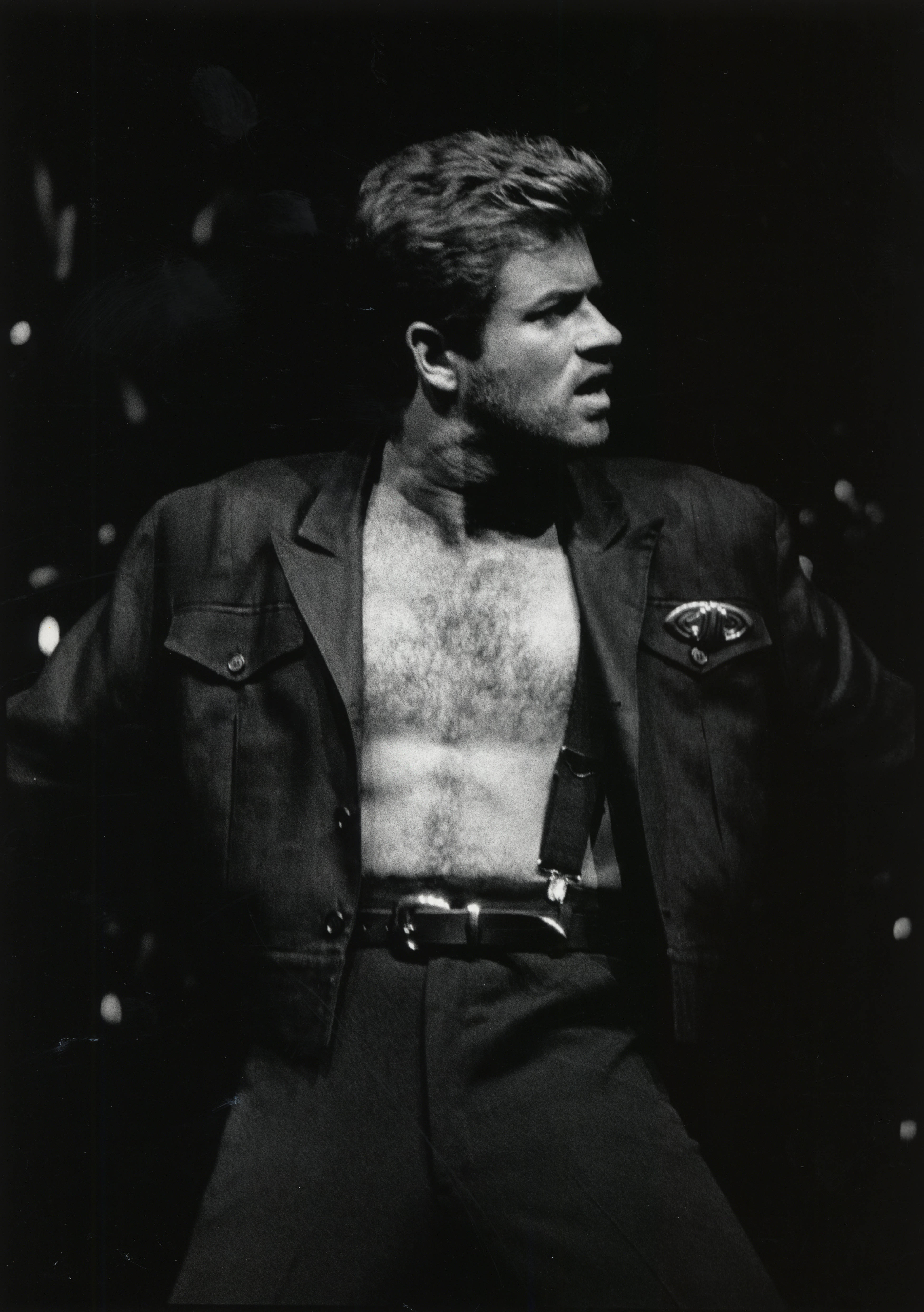
George Michael (1963–2016)

- Michael, Gerhard (1911–2004), deutscher Agrikulturchemiker und Hochschullehrer
- Michael, Gerhard (1920–2003), deutscher Sportfunktionär, Handballspieler, Leichtathlet
- Michael, Gertrude (1911–1964), US-amerikanische Schauspielerin
- Michael, Gregory (* 1981), US-amerikanischer Schauspieler
- Michael, Heinrich von (1888–1942), deutscher Politiker der DNVP und Staatsminister von Mecklenburg-Strelitz
- Michael, Hermann (1937–2005), deutscher Dirigent
- Michael, Holger (* 1954), deutscher Diplomat
- Michael, Ib (* 1945), dänischer Schriftsteller
- Michael, Jaden (* 2003), US-amerikanischer Nachwuchsschauspieler
- Michael, Jakob (1894–1979), deutsch-amerikanischer Unternehmer
- Michael, James (* 1967), US-amerikanischer Musikproduzent, Songwriter, Tontechniker, Mixer, Musiker und Sänger
- Michael, Jimmy (1877–1904), britischer Radrennfahrer
- Michael, Johann (1638–1718), deutscher lutherischer Theologe
- Michael, Johann Georg (1804–1862), evangelischer Pfarrer und Landtagsabgeordneter
- Michael, Johann Ulrich (1850–1931), Schweizer reformierter Geistlicher
- Michael, John (* 1974), zyprisch-griechischer Dartspieler
- Michael, Jörg (* 1963), deutscher SchlagzeugerJörg Michael (* 1963)

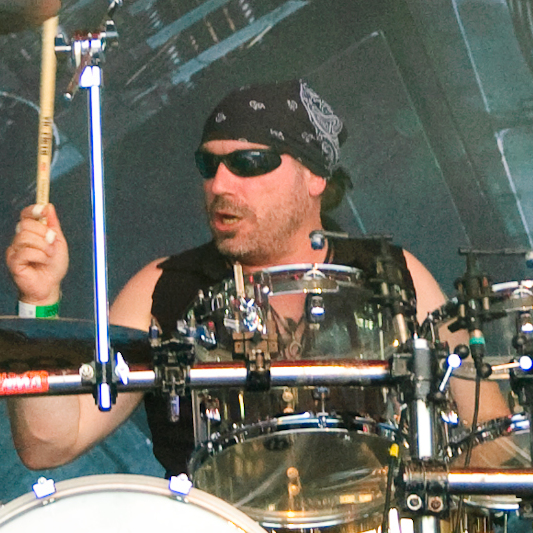
Jörg Michael (* 1963)

- Michael, Kellen (* 2004), US-amerikanischer Kinderdarsteller
- Michael, Kenneth (* 1938), australischer Verwaltungsbeamter und Gouverneur von Western Australia (2006–2011)
- Michael, Kevin (* 1985), US-amerikanischer R&B-Sänger
- Michael, Kingsley (* 1999), nigerianischer Fußballspieler
- Michael, Klaus (* 1959), deutscher Germanist und Literaturwissenschaftler
- Michael, Lothar (* 1968), deutscher und europäischer Rechtswissenschaftler
- Michael, Manfred (* 1926), deutscher Fußballspieler
- Michael, Mano (* 1980), deutsch-nigerianischer Soul-Pop-Classic-Dance-Sänger, Produzent, Songwriter und Vocal-Coach
- Michael, Marion (1940–2007), deutsche Bühnen- und Filmschauspielerin
- Michael, Max (1823–1891), deutscher Maler
- Michael, Maximiliane (* 1951), deutsche Wasserspringerin
- Michael, Michael Theodore (1918–1997), israelischer Diplomat
- Michael, Moina (1869–1944), US-amerikanische Hochschullehrerin und Erziehungswissenschaftlerin; Begründerin der Tradition der Remembrance Poppies
- Michael, Nadja (* 1969), deutsche Opern-, Lied- und Oratoriensängerin (Mezzosopran und seit April 2005 Sopran)Nadja Michael (* 1969)

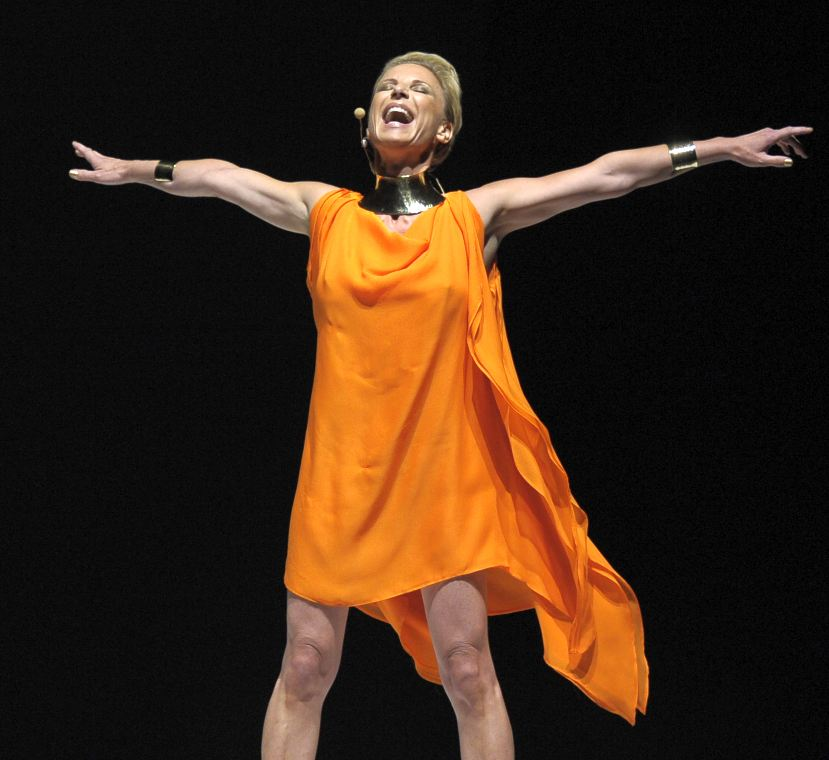
Nadja Michael (* 1969)

- Michael, Oskar (* 1894), deutscher Radrennfahrer
- Michael, Peter (* 1989), neuseeländischer Inline-Speedskater und Eisschnellläufer
- Michael, Peter Godly (* 1998), nigerianischer Fußballspieler
- Michaël, Pierre (1932–2001), belgisch-französischer Schauspieler
- Michael, Riad, deutscher Musiker und Mediziner
- Michael, Richard (1869–1928), deutscher Paläontologe und Geologe
- Michael, Rod (* 1981), amerikanischer Musiker
- Michael, Rogier († 1623), franko-flämischer Komponist und Kapellmeister der Renaissance
- Michael, Rudolf (1890–1980), deutscher Journalist
- Michael, Rudolf (1896–1972), deutscher Lokalpolitiker
- Michael, Sam (* 1971), australischer Ingenieur und Rennwagen-Konstrukteur
- Michael, Sami (1926–2024), israelischer Schriftsteller und Übersetzer
- Michael, Sarah (* 1990), nigerianische Fußballspielerin
- Michael, Sean Cameron (* 1969), südafrikanischer Schauspieler
- Michael, Simon (* 1984), deutscher Musiker und Musikproduzent im MetalgenreSimon Michael (* 1984)

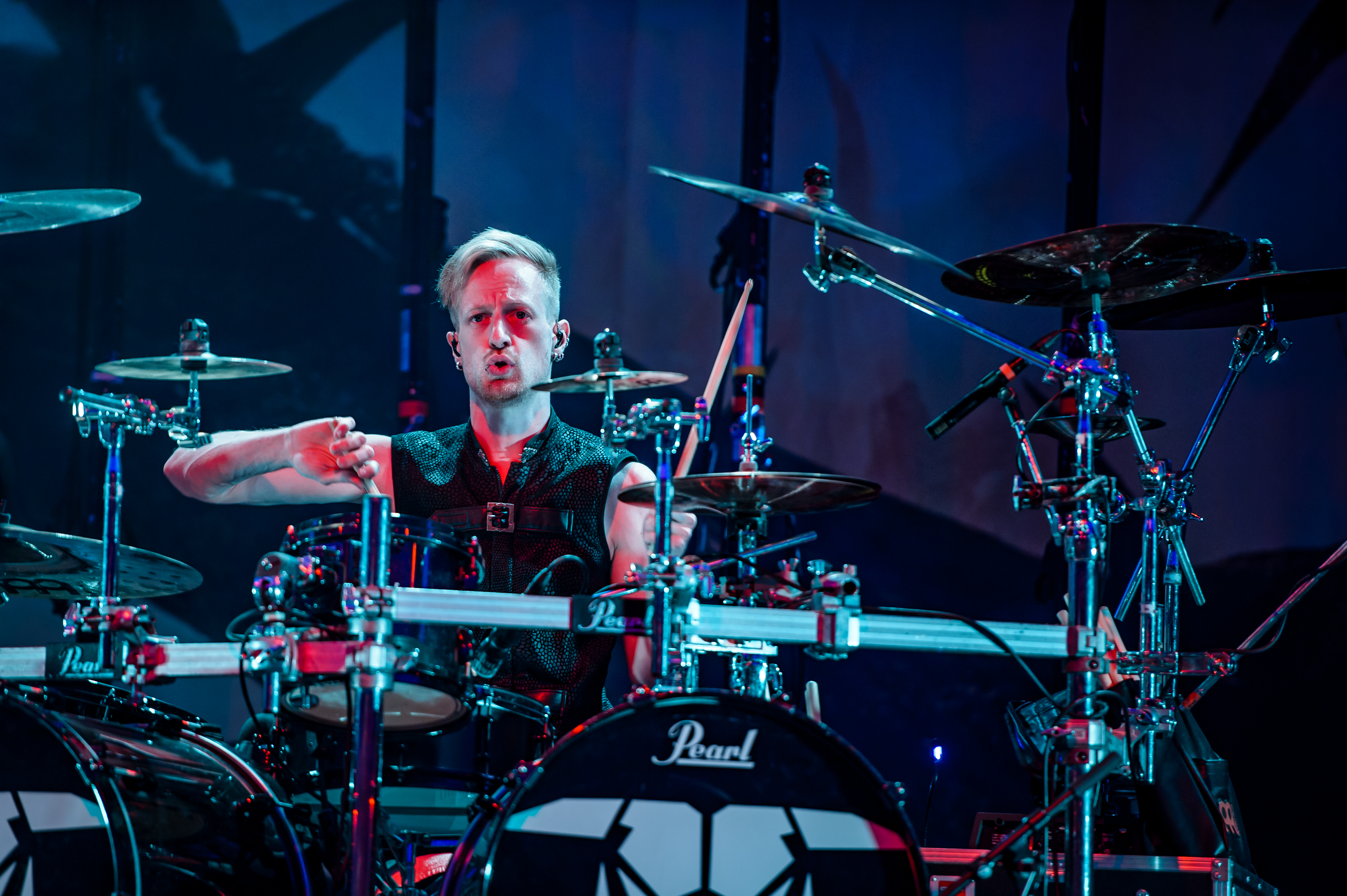
Simon Michael (* 1984)

- Michael, Sinead (* 1998), britische Schauspielerin
- Michael, Tanja (* 1971), deutsche Klinische Psychologin und Hochschullehrerin
- Michael, Theodor Wonja (1925–2019), deutscher Schauspieler, Journalist und Zeitzeuge des NationalsozialismusTheodor Wonja Michael (1925–2019)

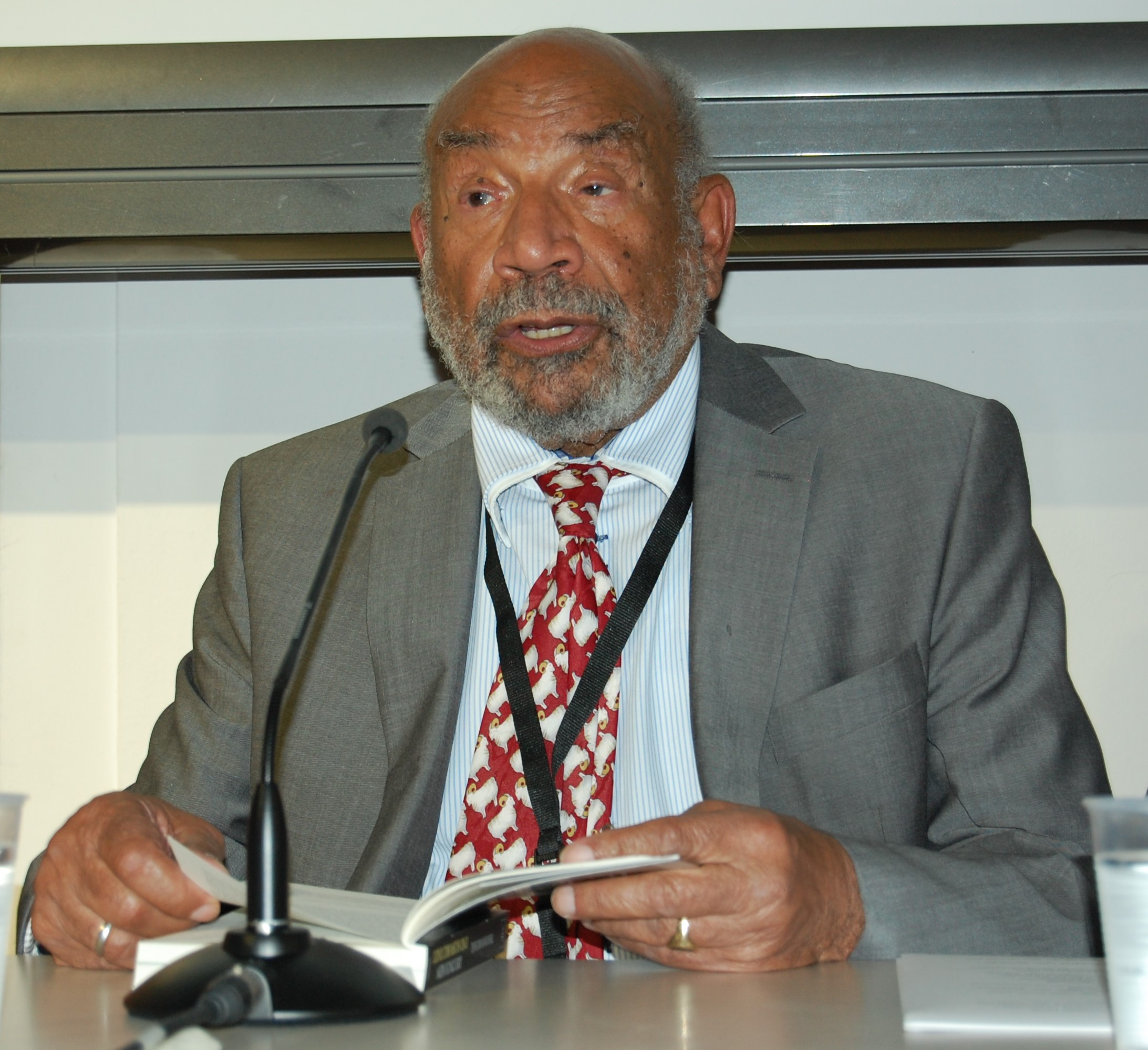
Theodor Wonja Michael (1925–2019)

- Michael, Tobias (1592–1657), deutscher Komponist und Thomaskantor
- Michael, Werner (1949–2003), deutscher Badmintonspieler
- Michael, Wolfgang (1862–1945), deutscher Historiker und Hochschullehrer
- Michael, Wolfgang (* 1955), deutscher Schauspieler
- Michael, Wolfgang F. (1909–1994), deutschamerikanischer Germanist und Theaterhistoriker
- Michael-Noindl, Margarete (1888–1962), deutsche Malerin

###### Michaela
- Michaelappa, Francis (1925–1993), indischer Geistlicher, römisch-katholischer Bischof von Mysore

###### Michaele
- Michaeler, Edith (* 1980), österreichische Medienexpertin, Journalistin und Trainerin
- Michaeler, Josef (1927–2007), römisch-katholischer Theologe und Kirchenhistoriker

###### Michaeli
- Michaeli, Anastasia (* 1975), israelische Politikerin
- Michaeli, Elisheva (1928–2009), israelische Schauspielerin
- Michaeli, Merav (* 1966), israelische Journalistin und Politikerin der Awoda
- Michaeli, Mic (* 1962), schwedischer Rockmusiker
- Michaeli, Rivka (* 1938), israelische Schauspielerin, Sängerin, Radio- und Fernsehmoderatorin
- Michaeli, Walter (* 1946), deutscher Ingenieur, Professor für Kunststofftechnik
- Michaeli-Goldberg, Shulamit (* 1955), israelische Mikrobiologin und Hochschullehrerin
- Michaelides, Alekos (1933–2008), zyprischer Politiker
- Michaelides, Petros (* 2000), zyprischer Kugelstoßer
- Michaelides, Vasilis († 1917), zyprischer Dichter und Maler
- Michaëlis de Vasconcelos, Carolina (1851–1925), Romanistin und ordentliche Professorin, erste Professorin Portugals
- Michaelis, Adolf (1835–1910), deutscher Klassischer Archäologe
- Michaelis, Adolf von (1837–1898), preußischer Generalleutnant
- Michaelis, Adolph (1797–1863), deutscher Rechtsgelehrter
- Michaelis, Alice (1875–1943), deutsche Malerin
- Michaelis, Andreas (* 1959), deutscher DiplomatAndreas Michaelis (* 1959)

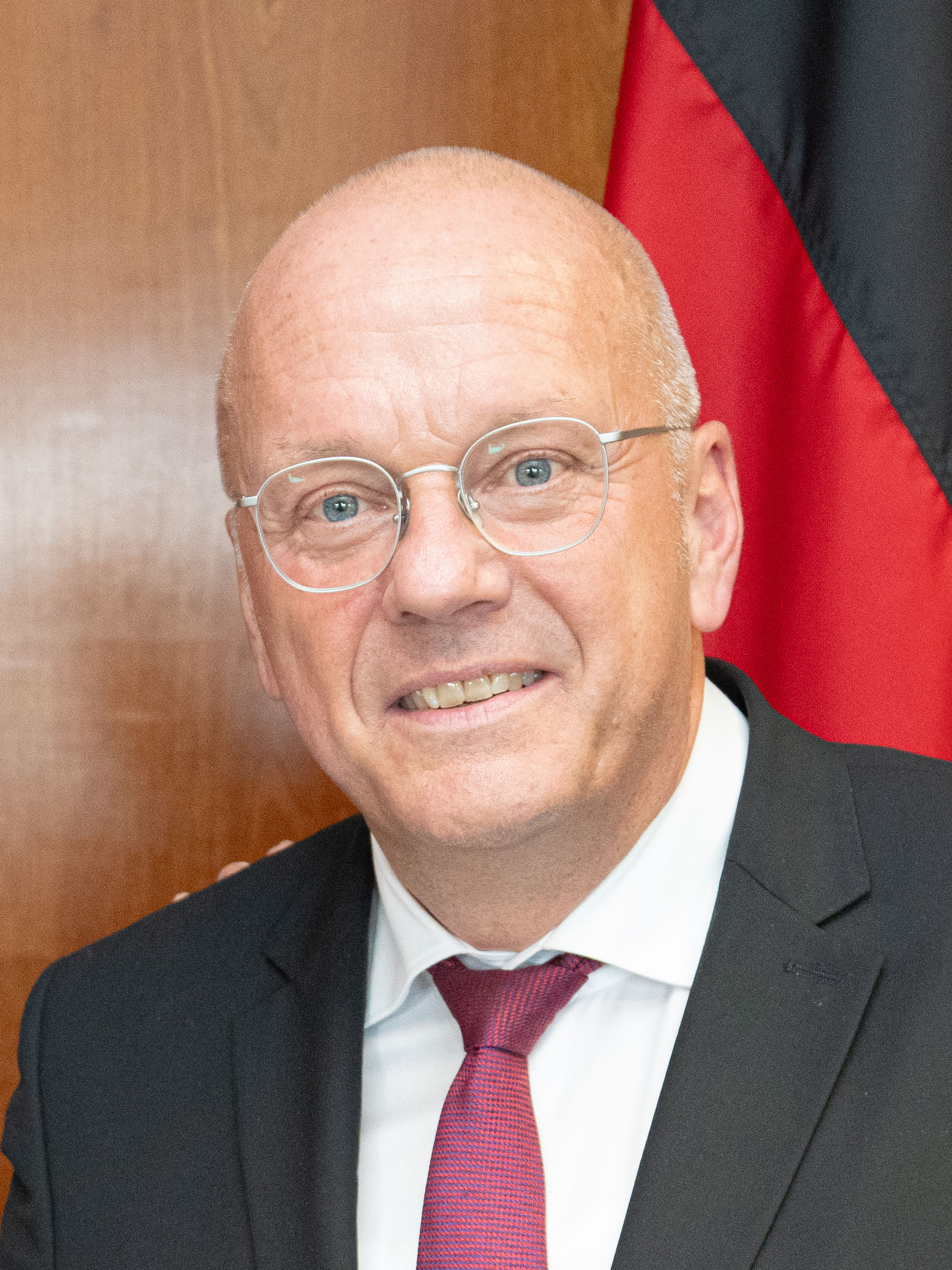
Andreas Michaelis (* 1959)

- Michaelis, Anthony (1916–2007), britischer Wissenschaftsjournalist
- Michaelis, Antonia (* 1979), deutsche Kinder- und Jugendbuchautorin
- Michaelis, Arthur (1864–1946), deutscher Maler und Grafiker
- Michaelis, August (1847–1916), deutscher Chemiker
- Michaelis, Bogislaus Philipp (1606–1656), königlich-schwedischer Hofrat
- Michaelis, Carsten (* 1973), deutscher Politiker (CDU)
- Michaelis, Christian Benedikt (1680–1764), deutscher Orientalist und evangelischer Theologe
- Michaelis, Christian Friedrich (1727–1804), deutscher Arzt
- Michaelis, Christian Friedrich (1754–1814), deutscher Arzt
- Michaelis, Christian Friedrich (1770–1834), deutscher Philosoph, Musikästhetiker und Schriftsteller
- Michaelis, Clemens (1587–1630), Bürgermeister von Stettin
- Michaelis, Daniel (1621–1652), deutscher evangelischer Theologe und Hochschullehrer
- Michaelis, Dirk (* 1961), deutscher Sänger und KomponistDirk Michaelis (* 1961)

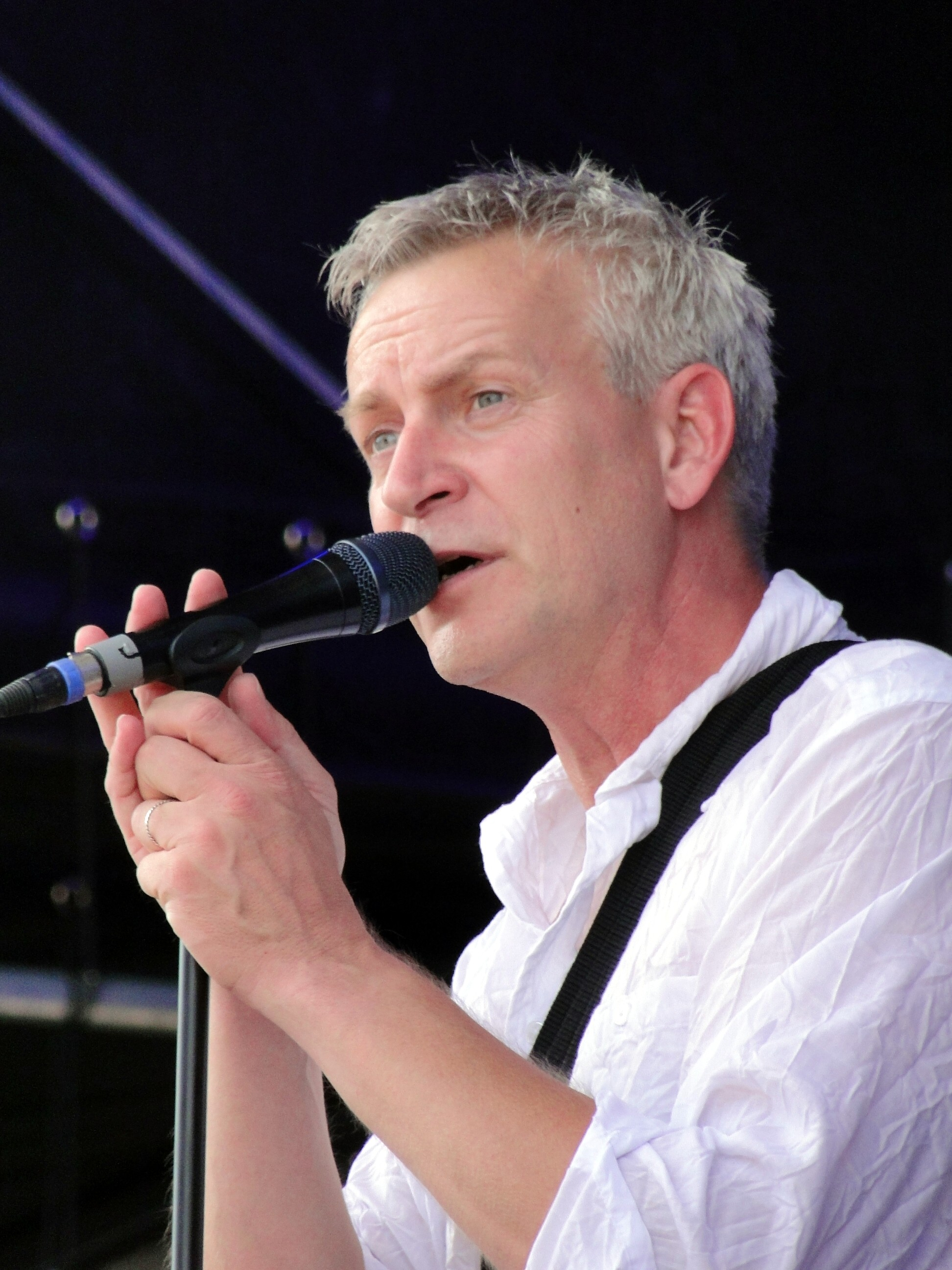
Dirk Michaelis (* 1961)

- Michaelis, Edgar (1890–1967), deutscher Psychotherapeut und Nervenarzt
- Michaelis, Ernst Heinrich (1794–1873), preußischer Offizier und Ingenieurgeograph
- Michaelis, Eva (* 1973), deutsche Synchronsprecherin
- Michaëlis, Fanny (* 1983), französische Illustratorin, Comicautorin und Musikerin
- Michaelis, Franz Ludwig (1840–1919), deutscher Kaufmann und Konsul
- Michaelis, Friedrich (1887–1969), deutscher Schlosser, Eisenbahn-Werkmeister, Lokomotivführer und Kommunalpolitiker, KZ-Häftling und Opfer der NS-Willkür
- Michaelis, Friedrich David (1813–1892), deutscher Anglist und Gymnasiallehrer
- Michaelis, Friedrich Gottlieb (1726–1781), preußischer Minister
- Michaelis, Fritz (* 1897), deutscher Widerstandskämpfer gegen den Nationalsozialismus
- Michaelis, Georg (1852–1912), deutscher Eisenbahnbeamter
- Michaelis, Georg (1857–1936), deutscher Jurist und PolitikerGeorg Michaelis (1857–1936)

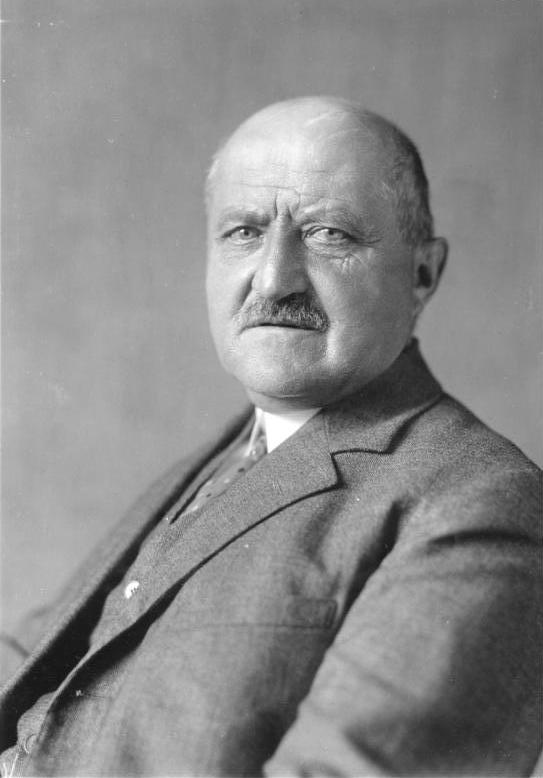
Georg Michaelis (1857–1936)

- Michaelis, Gerhard (1933–2022), deutscher Musiker, Komponist, Musiklehrer und Chorleiter
- Michaëlis, Gerrit Jan (1775–1857), niederländischer Landschafts- und Porträtmaler sowie Aquarellist, Radierer und Lithograf
- Michaelis, Gustav (1813–1895), deutscher Stenograf
- Michaelis, Gustav (1868–1939), deutscher Politiker (DDP)
- Michaelis, Gustav Adolph (1798–1848), deutscher Arzt und Geburtshelfer
- Michaelis, Gustavus (1844–1925), deutsch-amerikanischer Chemiker und Pharmazeut
- Michaelis, Hans (1914–1998), deutscher Volkswirtschaftler, europäischer Energiepolitiker und Hochschullehrer
- Michaelis, Hans-Thorald (1925–2004), deutscher Historiker, Germanist und Genealoge
- Michaelis, Heinrich (1627–1678), deutscher Jurist und Syndikus
- Michaelis, Henriette (1849–1924), deutsche Philologin, Romanistin und Lexikographin
- Michaelis, Herbert (1898–1939), deutscher Anwalt, Kommunist und Widerstandskämpfer
- Michaelis, Herbert (1904–1980), deutscher Historiker
- Michaelis, Hermann von (1813–1890), preußischer Generalleutnant
- Michaelis, Hildegard (1900–1982), katholische Klostergründerin und Künstlerin
- Michaelis, Holger (* 1942), deutscher Soziologe
- Michaelis, Hubert von (1858–1925), deutscher Rittergutsbesitzer und Politiker, MdR
- Michaelis, Jan (* 1968), deutscher Autor
- Michaelis, Jan (* 1978), deutscher Snowboarder
- Michaelis, Johann (1612–1674), deutscher lutherischer Theologe
- Michaelis, Johann (1813–1877), siebenbürgischer Pädagoge und Geistlicher
- Michaelis, Johann (1869–1947), deutscher Politiker (DVP)
- Michaelis, Johann Benjamin (1746–1772), deutscher Dichter
- Michaelis, Johann Conrad, deutscher Mediziner und Stadtphysicus in Hanau
- Michaelis, Johann David (1717–1791), deutscher Orientalist und TheologeJohann David Michaelis (1717–1791)

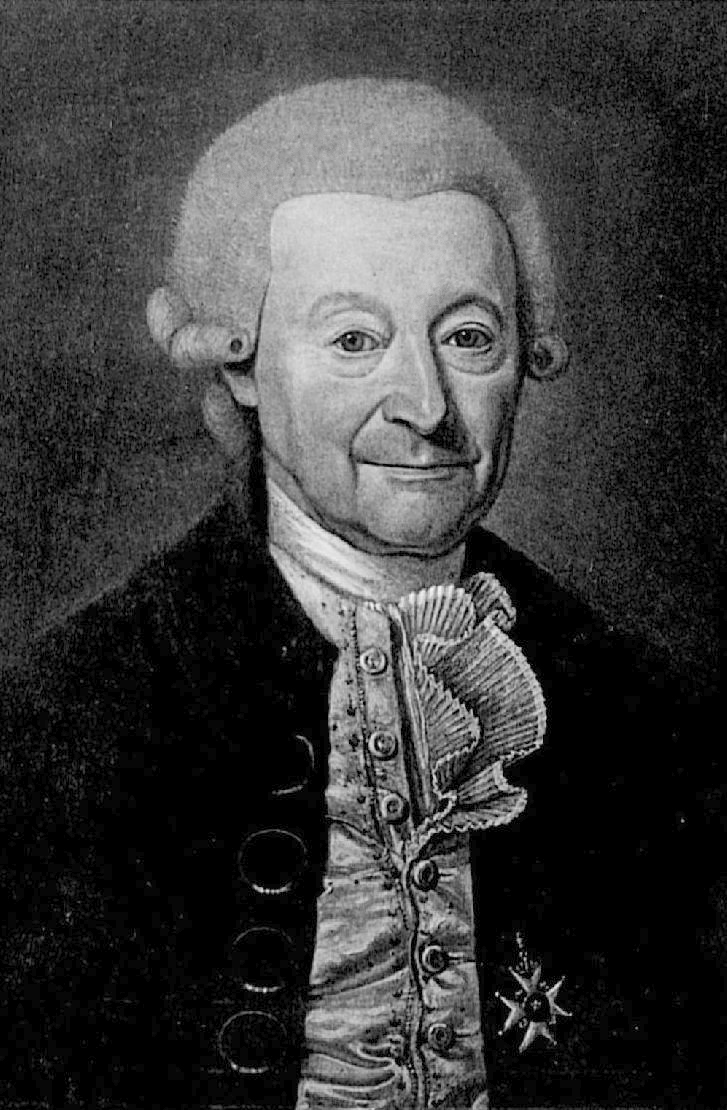
Johann David Michaelis (1717–1791)

- Michaelis, Johann Gottfried (1676–1754), sächsischer Hofopticus und Kirchner
- Michaelis, Johann Gottlieb (1704–1740), sächsischer Geheimkämmerer und Sammlungsinspektor
- Michaelis, Johann Heinrich (1668–1738), deutscher evangelischer Theologe und orientalischer Philologe
- Michaelis, Johann Wilhelm (1677–1736), deutscher Kupferstecher
- Michaelis, Johannes (1606–1667), deutscher Mediziner und Chemiker
- Michaelis, John H. (1912–1985), US-amerikanischer Offizier, General der US Army
- Michaelis, Jörg (* 1940), deutscher Biostatistiker, Epidemiologe und Hochschullehrer
- Michaëlis, Karin (1872–1950), dänische AutorinKarin Michaëlis (1872–1950)

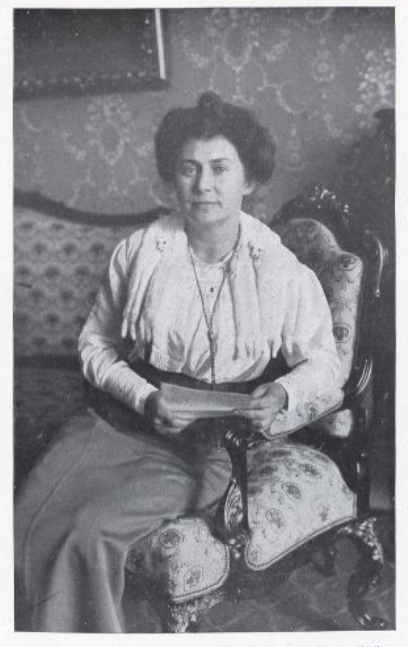
Karin Michaëlis (1872–1950)

- Michaelis, Karl (1900–2001), deutscher Rechtswissenschaftler
- Michaelis, Karl Leopold (1822–1886), deutscher Jurist und Politiker (NLP), MdR
- Michaelis, Klaus (* 1944), deutscher Jurist, Mitglied der Geschäftsführung der BfA
- Michaelis, Kord (* 1966), deutscher Kantor und Kirchenmusikdirektor
- Michaelis, Laurentius († 1584), Jurist, Geograph und Historiker in der Herrschaft Jever
- Michaelis, Leonor (1875–1949), deutsch-US-amerikanischer Biochemiker und Mediziner
- Michaelis, Liane (* 1953), deutsche Handballspielerin
- Michaelis, Marc (* 1995), deutscher EishockeyspielerMarc Michaelis (* 1995)

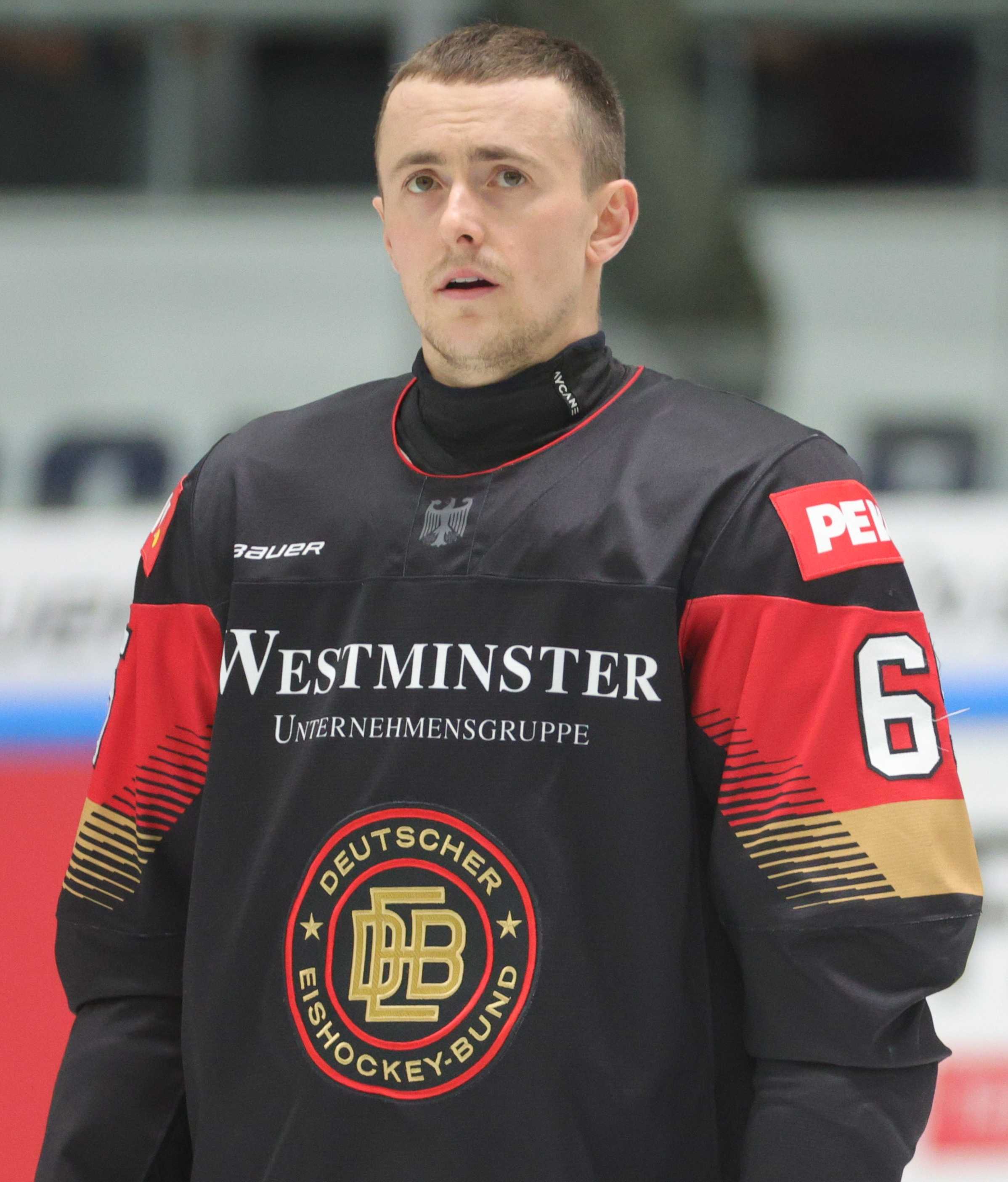
Marc Michaelis (* 1995)

- Michaelis, Melanie (1882–1969), deutsche Violinistin
- Michaelis, Mirjam (1889–1942), deutsche Ordensschwester der Ordensgemeinschaft der Josefschwestern und Märtyrin
- Michaelis, Mirjam (1908–2004), israelische Schriftstellerin
- Michaelis, Nikolaus (1645–1708), Jurist und Bürgermeister von Greifswald
- Michaelis, Olaf (* 1971), deutscher Bodybuilder und Kraftdreikämpfer
- Michaelis, Otto (1826–1890), deutscher Jurist und Journalist, MdHdA, MdR
- Michaelis, Otto (1875–1949), deutscher Theologe
- Michaelis, Otto (1887–1934), deutscher Fußballtorhüter
- Michaelis, Otto jr., deutscher Radrennfahrer
- Michaelis, Paul (1846–1931), deutscher Verwaltungsjurist und Kommunalpolitiker
- Michaelis, Paul (1914–2005), deutscher Maler und Hochschullehrer
- Michaelis, Paul, deutscher Pokerspieler
- Michaelis, Peter (* 1946), österreichischer Manager
- Michaelis, Rainer (* 1952), deutscher Politiker (Bündnis 90/Die Grünen), MdL
- Michaëlis, Richard (1856–1941), deutscher Reichsgerichtsrat
- Michaelis, Richard (1931–2017), deutscher Arzt für Kinderheilkunde
- Michaelis, Robert (1903–1973), deutscher Jurist und Richter
- Michaelis, Rolf (1933–2013), deutscher Feuilletonist, Essayist, Biograf und Schriftsteller
- Michaelis, Rolf (* 1968), deutscher Militärschriftsteller
- Michaelis, Rudolf (1902–1945), deutscher Politiker (NSDAP), MdR
- Michaelis, Ruth (1909–1989), deutsche Opernsängerin (Alt)
- Michaelis, Salomo (1769–1844), deutscher Hofmeister, Hofbuchhändler, Romanist und früher Germanist
- Michaëlis, Sophus (1865–1932), dänischer Dichter und Schriftsteller
- Michaelis, Sven (* 1981), deutscher Behindertensportler (Schwimmen)
- Michaelis, Torsten (1961–2025), deutscher Schauspieler und Synchronsprecher
- Michaelis, Walter (1866–1953), deutscher evangelischer Theologe, Pfarrer, Missionsinspektor, Dozent und Präses des Gnadauer Gemeinschaftsverbandes
- Michaelis, Werner (1907–1989), deutscher Bildhauer
- Michaëlis, Wilhelm (1840–1911), deutscher Chemiker
- Michaelis, Wilhelm (1896–1965), deutscher evangelischer Theologe
- Michaelis, William (1871–1948), deutscher Vizeadmiral
- Michaelis, Wolfgang (* 1939), deutscher Psychologe
- Michaelis-Grabowski, Ingeborg (1921–1995), deutsche Malerin und Grafikerin in der DDR
- Michaelis-Jena, Ruth (1905–1989), deutsch-britische Schriftstellerin und Übersetzerin
- Michaelis-Stern, Eva (1904–1992), deutsch-israelische Sozialarbeiterin

###### Michaels
- Michaels, Al (* 1944), US-amerikanischer Sportreporter
- Michaels, Anne (* 1958), kanadische Schriftstellerin
- Michaels, Axel (* 1949), deutscher Indologe
- Michaels, Bernd (1936–2019), deutscher Versicherungsmanager und -verbandsfunktionär
- Michaels, Beverly (1928–2007), US-amerikanische Schauspielerin
- Michaels, Bret (* 1963), US-amerikanischer Sänger, Schauspieler, Regisseur, Drehbuchschreiber und ProduzentBret Michaels (* 1963)

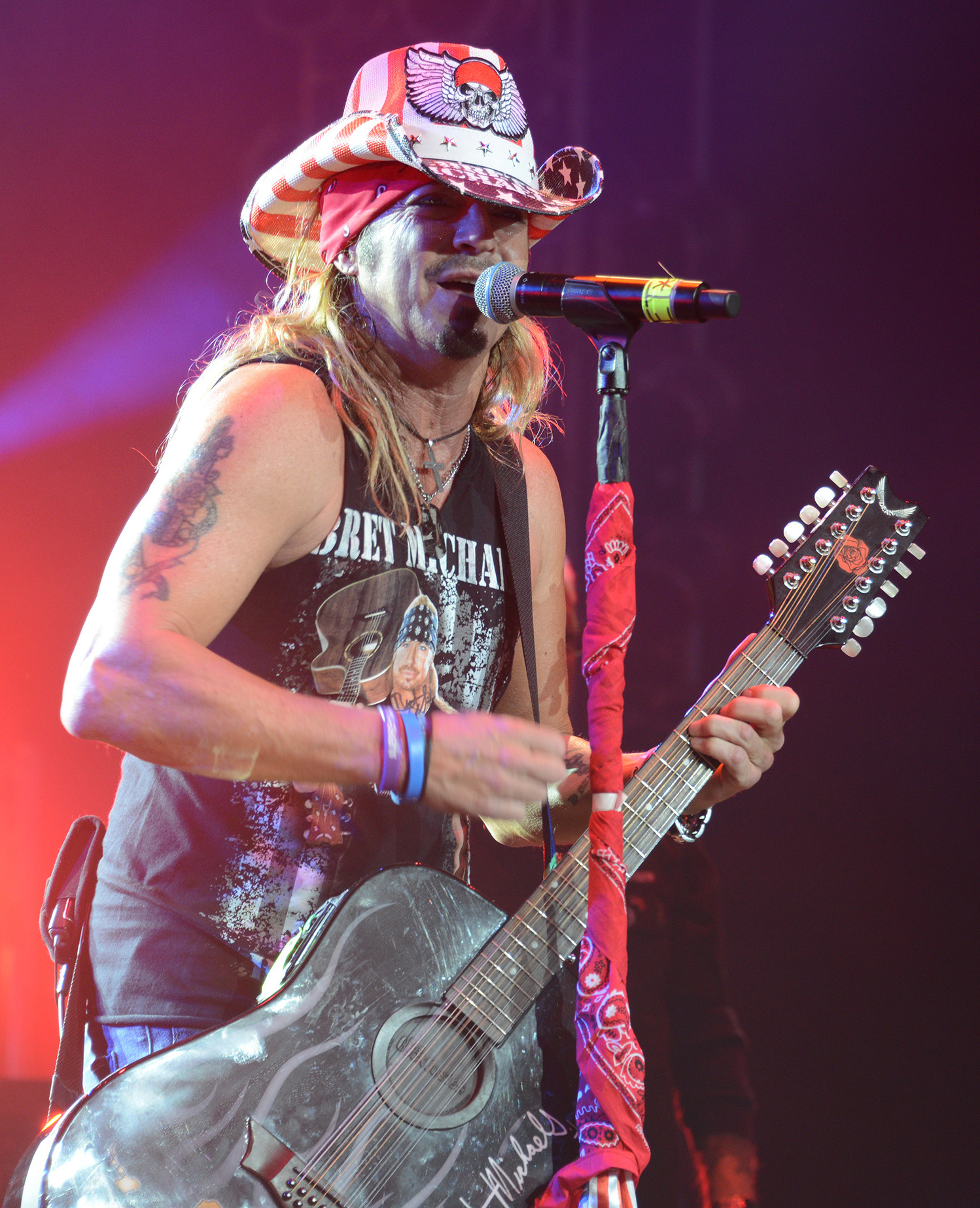
Bret Michaels (* 1963)

- Michaels, Brian (* 1948), britischer Theater- und Opernregisseur
- Michaels, Chad (* 1971), US-amerikanische Dragqueen
- Michaels, David (* 1954), US-amerikanischer Epidemiologe und Professor
- Michaels, Derek (* 1973), US-amerikanischer Pornodarsteller
- Michaels, Devon (* 1970), US-amerikanisches Fitness-Model und Pornodarstellerin
- Michaels, Gianna (* 1983), US-amerikanische Pornodarstellerin
- Michaels, Ian Reier, US-amerikanischer Schauspieler
- Michaels, James Edward (1926–2010), US-amerikanischer Ordensgeistlicher; Weihbischof in Wheeling-Charleston
- Michaels, Janna, US-amerikanische Kinderdarstellerin und Synchronsprecherin
- Michaels, Jillian (* 1974), US-amerikanische Fitnessexpertin, Medienpersönlichkeit und UnternehmerinJillian Michaels (* 1974)

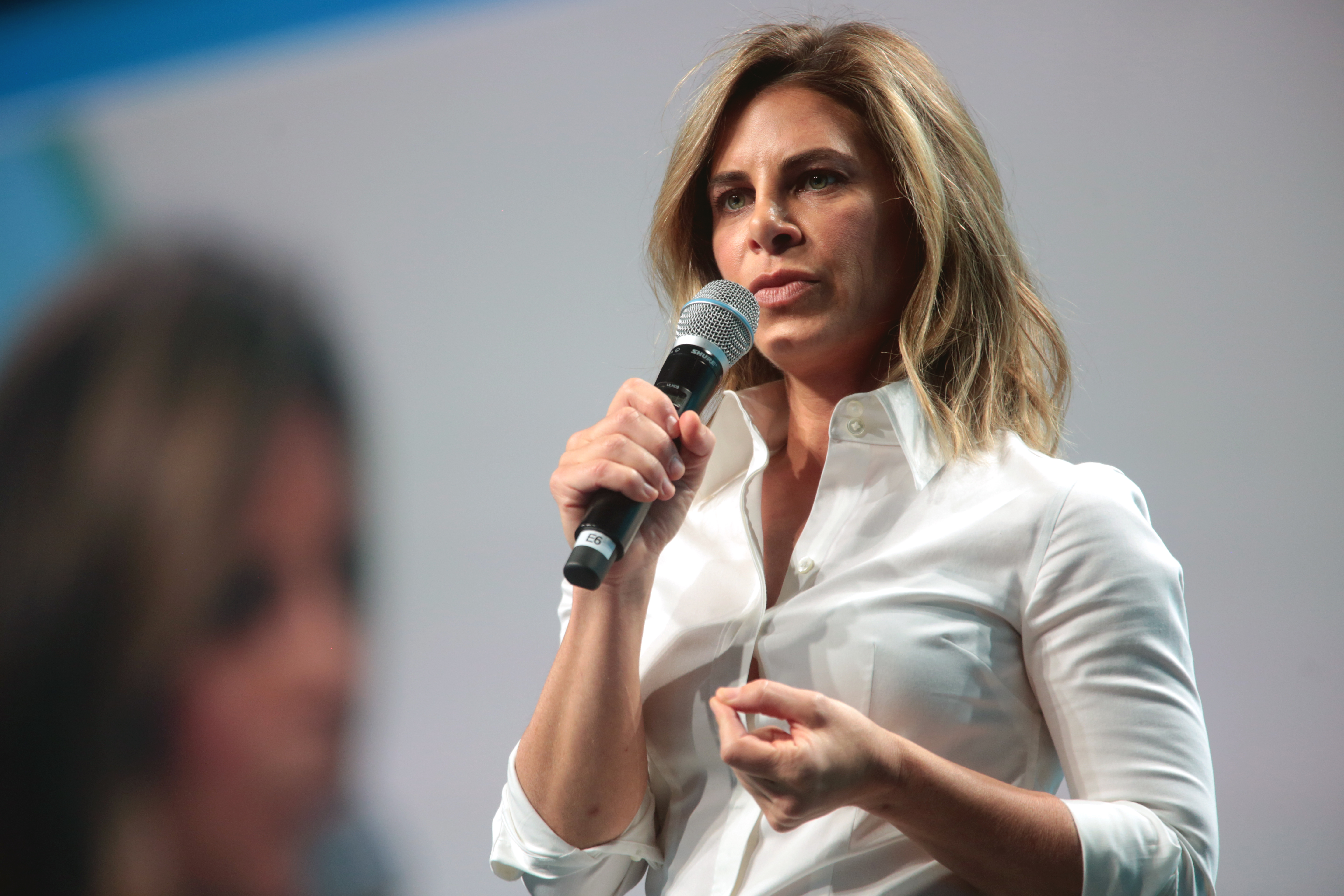
Jillian Michaels (* 1974)

- Michaels, Joel B., US-amerikanischer Filmproduzent
- Michaels, Jost (1922–2004), deutscher Klarinettist und Musikpädagoge, aber auch Pianist und Dirigent
- Michaels, Julia (* 1993), US-amerikanische Popsängerin
- Michaels, Kate (* 1969), US-amerikanische Sängerin und Schauspielerin
- Michaels, Lee (* 1945), US-amerikanischer Sänger
- Michaels, Lloyd (1943–2014), US-amerikanischer Swing- und Jazztrompeter
- Michaels, Lorne (* 1944), kanadisch-US-amerikanischer Filmproduzent und Drehbuchautor
- Michaels, Mickey S. (1931–1999), US-amerikanischer Szenenbildner und Artdirector
- Michaels, Mimi (* 1983), US-amerikanische Schauspielerin
- Michaels, Patrick J. (1950–2022), US-amerikanischer Klimatologe, Publizist und Politikberater
- Michaels, Ralf (* 1969), deutscher Jurist und Hochschullehrer
- Michaels, Richard (* 1936), US-amerikanischer Filmregisseur und Script Supervisor
- Michaels, Sean (* 1958), US-amerikanischer Pornodarsteller und -regisseur
- Michaels, Shawn (* 1965), US-amerikanischer Wrestler
- Michaels, Tammy Lynn (* 1974), US-amerikanische Schauspielerin
- Michaels, Trina (* 1983), US-amerikanische Pornodarstellerin und Wrestling-Show-Managerin
- Michaels, Walter Benn (* 1948), US-amerikanischer Literaturtheoretiker
- Michaels-Beerbaum, Meredith (* 1969), US-amerikanisch-deutsche Springreiterin
- Michaelsen, Allan (1947–2016), dänischer Fußballspieler und -trainer
- Michaelsen, Åse (* 1960), norwegische Politikerin
- Michaelsen, Hermann (1851–1928), deutscher Kaufmann, Unternehmer, Philanthrop und Kunstmäzen in Santiago de Cuba
- Michaelsen, Jan (* 1970), dänischer Fußballspieler
- Michaelsen, Jeannine (* 1981), deutsche Fernseh- und RadiomoderatorinJeannine Michaelsen (* 1981)

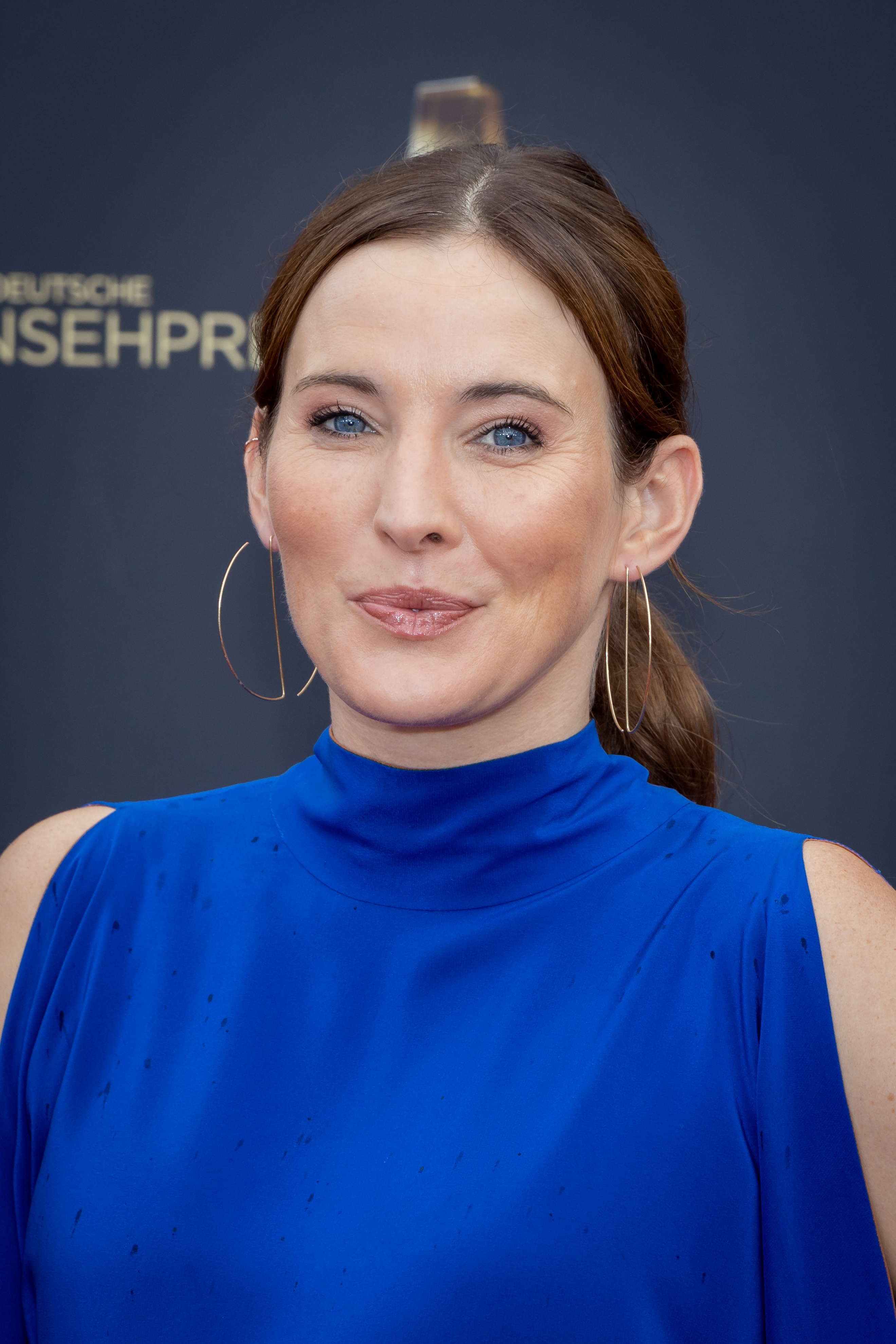
Jeannine Michaelsen (* 1981)

- Michaelsen, Jürgen (* 1935), deutscher Modeschöpfer
- Michaelsen, Lars (* 1969), dänischer Radrennfahrer
- Michaelsen, Swantje (* 1979), deutsche Politikerin (Grüne) und Mitglied des Bundestags
- Michaelsen, Werner (1937–2019), deutscher Theaterschauspieler und -regisseur
- Michaelsen, Wilhelm (1860–1937), deutscher Zoologe
- Michaelsmeister, romanischer Freskenmaler auf Gotland
- Michaelson, Anna († 1926), deutsche Kulturjournalistin, Kunstschriftstellerin und Übersetzerin
- Michaelson, Hans (1872–1959), deutscher Maler
- Michaelson, Ingrid (* 1979), US-amerikanische Singer-SongwriterinIngrid Michaelson (* 1979)

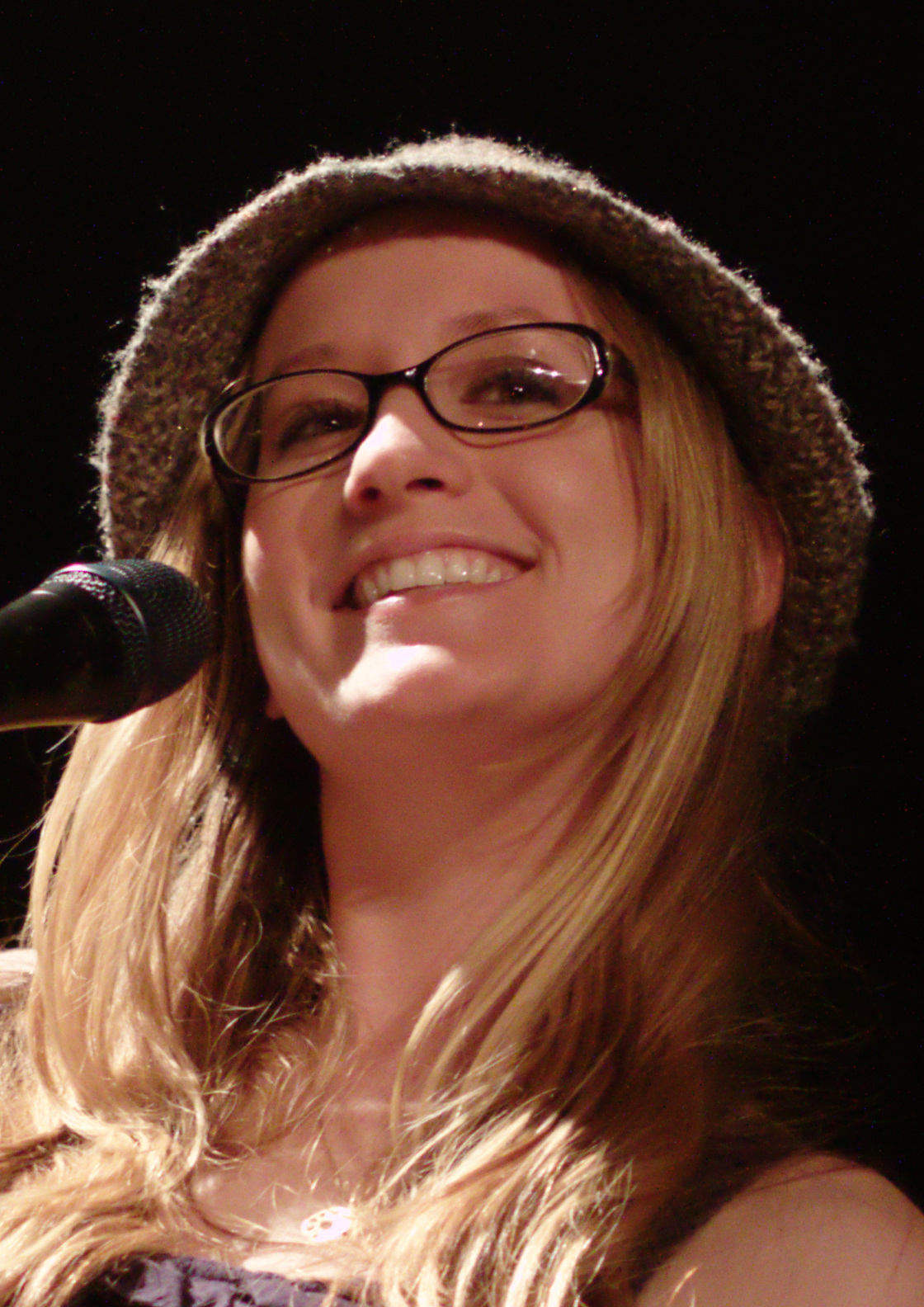
Ingrid Michaelson (* 1979)

- Michaelson, M. Alfred (1878–1949), US-amerikanischer Politiker norwegischer Herkunft
- Michaelson, Margarete (1872–1924), deutsche Schriftstellerin
- Michaelson, Meyer, deutscher Genre- und Porträtmaler der Düsseldorfer Schule
- Michaëlsson, Karl (1890–1961), schwedischer Romanist

###### Michaely
- Michaely, Eberhard (* 1967), deutscher Musiker und Autor von Kriminalromanen
- Michaely, Jörn (* 1994), deutscher Kurzfilm-Regisseur
- Michaely, Theo (1928–2012), deutscher Politiker (CDU), MdL

#### Michah
- Michahelles, Gustav (1855–1932), deutscher Diplomat
- Michahelles, Hans (1899–1975), deutscher Marineoffizier, zuletzt Konteradmiral im Zweiten Weltkrieg
- Michahelles, Heinrich Alfred (1853–1915), deutscher Politiker, MdHB, Senator und Kaufmann
- Michahelles, Karl (1807–1834), deutscher Zoologe und Arzt
- Michahelles, Ruggero Alfredo (1898–1976), italienischer Maler und Bildhauer des Futurismus
- Michahelles, Wolfgang, deutscher Verleger in Nürnberg

#### Michai
- Michai, Dmytro (* 1990), ukrainischer Ruderer
- Michail Jaroslawitsch (1271–1318), Großfürst von Twer und Wladimir aus dem Geschlecht der RurikidenMichail Jaroslawitsch (1271–1318)

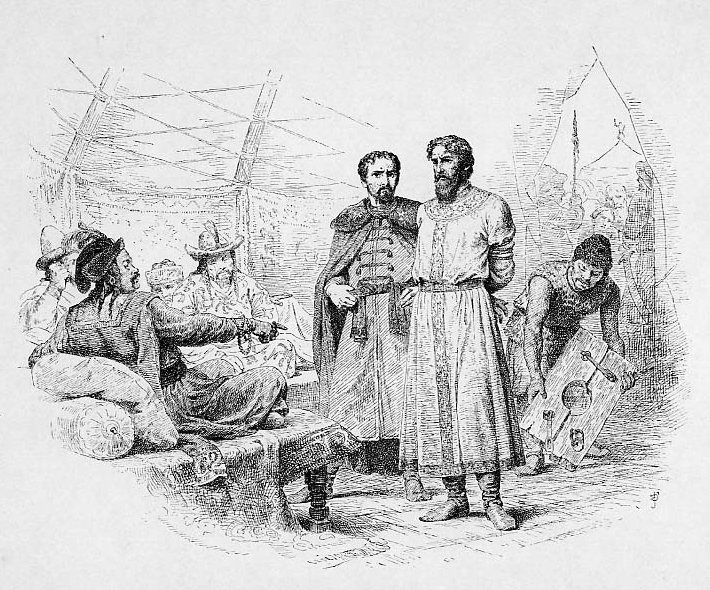
Michail Jaroslawitsch (1271–1318)

- Michail, Maria (* 1973), zyprische Diplomatin
- Michailidis, Dinos (1937–2020), griechisch-zypriotischer Politiker
- Michailidis, Xenon, griechischer Sportschütze
- Michailidou, Athina, zyprische Pädagogin und Politikerin
- Michailidou, Domna (* 1987), griechische Wirtschaftswissenschaftlerin und Politikerin
- Michailidou, Mary (* 1940), griechische Archäologin und Museumsleiterin
- Michailidu, Jana (* 1990), tschechische Politikerin und Vorsitzende der Česká pirátská strana (ČPS)
- Michailin, Alexander Wjatscheslawowitsch (* 1979), russischer Judoka
- Michailis, Nikita (* 1995), kasachischer Eishockeyspieler
- Michailitschenko, Jelena Anatoljewna (* 2001), russische Handballspielerin
- Michailjonok, Leonid Lukitsch (1930–2011), sowjetisch-russischer Bildhauer
- Michailov, Diliana (* 1980), bulgarische Pianistin, Dirigentin, Chorleiterin und Musikpädagogin
- Michailova, Lotte (1925–2014), bulgarische Fotografin
- Michailow, Alexander Alexandrowitsch (1888–1983), russischer Astronom
- Michailow, Alexander Jakowlewitsch (* 1944), sowjetischer und russischer SchauspielerAlexander Jakowlewitsch Michailow (* 1944)

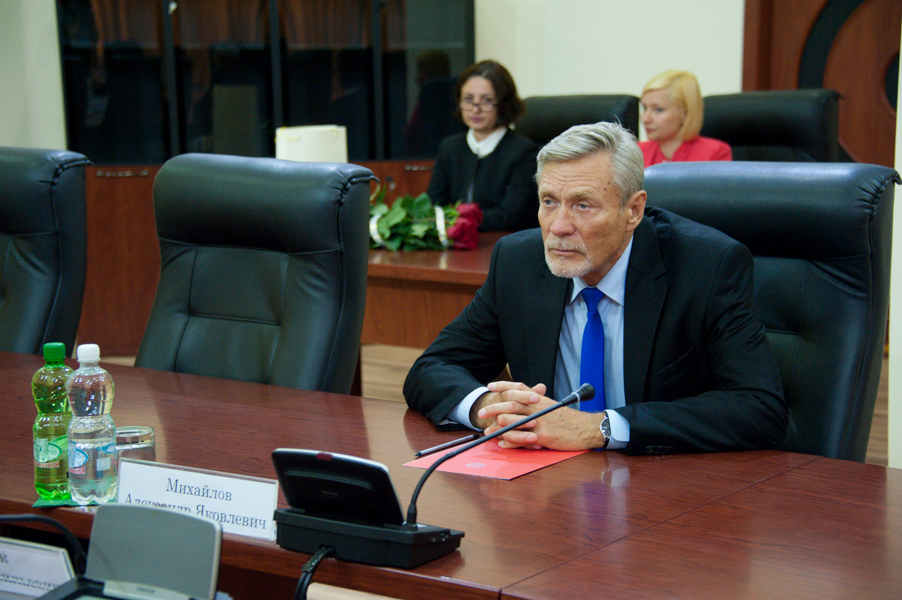
Alexander Jakowlewitsch Michailow (* 1944)

- Michailow, Alexander Wiktorowitsch (* 1970), russischer Freestyle-Skier
- Michailow, Anatoli Arkadjewitsch (1936–2022), sowjetischer Hürdenläufer und russischer Trainer
- Michailow, Andrei Alexejewitsch (1773–1849), russischer Architekt des Klassizismus und Hochschullehrer
- Michailow, Andrei Grigorjewitsch (* 1984), russischer Bogenbiathlet
- Michailow, Andrei Wassiljewitsch (1904–1996), sowjetisch-russischer Wasserbauingenieur und Hochschullehrer
- Michailow, Boris Petrowitsch (* 1944), sowjetischer Eishockeyspieler
- Michailow, Christo (1893–1944), bulgarischer Politiker
- Michailow, Gennadi Ignatjewitsch (* 1974), russischer Radrennfahrer
- Michailow, Iwan (1897–1982), bulgarischer Offizier im Range eines Generals und Politiker
- Michailow, Iwan (* 1944), bulgarischer Boxer
- Michailow, Iwan Adrianowitsch (1891–1946), russischer Ökonom und Politiker
- Michailow, Jaroslaw Jurjewitsch (* 2003), russischer Fußballspieler
- Michailow, Jegor Borissowitsch (* 1978), russischer Eishockeyspieler
- Michailow, Juri Matwejewitsch (1930–2008), sowjetischer Eisschnellläufer
- Michailow, Kirill Sergejewitsch (* 1998), russischer E-Sportler
- Michailow, Konstantin (1913–2009), georgischer Bauingenieur und Hochschullehrer
- Michailow, Konstantin (* 1964), bulgarischer Eishockeytorwart
- Michailow, Konstantin Konstantinowitsch (1910–1994), sowjetischer Schauspieler, Schauspiellehrer und Synchronsprecher
- Michailow, Max (1912–1991), deutscher Geiger und Konzertmeister
- Michailow, Maxim Dormidontowitsch (1893–1971), russischer bzw. sowjetischer Opernsänger (Bass) und Schauspieler
- Michailow, Maxim Michailowitsch (* 1988), russischer Volleyballspieler
- Michailow, Michail (1888–1923), russischer Geiger und Kapellenleiter
- Michailow, Nikolai Alexandrowitsch (1906–1982), sowjetischer Politiker, Journalist und Diplomat
- Michailow, Nikolai Nikolajewitsch (1905–1982), russischer Ethnograph und Schriftsteller
- Michailow, Pawel Stepanowitsch (* 1808), russischer Bildhauer und Hochschullehrer
- Michailow, Sergei Anatoljewitsch (* 1958), russischer Geschäftsmann
- Michailow, Wiktor (1901–1990), georgischer Bauingenieur und Hochschullehrer
- Michailowa, Iskra (* 1957), bulgarische Politikerin
- Michailowa, Jewgenija Jurjewna (* 1979), russische Biathletin
- Michailowa, Natalja Jurjewna (* 1986), russische Eiskunstläuferin
- Michailowa, Olga Wjatscheslawowna (* 1981), russische Skilangläuferin
- Michailowa, Polina Jurjewna (* 1986), russische Tischtennisspielerin
- Michailowa, Wiktorija Andrejewna (* 2000), russische Tennisspielerin
- Michailowski, Konstantin Jakowlewitsch (1834–1909), russischer Verkehrsingenieur und Brückenbau-Ingenieur
- Michailowski, Maxim Michailowitsch (* 1969), russischer Eishockeytorwart
- Michailowski, Nikita Alexandrowitsch (* 2000), russischer Basketballspieler
- Michailowski, Nikolai Konstantinowitsch (1842–1904), russischer Publizist und Soziologe
- Michailowski, Stojan (1856–1927), bulgarischer Dichter und Satiriker
- Michailowski-Danilewski, Alexander Iwanowitsch (1790–1848), russischer Chronist und Militärperson

#### Michaj
- Michajlau, Wital (* 1986), belarussischer Eisschnellläufer
- Michajlawa, Hanna (* 1998), belarussische Hürdenläuferin
- Michajlova, Katharina (* 1989), deutsche Tischtennisspielerin
- Michajlow, Atanas (1949–2006), bulgarischer Fußballspieler
- Michajlow, Borislaw (* 1963), bulgarischer Fußballtorhüter und Sportfunktionär
- Michajlow, Filip (* 1998), bulgarischer Fußballspieler
- Michajlow, Iwan (1896–1990), bulgarischer Widerstandskämpfer in Mazedonien und langjähriger Führer der IMRO
- Michajlow, Michail (* 1973), bulgarischer Fußballspieler
- Michajlow, Nikolaj (* 1948), bulgarischer Eishockeyspieler
- Michajlow, Nikolaj (* 1988), bulgarischer Fußballtorwart
- Michajlow, Wlado (* 1977), bulgarischer Musiker, Sänger, Musikproduzent, Schauspieler und Synchronsprecher
- Michajlowa, Gebriela (* 1996), bulgarische Tennisspielerin
- Michajlowa, Wirschinija (* 1932), bulgarische Diskuswerferin

#### Michal
- Michal, Gerhard (* 1931), deutscher Biochemiker
- Michal, Jacques, französisch-deutscher Kartograph
- Michal, Kristen (* 1975), estnischer PolitikerKristen Michal (* 1975)

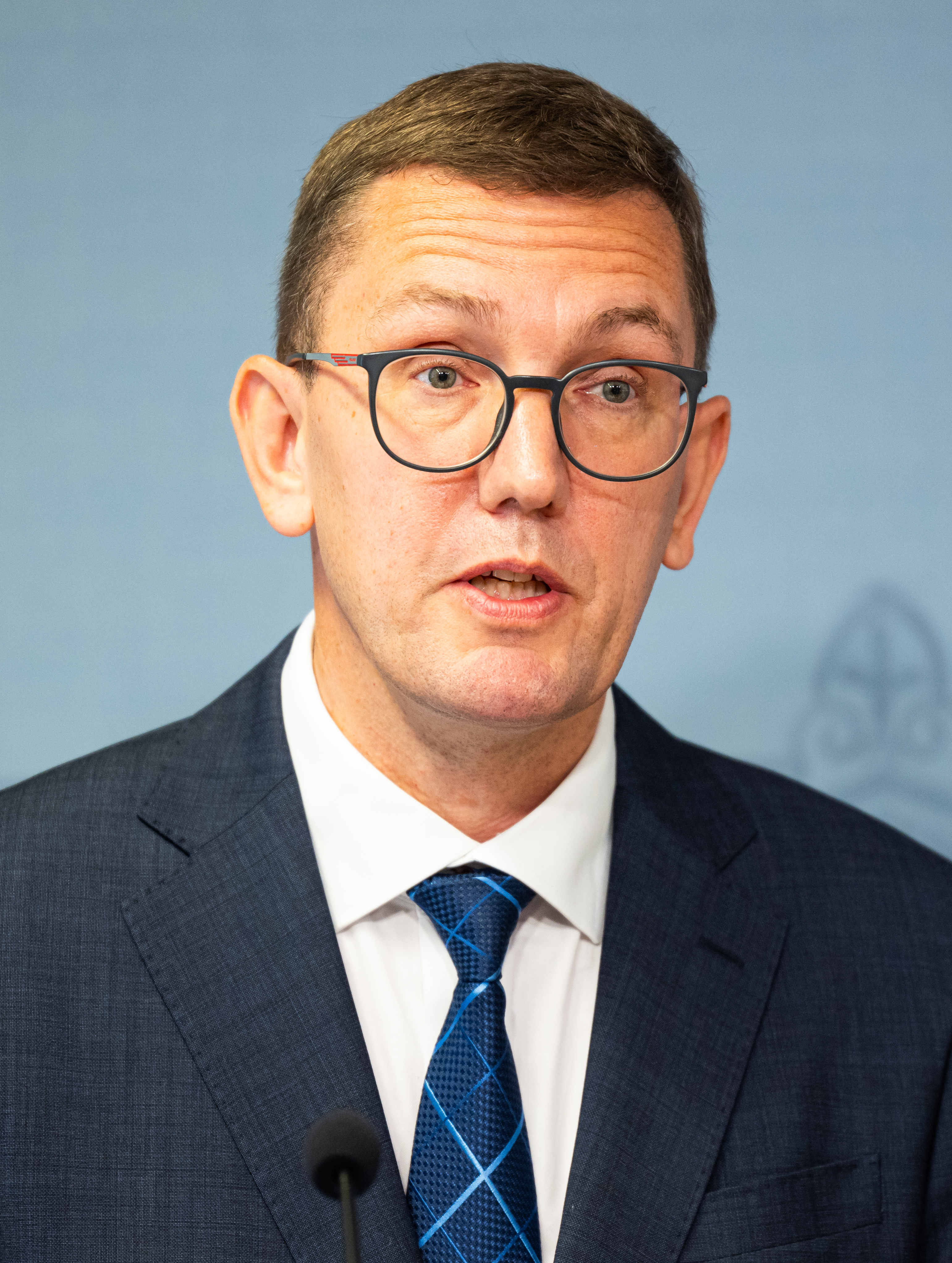
Kristen Michal (* 1975)

- Michal, Lucas (* 2005), französischer Fußballspieler
- Michal, Wolfgang (* 1954), deutscher Autor und Journalist
- Michalak, Andrzej (* 1959), polnischer Radrennfahrer
- Michalak, Christian (* 1976), deutscher Schauspieler, Synchronsprecher und Sänger
- Michalak, Daria (* 1995), polnische Handballspielerin
- Michalak, Eugeniusz (1908–1988), polnischer Radrennfahrer
- Michalak, Frédéric (* 1982), französischer Rugbyspieler
- Michalak, Hans-Georg (* 1924), deutscher Handball- und Fußballtorwart in Magdeburg
- Michalak, Johannes (* 1967), deutscher Psychologe und Universitätsprofessor für Klinische Psychologie und Psychotherapie
- Michalak, Lechosław (* 1956), polnischer Radrennfahrer
- Michalak, Theresa (* 1992), deutsche Schwimmerin
- Michalak, Tim (* 1973), deutscher Historiker, Germanist, Lektor und Autor
- Michalak, Tomasz (1940–1986), polnischer Geiger und Dirigent
- Michalakopoulos, Andreas († 1938), griechischer Politiker und Ministerpräsident
- Michaláková, Kristína (* 1985), slowakische Tennisspielerin
- Michalczewski, Dariusz (* 1968), polnisch-deutscher BoxerDariusz Michalczewski (* 1968)

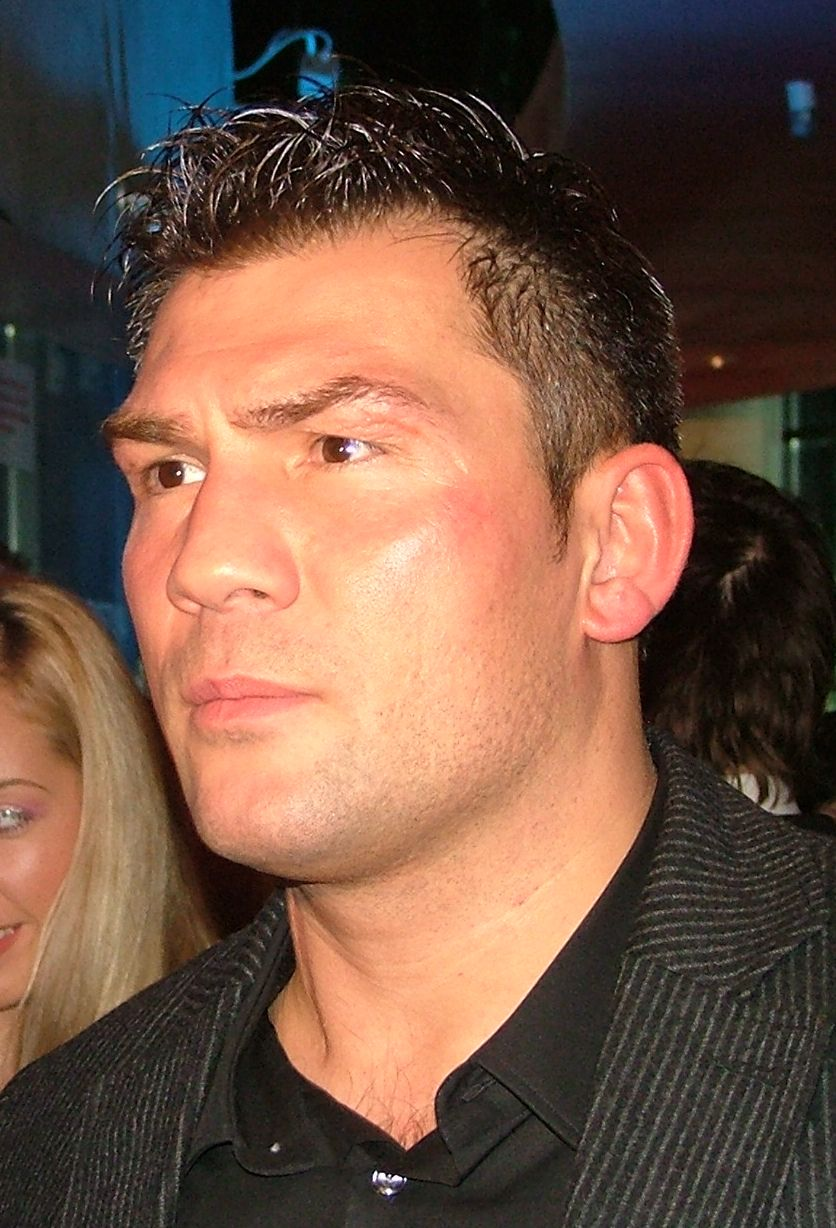
Dariusz Michalczewski (* 1968)

- Michalczik, Malina Marie (* 2001), deutsche Handballspielerin
- Michalczik, Marian (* 1997), deutscher Handballspieler
- Michalczuk, Karolina (* 1979), polnische Boxerin
- Michalek, Anthony (1878–1916), US-amerikanischer Politiker
- Michalek, Dieter (* 1937), deutscher Tischtennisspieler
- Michálek, Jan (1947–2022), tschechischer Prähistoriker
- Michalek, Ludwig (1859–1942), österreichischer Maler, Grafiker und Kupferstecher
- Michalek, Magda, polnische Bogenbiathletin
- Michálek, Milan (* 1984), tschechischer Eishockeyspieler
- Michalek, Nikolaus (* 1940), österreichischer Politiker
- Michalek, Sabine (* 1967), deutsche Kommunalpolitikerin (CDU)
- Michálek, Zbyněk (* 1982), tschechischer Eishockeyspieler
- Michalesi, Aloyse (1824–1904), deutsche Opernsängerin (Altistin)
- Michalew, Antonij (* 1978), bulgarischer orthodoxer Geistlicher und Metropolit der Diözese von West- und Mitteleuropa mit Sitz in Berlin
- Michalew, Todor (* 1997), bulgarischer Pentathlet
- Michalewicz, Jörg (* 1976), deutscher Handballspieler
- Michalewitsch, Ales (* 1975), belarussischer Politiker
- Michalewski, Wiktor (* 1972), israelischer Schachspieler
- Michalewsky, Nikolai von (1931–2000), deutscher Schriftsteller
- Michalička, Marek (* 1986), tschechischer Tennisspieler
- Michalik, Alexis (* 1982), französisch-britischer Schauspieler, Dramaturg, Regisseur, Drehbuchautor und SchriftstellerAlexis Michalik (* 1982)

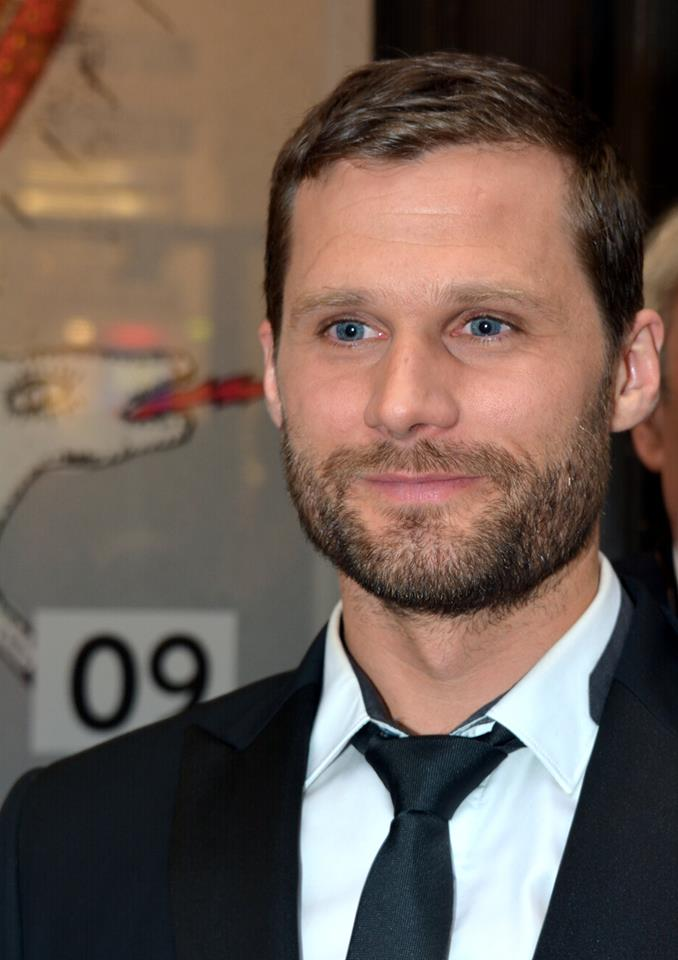
Alexis Michalik (* 1982)

- Michalik, Jan (1948–2022), polnischer Ringer
- Michalik, Józef (* 1941), polnischer Geistlicher, emeritierter Erzbischof von Przemyśl und Vorsitzender der Polnischen Bischofskonferenz
- Michalik, Kerstin (* 1963), deutsche Erziehungswissenschaftlerin
- Michalik, Marian (1947–1997), polnischer Maler
- Michalik, Martin (* 1983), deutscher Politiker (CDU), MdBB
- Michalik, Monika Ewa (* 1980), polnische Ringerin
- Michalík, Peter (* 1990), slowakischer Schachgroßmeister
- Michalík, Rastislav (* 1974), slowakischer Fußballspieler
- Michalik, Regina (* 1958), deutsche Politikerin (Grüne)
- Michalik, Sieglinde (1950–2018), deutsche Juristin und Verfassungsrichterin
- Michaliszyn, Monika (* 1974), polnische Philologin, Übersetzerin und Diplomatin
- Michalitsch, Alina (* 2000), österreichische Tennisspielerin
- Michalitsch, Gerhard (* 1962), österreichischer Verbandsfunktionär
- Michalitsch, Martin (* 1961), österreichischer Politiker (ÖVP), Landtagsabgeordneter, Bürgermeister
- Michalitz, Andreas (* 1968), österreichischer Langstreckenläufer
- Michalizyna, Kateryna (* 1982), ukrainische Dichterin, Kinderbuchautorin, Übersetzerin und Lektorin
- Michaljou, Andrej (* 1978), belarussischer Eishockeyspieler
- Michalk, Maria (* 1949), deutsche Politikerin (CDU), MdV, MdB
- Michalk, Siegfried (1927–1992), sorbischer Slawist und Sorabist
- Michalka, Alyson (* 1989), US-amerikanische Schauspielerin und SängerinAlyson Michalka (* 1989)

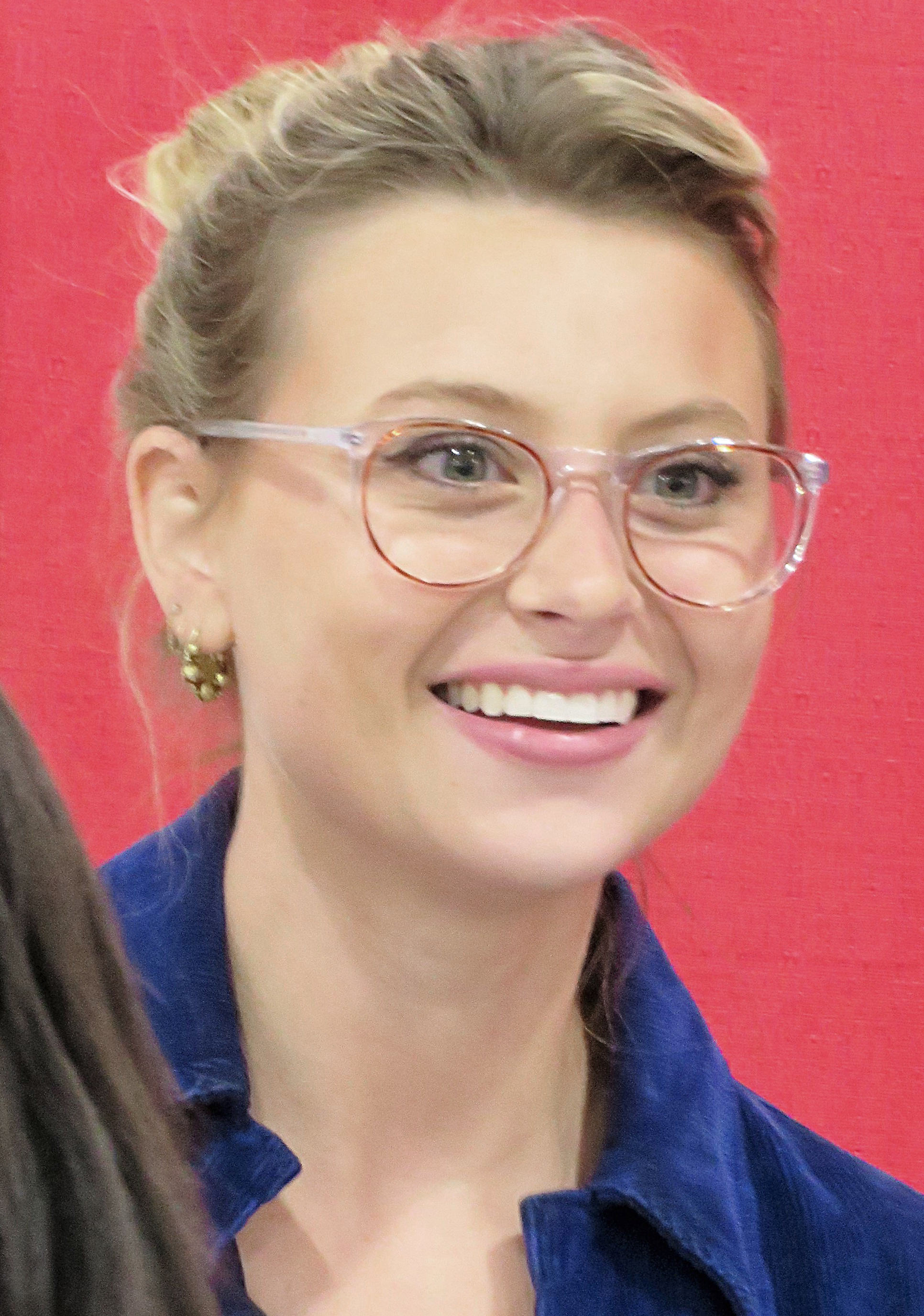
Alyson Michalka (* 1989)

- Michalka, Amanda (* 1991), US-amerikanische Schauspielerin, Sängerin und InstrumentalistinAmanda Michalka (* 1991)

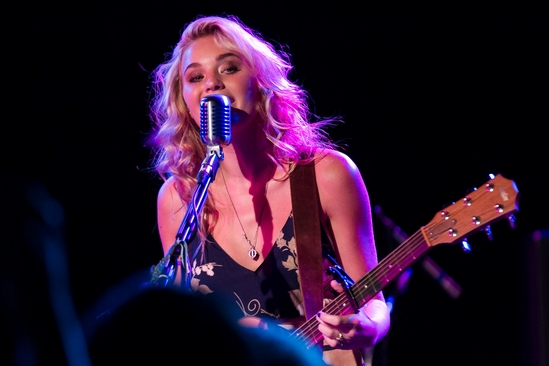
Amanda Michalka (* 1991)

- Michalka, Werner (* 1955), deutscher Fußballspieler
- Michalka, Wolfgang (* 1943), deutscher Historiker
- Michalke, Andreas (* 1966), deutscher Comiczeichner
- Michalke, Cornelia (* 1956), österreichische Politikerin (FPÖ), Vorarlberger Landtagsabgeordnete, Mitglied des Bundesrates
- Michalke, Kai (* 1976), deutscher Fußballspieler
- Michalke, Paul (1909–2008), deutsch-österreichischer Ordensgeistlicher, Steyler Missionar, Theologe, Professor und Rektor
- Michalke, Regina, deutsche Strafverteidigerin und Autorin
- Michalke, Reiner (* 1956), deutscher Jazzfunktionär und Musikmanager
- Michalke, Reinhard (1934–2001), deutscher Schauspieler
- Michalke, Stefan (* 1964), deutscher Jazzmusiker (Piano, Komposition)
- Michalkiewicz, Artur (* 1977), polnischer Ringer
- Michałkiewicz, Krzysztof (* 1953), polnischer Politiker, Mitglied des Sejm
- Michalkin, Grigori Borissowitsch (* 1970), russischer Mathematiker
- Michalko, Ján (1912–1990), slowakischer evangelischer Theologe, Generalbischof und Hochschullehrer
- Michalko, Ján (1947–2024), tschechoslowakischer Skilangläufer
- Michalko, Monika (* 1982), deutsche Malerin
- Michálková, Barbora (* 2006), tschechische Tennisspielerin
- Michálková, Michaela (* 1985), slowakische Tennisspielerin
- Michalkow, Nikita Sergejewitsch (* 1945), russischer Filmregisseur und Filmschauspieler
- Michalkow, Sergei Wladimirowitsch (1913–2009), russischer Schriftsteller und Drehbuchautor
- Michallek, Max (1922–1985), deutscher Fußballspieler
- Michallek, Vera (* 1958), deutsche Leichtathletin
- Michalli da Ruodo († 1445), venezianischer Ruderer, Schiffsführer und Händler
- Michallik, Heinz (* 1947), deutscher Fußballspieler
- Michallik, Udo (* 1968), deutscher Politiker (CDU), Staatssekretär im Ministerium für Bildung, Wissenschaft und Kultur des Landes Mecklenburg-Vorpommern
- Michallon, Achille Etna (1796–1822), französischer Maler
- Michalok, Sjarhei (* 1972), belarussisch-ukrainischer Rockmusiker und Schauspieler
- Michaloliakos, Nikolaos (* 1957), griechischer PolitikerNikolaos Michaloliakos (* 1957)

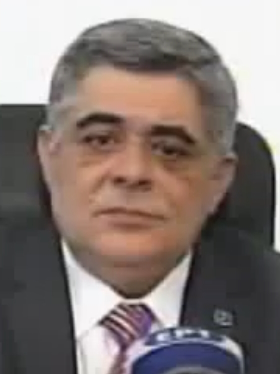
Nikolaos Michaloliakos (* 1957)

- Michalopoulos, Dimitris (* 1952), griechischer Historiker
- Michalopoulos, Thanassis (* 1973), griechischer Beachvolleyballspieler
- Michalopoulou, Amanda (* 1966), griechische Schriftstellerin und Kolumnistin
- Michałowicz, Jan, polnischer Bildhauer und Architekt in Krakau
- Michałowicz, Mieczysław (* 1872), polnischer Geiger und Musikpädagoge
- Michałowska, Krystyna (* 1946), deutsch-polnische Opernsängerin (Mezzosopran)
- Michałowska, Teresa (* 1932), polnische Literaturhistorikerin
- Michałowski, Aleksander (1851–1938), polnischer Pianist, Musikpädagoge und Komponist
- Michalowski, Ernst (* 1914), deutscher Basketballfunktionär
- Michalowski, Hermann (1860–1903), deutscher Porträt- und Panoramamaler
- Michalowski, Horst (1937–2005), deutscher Schriftsteller sowie Übersetzer
- Michałowski, Jerzy (1909–1993), polnischer Botschafter, Übersetzer und Schriftsteller
- Michałowski, Kazimierz (1901–1981), polnischer Archäologe und Ägyptologe
- Michałowski, Piotr (1800–1855), polnischer Maler
- Michałowski, Piotr (* 1948), polnisch-amerikanischer Altorientalist und Improvisationsmusiker (Holzblasinstrumente)
- Michalowski, Thomas (* 1962), deutscher Fußballtorwart
- Michałowski, Wiktor (1895–1967), polnischer Kryptoanalytiker
- Michalowsky, Angela (* 1951), deutsche Badmintonspielerin
- Michalowsky, Edgar (* 1950), deutscher Badmintonspieler
- Michalowsky, Erfried (* 1950), deutscher Badmintonspieler
- Michalowsky, Katja (* 1974), deutsche Badmintonspielerin
- Michalowsky, Norbert (1957–2025), deutscher Badmintonspieler
- Michalowsky, Petra (* 1962), deutsche Badmintonspielerin
- Michalowsky, Ralf (* 1950), deutscher Politiker (Die Linke), MdL
- Michals, Duane (* 1932), US-amerikanischer Fotograf
- Michalsen, Andreas (* 1961), deutscher Internist, Ernährungswissenschaftler und Hochschullehrer
- Michalsen, Georg (1906–1993), deutscher SS-Sturmbannführer, an der Aktion Reinhardt beteiligt
- Michalska, Julia (* 1985), polnische Ruderin
- Michalske, Mike (1903–1983), US-amerikanischer American-Football-Spieler und -Trainer
- Michalski, Abraham (1889–1961), Rabbiner der Neuorthodoxie
- Michalski, Carl (1911–1998), deutscher Komponist und Dirigent
- Michalski, Cezary (* 1963), polnischer slawistischer Philologe, Essayist, Prosaiker und Publizist
- Michalski, Christoph (* 1977), deutscher ArztChristoph Michalski (* 1977)

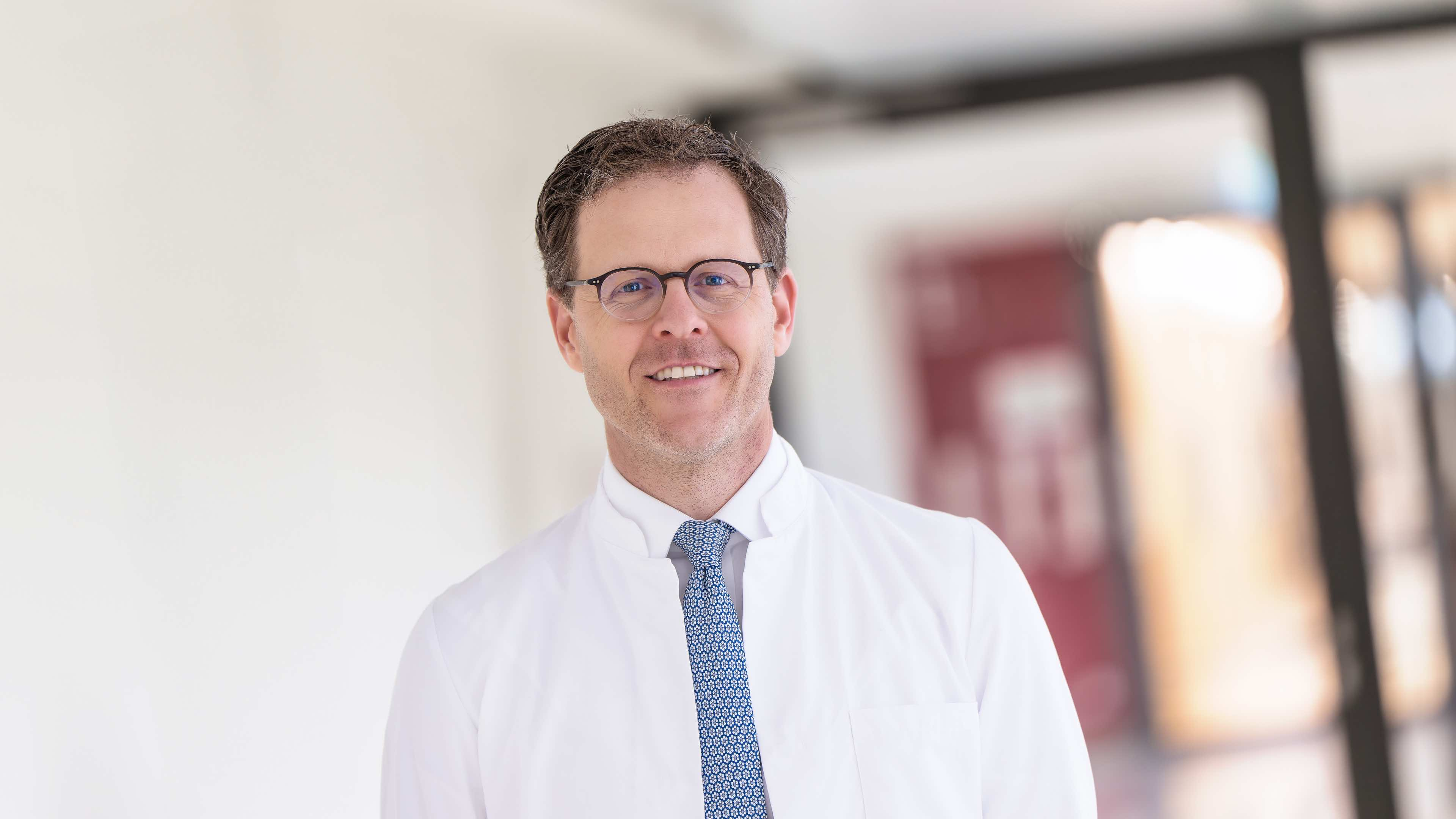
Christoph Michalski (* 1977)

- Michalski, Damian (* 1998), polnischer Fußballspieler
- Michalski, Daniel (* 1995), US-amerikanischer Hindernisläufer
- Michalski, Daniel (* 2000), polnischer Tennisspieler
- Michalski, Edmund (* 1957), polnischer, römisch-katholischer Ordensgeistlicher und Generaloberer der Missionare von der Heiligen Familie
- Michalski, Erich (1918–1988), deutscher Politiker (SPD), MdBB
- Michalski, Eva (* 1989), deutsche Volleyballspielerin
- Michalski, Franz (1934–2023), deutscher Holocaust-Überlebender und Autor
- Michalski, Fritz (1902–1977), deutscher Politiker (SPD), MdL
- Michalski, Hans (* 1948), deutscher Geher
- Michalski, Isaiah (* 1998), deutsch-britischer Schauspieler und Autor
- Michalski, Jan (* 1962), polnischer Politiker und Sportfunktionär
- Michalski, Jewgeni Iossifowitsch (1897–1937), ukrainischer und sowjetischer Autor und Esperantist
- Michalski, Joseph (1814–1885), deutscher Pfarrer und Politiker (Zentrum), MdR
- Michalski, Konstanty (1879–1947), polnischer Philosoph, Historiker und Theologe
- Michalski, Krzysztof (1948–2013), polnischer Philosoph und Rektor des von ihm 1982 gegründeten Instituts für die Wissenschaften vom Menschen (IWM) in Wien
- Michalski, Leona (* 2002), deutsche Badmintonspielerin
- Michalski, Ludwig (1836–1888), polnisch-schweizerischer Unternehmer
- Michalski, Łukasz (* 1988), polnischer Stabhochspringer
- Michalski, Lutz (1950–2013), deutscher Jurist
- Michalski, Marcus (* 1971), deutscher Schauspieler und Sprecher
- Michalski, Martin (1927–2008), deutscher Zauberkünstler und Autor
- Michalski, Mateusz (* 1992), polnischer Eishockeyspieler
- Michalski, Niklas (* 2003), deutscher Handballspieler
- Michalski, Piotr (* 1994), polnischer Eisschnellläufer
- Michalski, Radosław (* 1969), polnischer Fußballspieler
- Michalski, Sergiusz (* 1951), polnischer Kunsthistoriker in Deutschland
- Michalski, Stefan (1935–2014), polnischer Fußballspieler
- Michalski, Tilman (* 1941), deutscher Grafiker und Illustrator
- Michalski, Vera (* 1954), Schweizer Verlegerin
- Michalski, Wacław Waldemar (* 1938), polnischer Lyriker, Bibliothekar und Literaturkritiker
- Michalsky, Aenne († 1986), österreichische Opernsängerin (Sopran)
- Michalsky, Antonia (* 1990), deutsche Schauspielerin
- Michalsky, Hans (1949–2022), deutscher Radrennfahrer
- Michalsky, Michael (* 1967), deutscher Modeschöpfer und DesignerMichael Michalsky (* 1967)

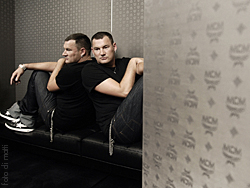
Michael Michalsky (* 1967)

- Michalsky, Rudolf (* 1952), deutscher Radrennfahrer
- Michalsky, Tanja (* 1964), deutsche Kunsthistorikerin, wissenschaftliches Mitglied der Max-Planck-Gesellschaft und Direktorin an der Bibliotheca Hertziana, Max-Planck-Institut für Kunstgeschichte, in Rom
- Michaltscheff, Theodor (1899–1968), bulgarischer Aktivist der Internationale der Kriegsdienstgegner
- Michalzik, Peter (* 1963), deutscher Journalist und Theaterkritiker
- Michalzyk, Horst (* 1945), deutscher Fußballspieler

#### Michan
- Michán Halbinger, Alberto (* 1978), mexikanischer Springreiter
- Michan, Eduard (* 1989), belarussischer Zehnkämpfer
- Michant, Albert (* 1876), belgischer Wasserballer

#### Michar
- Michara, Andrea Gacumi (* 1994), zyprischer Leichtathlet
- Michard, Laurent (1915–1984), französischer Romanist und Literarhistoriker
- Michard, Lucien (1903–1985), französischer Radrennfahrer, Olympiasieger im Radsport
- Michard-Pellissier, Jean (1909–1976), französischer Jurist und Politiker, Mitglied der Nationalversammlung

#### Michas
- Michas, Christos (1932–2010), griechischer Fußballschiedsrichter
- Michas, Joachim (1930–2012), deutscher Jurist und Hochschullehrer
- Michassewitsch, Gennadi Modestowitsch (1947–1988), sowjetischer Serienmörder

#### Michat
- Michatz, Leopold (1885–1958), deutscher Politiker (KVP)

#### Michau
- Michaud Gigon, Sophie (* 1975), Schweizer Politikerin (GPS)
- Michaud, Alfie (* 1976), kanadischer Eishockeytorwart
- Michaud, André Louis Gaspard (1795–1880), französischer Malakologe
- Michaud, Andrée A. (* 1957), kanadische Schriftstellerin
- Michaud, Bruno (1935–1997), Schweizer Fußballspieler, Fußballtrainer und Politiker
- Michaud, Claude Ignace François (1751–1835), französischer General
- Michaud, Georges, französischer Turner
- Michaud, Guy (1911–2006), französischer Romanist, Literaturwissenschaftler und Kulturwissenschaftler
- Michaud, Jacques (* 1951), französischer Radrennfahrer
- Michaud, John Stephen (1843–1908), US-amerikanischer Geistlicher, römisch-katholischer Bischof von Burlington
- Michaud, Joseph François (1767–1839), französischer Historiker
- Michaud, Joseph-Enoil (1888–1967), kanadischer Politiker
- Michaud, Joseph-Georges-Édouard (1884–1945), kanadischer römisch-katholischer Ordensgeistlicher, Apostolischer Vikar von Uganda
- Michaud, Laurent (* 1965), Schweizer Berufsoffizier (Korpskommandant)
- Michaud, Louis Gabriel (1773–1858), französischer Schriftsteller, Buchdrucker und Verleger
- Michaud, Mike (* 1955), US-amerikanischer Politiker
- Michaud, Sébastien (* 1987), kanadischer Taekwondoin
- Michaud, Sophie (* 1962), französische SchauspielerinSophie Michaud (* 1962)

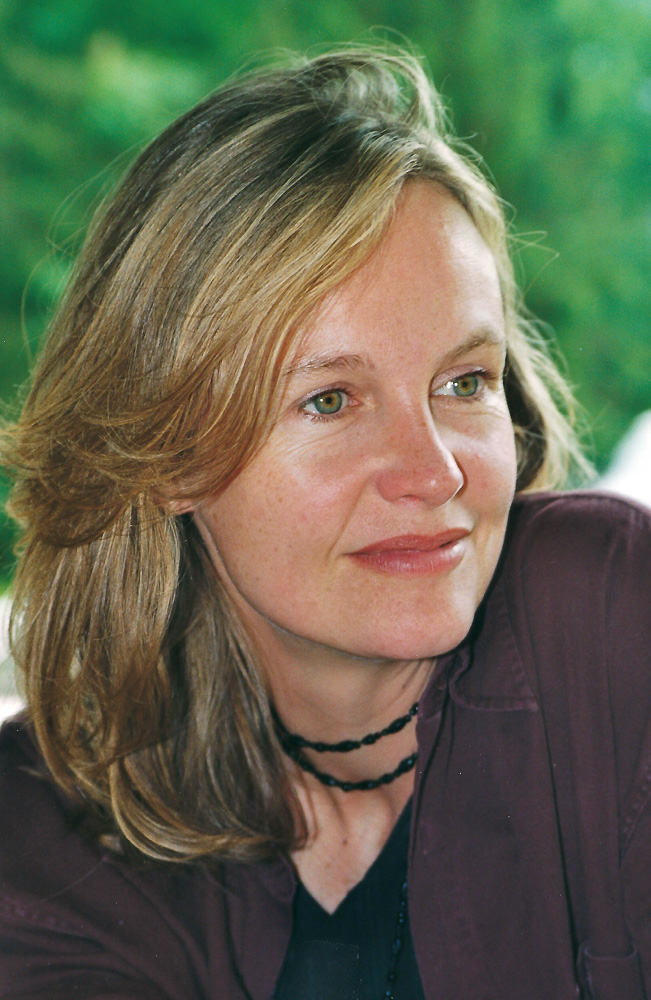
Sophie Michaud (* 1962)

- Michault Taillevent (1390–1458), französischer Dichter
- Michault, Pierre, französischer Dichter
- Michaut, Antoine (1765–1826), französischer Schauspieler
- Michaut, Gustave (1870–1946), französischer Romanist, Grammatiker und Literaturwissenschaftler
- Michaut, Valérie (* 1961), französische Kinderbuchautorin und -illustratorin
- Michaux, Alfred (1859–1937), französischer Anwalt und Esperantist
- Michaux, André (1746–1802), französischer Botaniker und Forschungsreisender
- Michaux, François André (1770–1855), französischer Botaniker
- Michaux, Henri (1899–1984), belgisch-französischer Dichter und Maler
- Michaux, Julian (1867–1925), russischer Fechter
- Michaux, Julie (* 2002), französische Bahnradsportlerin
- Michaux, Pierre (1813–1883), französischer Wagenbauer und Gründer der 1869 eröffneten Michaux Werke, eine ZweiradfabrikPierre Michaux (1813–1883)

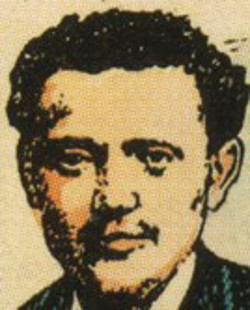
Pierre Michaux (1813–1883)

- Michaux, Willy (1913–2002), belgischer Radrennfahrer

#### Michay
- Michayluk, Dave (* 1962), kanadischer Eishockeyspieler

### Miche
- Miche, Jean-Claude (1805–1873), französischer römisch-katholischer Ordensgeistlicher und Apostolischer Vikar von West-Cochin

#### Michea
- Michea, Francisco (* 1978), chilenischer Fußballspieler
- Michéa, Jean-Claude (* 1950), französischer Politischer Philosoph
- Micheau, Janine (1914–1976), französische Sopranistin
- Micheau, Sébastien (* 1998), französischer Hochspringer
- Micheaux, Nicki (* 1971), US-amerikanische Schauspielerin
- Micheaux, Oscar (1884–1951), afroamerikanischer Schriftsteller und Filmregisseur

#### Michee
- Micheel, Fritz (1900–1982), deutscher Chemiker
- Micheel, Gerd (1926–1996), deutscher Schauspieler
- Micheel, Hans-Jürgen (* 1936), deutscher Diplomat
- Micheel, Lena (* 1998), deutsche Hockeyspielerin
- Micheel, Shaun (* 1969), US-amerikanischer Golfer
- Micheel, Stefan (* 1955), deutscher Künstler
- Micheels, Lütje (1841–1918), deutscher Lehrer und Organist
- Micheelsen, Hans Friedrich (1902–1973), deutscher Kirchenmusiker und Komponist

#### Michei
- Micheiloff, Hans (1936–1993), deutscher Tischtennisspieler

#### Michej
- Michejda, Jan (1853–1927), polnischer evangelischer Rechtsanwalt, Politiker, Nationalaktivist
- Michejda, Tadeusz (1879–1956), polnischer Arzt und Politiker, Mitglied des Sejm
- Michejew, Ilja Andrejewitsch (* 1994), russischer Eishockeyspieler
- Michejew, Sergei Sergejewitsch, russischer Skispringer
- Michejew, Stanislaw Pawlowitsch (1940–2011), russischer Physiker
- Michejew, Stanislaw Sergejewitsch (* 1989), russischer Rennrodler

#### Michel
- Míchel (* 1963), spanischer Fußballspieler und -trainerMíchel (* 1963)

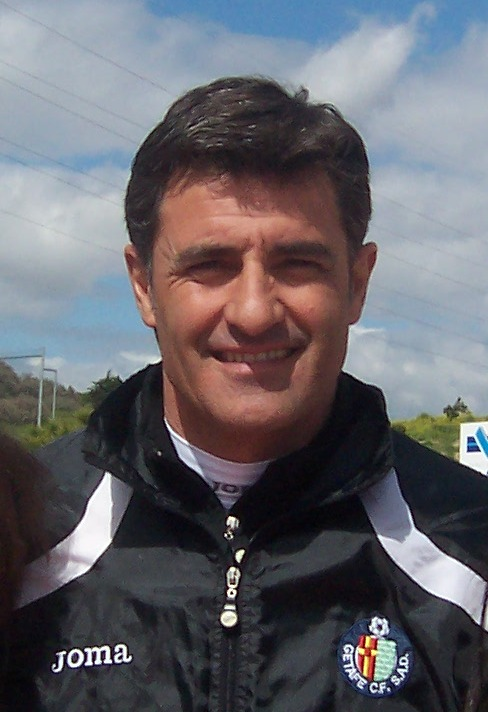
Míchel (* 1963)

- Míchel (* 1985), spanischer Fußballspieler
- Michel de Corbeil († 1199), französischer Geistlicher
- Michel Martínez, Alfonso (1897–1957), mexikanischer Künstler
- Michel von Tüßling, Karl (1907–1991), deutscher SS-Sturmbannführer, Adjutant von Philipp Bouhler
- Michel, Adalbert Theodor (1821–1877), österreichischer Jurist, Hochschullehrer und Politiker
- Michel, Adolf (* 1952), österreichischer Liedermacher, Musiker, Heimatchronist, Autor, Kabarettist
- Michel, Adolphe-Frédéric (1839–1891), französischer Schriftsteller und Publizist
- Michel, André (1853–1925), französischer Kunsthistoriker
- Michel, Andreas (1861–1921), deutscher Zahnarzt
- Michel, Andreas (* 1963), deutscher römisch-katholischer Theologe (Alttestamentler)
- Michel, Anneliese (1952–1976), deutsche Katholikin, starb nach Exorzismus
- Michel, Artur (1883–1946), deutscher Tanzpublizist
- Michel, Babette (* 1965), deutsche Hörfunk-Journalistin und Afrika-Expertin
- Michel, Balthasar, Schweizer Bildhauer
- Michel, Bernd (* 1947), deutscher Fußballspieler
- Michel, Bernhard (* 1939), deutscher Maler und Grafiker
- Michel, Björn (* 1975), deutscher Hockeyspieler
- Michel, Charles (* 1975), belgischer Politiker und MinisterCharles Michel (* 1975)

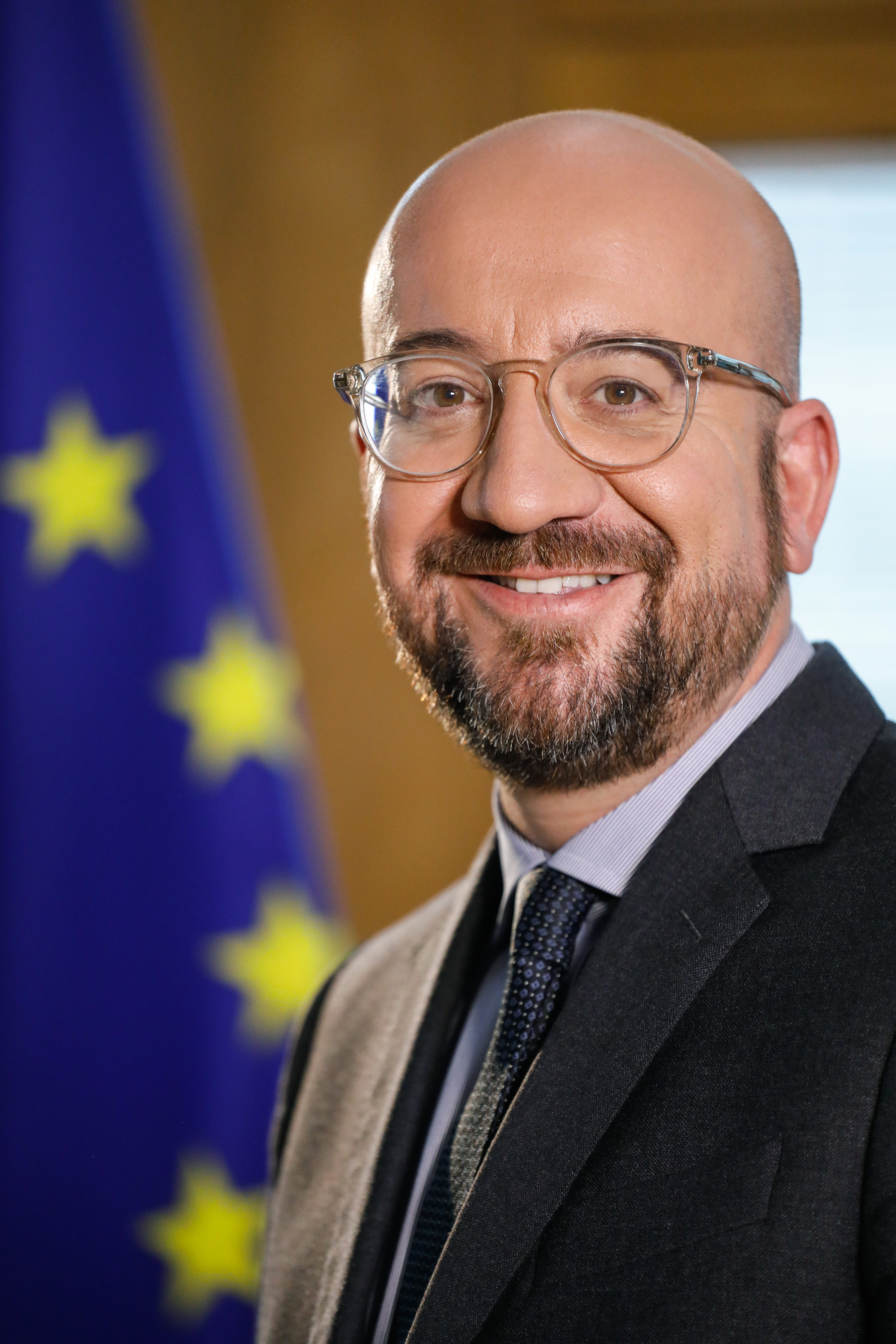
Charles Michel (* 1975)

- Michel, Ciara (* 1985), britische Volleyballspielerin
- Michel, Claude (* 1971), französischer Fußballspieler
- Michel, Claude-Étienne (1772–1815), französischer Offizier der französischen Revolutionsarmee und der Napoleonischen Armee
- Michel, Daniel (* 1987), deutscher Schauspieler und Musiker
- Michel, David (* 1975), französischer Fernsehproduzent und Generaldirektor von Marathon Media
- Michel, Davina (* 1997), französische Boxerin
- Michel, Detlef (* 1944), deutscher Schriftsteller
- Michel, Detlef (* 1955), deutscher Leichtathlet
- Michel, Diethelm (1931–1999), deutscher Theologe
- Michel, Dirk (* 1945), deutscher Hockeyspieler
- Michel, Doris (* 1948), Schweizer Malerin, Zeichnerin, Illustratorin, Grafikerin, Objektkünstlerin und Kunstpädagogin
- Michel, Ed (* 1936), amerikanischer Musikproduzent
- Michel, Ellinor (1939–2007), deutsche Grafikerin und Malerin
- Michel, Elmar (1897–1977), deutscher Staatsbeamter
- Michel, Emil (1891–1972), deutscher Politiker (SPD), MdL
- Michel, Eric (* 1962), französischer Künstler
- Michel, Ernst (1889–1964), deutscher katholischer Journalist, Sozial- und Kulturphilosoph sowie Psychotherapeut
- Michel, Eugen (1873–1946), deutscher Architekt und Hochschullehrer
- Michel, Fabian (* 1996), Schweizer Unihockeyspieler
- Michel, Fabienne (* 1994), deutsche Fußballschiedsrichterin
- Michel, Falko (* 2001), deutscher Fußballspieler
- Michel, Felix (* 1984), deutscher Slalomkanute im C2 (Canadier)
- Michel, Felix (* 1994), schwedischer Fußballspieler
- Michel, Ferdinand (* 1959), deutscher Basketballtrainer und ehemaliger -spieler
- Michel, Francisque (1809–1887), französischer Historiker, Romanist, Mediävist, Argotforscher und Bibliomane
- Michel, Frannie (* 1961), US-amerikanische Schauspielerin
- Michel, Franz (1908–1989), deutscher Politiker (CSU), MdL
- Michel, Franz Ludwig (* 1675), Schweizer Entdecker und Kolonialist
- Michel, Freek (* 1987), niederländischer Volleyballspieler
- Michel, Friedrich (1843–1925), bayerischer Jurist und Abgeordneter
- Michel, Fritz (1877–1966), deutscher Arzt, Politiker, Historiker und Kunsthistoriker
- Michel, Fritz William (* 1980), haitianischer Politiker
- Michel, Georg (1804–1867), Schweizer Politiker und Richter
- Michel, Georg (1828–1894), deutscher Landwirt und Politiker, Landtagsabgeordneter Waldeck
- Michel, Georg (1926–1999), deutscher Linguist und Hochschullehrer
- Michel, Georg Adam (1708–1780), deutscher lutherischer Theologe, Generalsuperintendent, Konsistorialrat und Schriftsteller
- Michel, Georges (1763–1843), französischer Landschaftsmaler
- Michel, Gerhard (* 1960), deutscher Jurist, Richter am Bundesfinanzhof
- Michel, Gottfried Emanuel (1862–1937), deutscher Jurist und höherer sächsischer Staatsbeamter
- Michel, Günther (1928–2017), deutscher Tierarzt, Histologe, Embryologe und Hochschullehrer
- Michel, Gustave (1851–1924), französischer Bildhauer und Medailleur
- Michel, Hans, elsässisch-schweizerischer Bildhauer
- Michel, Hans (1889–1958), deutscher Handwerker und Politiker
- Michel, Hans (1920–1996), deutscher Grafiker
- Michel, Hans (1936–2017), deutscher Fußballspieler
- Michel, Hans-Christoph (* 1964), deutscher Schauspieler
- Michel, Harald (1949–2017), deutscher Politiker (CDU), MdL
- Michel, Harry, deutscher Sportfunktionär
- Michel, Hartmut (* 1948), deutscher BiochemikerHartmut Michel (* 1948)

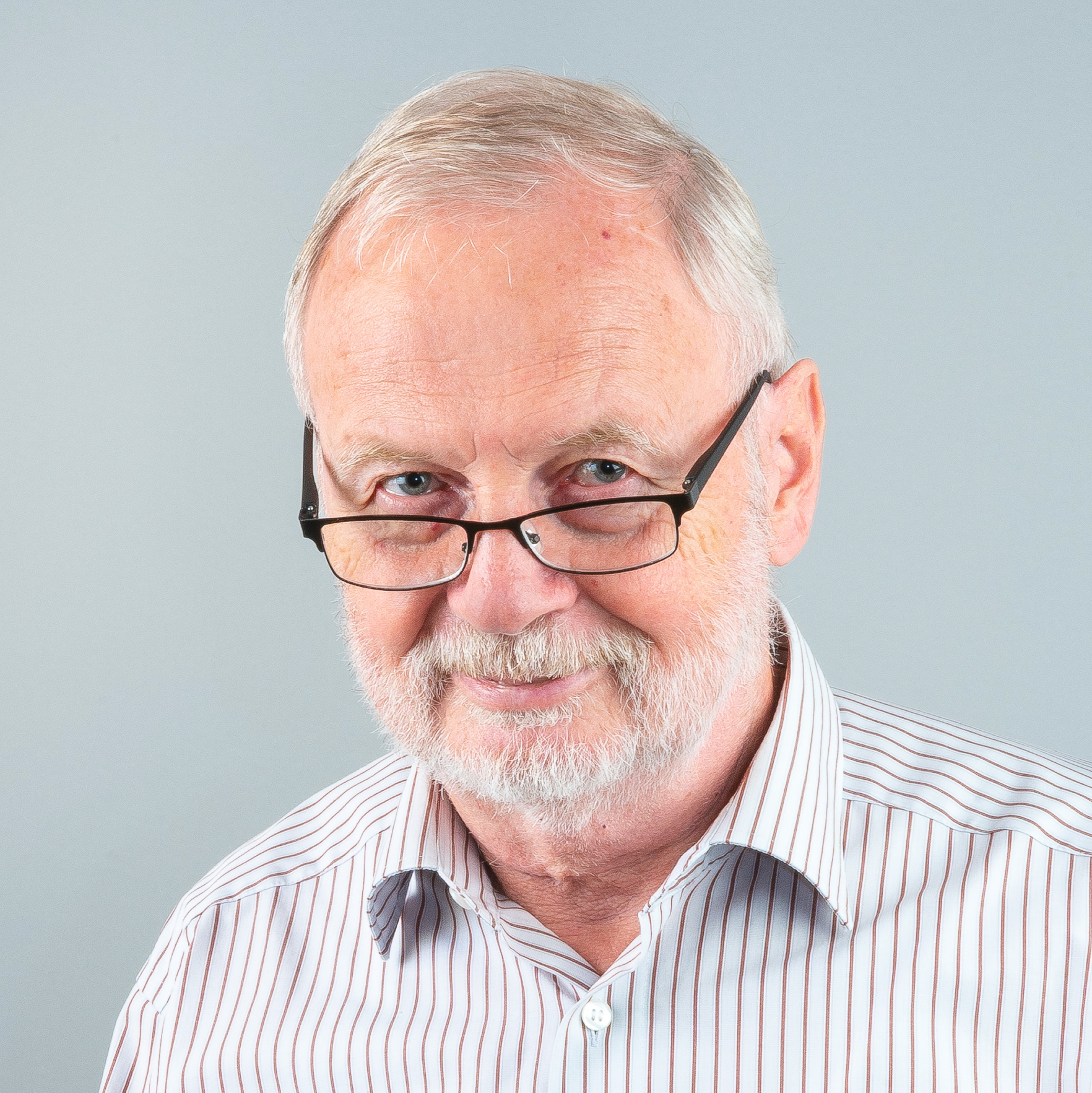
Hartmut Michel (* 1948)

- Michel, Hedwig (1892–1982), deutsche Autorin, letzte Präsidentin der US-amerikanischen Koreshan Unity
- Michel, Heinrich (1842–1909), deutscher Bürgermeister, Mitglied der Zweiten Kammer des Landtags des Großherzogtums Hessen
- Michel, Heinrich Wilhelm (1828–1898), Abgeordneter des Kurhessischen Kommunallandtages
- Michel, Heinz (1903–1972), deutscher Maler
- Michel, Henri (1900–1976), belgischer Journalist und Chefredakteur
- Michel, Henri (1907–1986), französischer Historiker
- Michel, Henri (1947–2018), französischer Fußballspieler und -trainer
- Michel, Herbert (1934–2002), deutscher römisch-katholischer Prälat
- Michel, Hermann (1888–1965), österreichischer Mineraloge
- Michel, Hermann (1935–2015), deutscher Fußballspieler und Trainer
- Michel, Horst (1904–1989), deutscher Industriedesigner und Hochschullehrer an der Bauhaus-Universität Weimar
- Michel, Hugo (1866–1944), deutscher Briefmarkensammler und -händler sowie Herausgeber des MICHEL-Briefmarken-Katalogs
- Michel, Jacques (* 1941), kanadischer Singer-Songwriter und Gitarrist
- Michel, James Alix (* 1944), seychellischer Politiker, Präsident der Republik Seychellen
- Michel, Jan (* 1964), deutscher Fußballspieler
- Michel, Jannis (* 1998), deutscher Kinderdarsteller
- Michel, Jean († 1468), Bischof von Lausanne
- Michel, Jean, französischer Autor und Dramaturg
- Michel, Jean François (1697–1772), flämischer Schriftsteller
- Michel, Jean-Christian, französischer Komponist und Klarinettist
- Michel, Jean-Louis, französischer Ingenieur
- Michel, Jens (* 1967), deutscher Politiker (CDU), MdL
- Michel, Johann Balthasar (1755–1818), deutscher Wein- und Pferdehändler
- Michel, Johann Daniel (1758–1841), deutscher Grebe, Landtagsabgeordneter Waldeck
- Michel, Johann Daniel (1801–1852), deutscher Bürgermeister, Landtagsabgeordneter Waldeck
- Michel, Johannes (* 1863), Notar und Landtagsabgeordneter
- Michel, Johannes Matthias (* 1962), deutscher Komponist
- Michel, Jonathan, US-amerikanischer Jazzmusiker (Bass)
- Michel, Josef (1928–2002), deutscher Kirchenmusiker und Komponist
- Michel, Joseph (1679–1736), französischer Komponist und Organist
- Michel, Joseph (1925–2016), belgischer Schriftsteller und Politiker der Parti Social Chrétien (PSC)
- Michel, Julius von (1843–1911), deutscher Ophthalmologe
- Michel, Justin (* 1995), niederländischer Fußballspieler
- Michel, Kai (* 1967), deutscher Historiker und LiteraturwissenschaftlerKai Michel (* 1967)

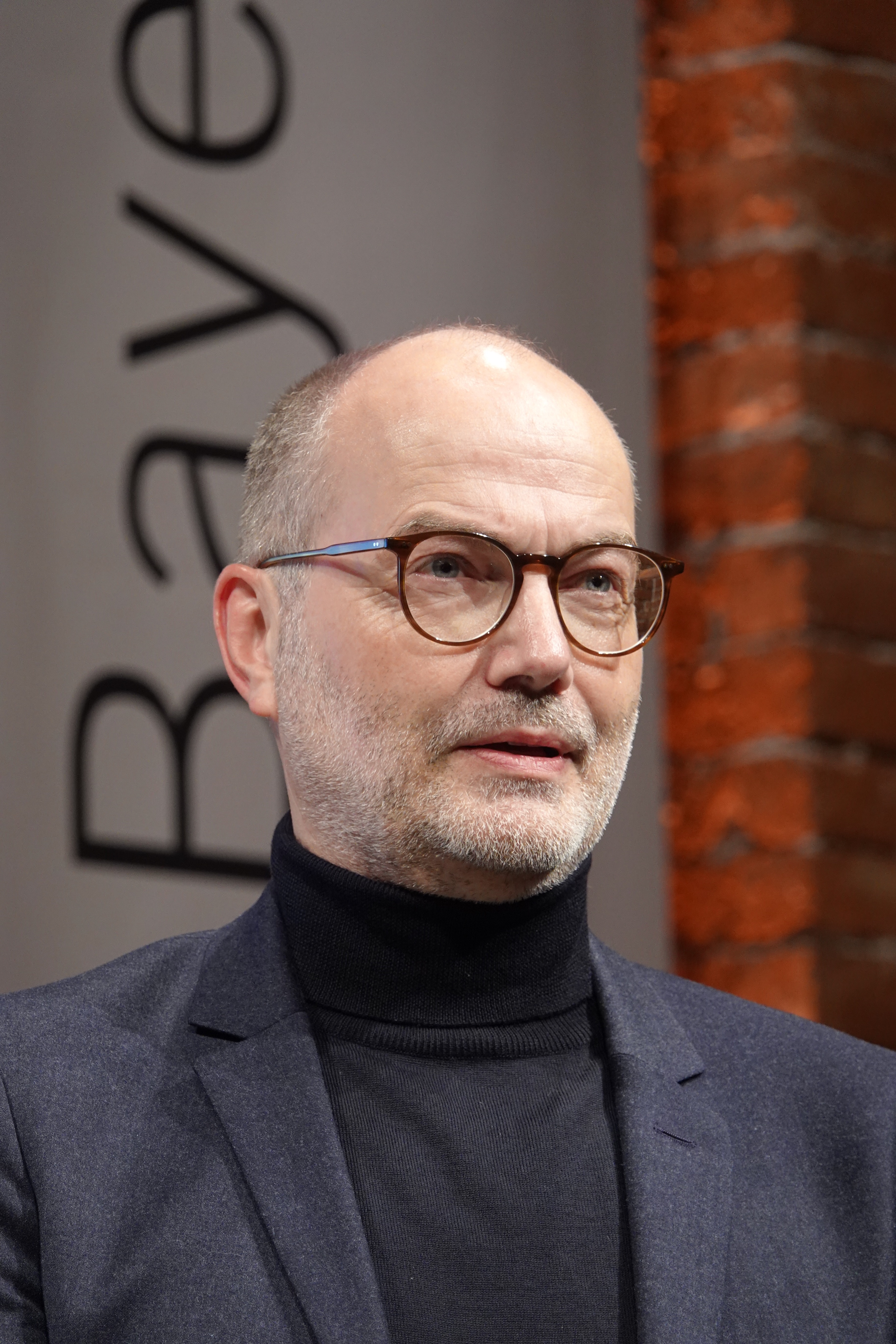
Kai Michel (* 1967)

- Michel, Karl (1836–1922), deutscher Bierbrauer
- Michel, Karl (1843–1930), deutscher Hals-Nasen-Ohrenarzt, Schauspieler und Schriftsteller
- Michel, Karl (1885–1966), deutscher Maler, Grafiker und Holzschneider
- Michel, Karl (1904–1945), deutscher Offizier der Wehrmacht
- Michel, Karl (1909–1980), deutscher Jurist und Offizier der Wehrmacht
- Michel, Karl Markus (1929–2000), deutscher Essayist, Redakteur und Lektor
- Michel, Karl-Wilhelm (* 1950), deutscher Politiker (CDU), MdL
- Michel, Kaspar (* 1970), Schweizer Politiker (FDP)
- Michel, Katarina (* 1964), slowakische Schriftstellerin und Fernsehmoderatorin
- Michel, Katharina (* 1988), Schweizer Popsängerin
- Michel, Kathrin (* 1963), deutsche Politikerin (SPD)
- Michel, Lara (* 1991), Schweizer Tennisspielerin
- Michel, Lothar (1929–1996), deutscher Psychologe und Sachverständiger für Handschriften
- Michel, Louis (1923–1999), französischer Physiker
- Michel, Louis (* 1947), belgischer Politiker, MdEP
- Michel, Louis-Charles (1761–1845), französischer römisch-katholischer Geistlicher und Bischof
- Michel, Louise (1830–1905), französische Anarchistin und AutorinLouise Michel (1830–1905)

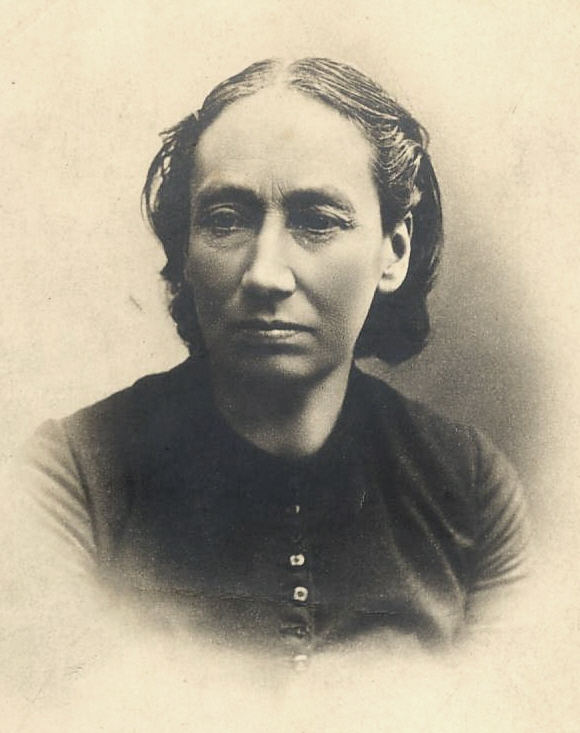
Louise Michel (1830–1905)

- Micheľ, Ľuboš (* 1968), slowakischer Schiedsrichter und Politiker, Mitglied des Nationalrats
- Michel, Luis Ernesto (* 1979), mexikanischer Fußballtorhüter
- Michel, Luzi (1841–1876), Schweizer reformierter Geistlicher
- Michel, Manfred (* 1953), deutscher Politiker (CDU) und Landrat
- Michel, Marc (1929–2016), französischer Filmschauspieler
- Michel, Marc (* 1986), französischer Jazzmusiker (Schlagzeug, Komposition)
- Michel, Marco (* 1984), Schweizer Schauspieler
- Michel, Margot (* 1976), Schweizer Juristin und Hochschullehrerin
- Michel, Maria (1826–1915), deutsche Schriftstellerin
- Michel, Mark (* 1975), deutscher Filmemacher und Autor
- Michel, Martin (1759–1824), deutscher Landwirt, Wunderheiler und Exorzist
- Michel, Matthias (* 1963), Schweizer Politiker (FDP)
- Michel, Matthieu (* 1963), Schweizer Jazztrompeter
- Michel, Max (1888–1941), deutscher Jurist und Volkswirt
- Michel, Max (1910–1988), deutscher Filmschauspieler, Filmregisseur und Filmeditor
- Michel, Mélodie, französisch-amerikanische Organistin
- Michel, Miriam (* 1979), deutsche Regisseurin, Dramaturgin, Dokumentarfilmerin und Performancekünstlerin
- Michel, Nicolas (* 1949), Schweizer Jurist
- Michel, Niek (1912–1971), niederländischer Fußballtorhüter
- Michel, Noah (* 1995), deutscher Fußballspieler
- Michel, Olaf (* 1956), deutscher Hals-Nasen-Ohren-Arzt, Hochschullehrer und medizinischer Gutachter
- Michel, Ossi (1927–2016), deutscher Tischtennisspieler
- Michel, Otto (1903–1993), deutscher Theologe
- Michel, Pascal (* 1999), Schweizer Unihockeyspieler
- Michel, Paul, deutscher Fußballspieler
- Michel, Paul (1877–1938), deutscher Architekt
- Michel, Paul (1905–1977), deutscher Schachspieler
- Michel, Paul (* 1947), Schweizer Germanist und Hochschullehrer
- Michel, Peggy (* 1949), US-amerikanische Tennisspielerin
- Michel, Peter (* 1938), deutscher Kunstwissenschaftler
- Michel, Peter (* 1953), deutscher Schriftsteller und Gründer des Aquamarin Verlags
- Michel, Peter Alfred (1825–1849), Journalist, Dichter, Revolutionär 1848/49
- Michel, Philipp (1845–1922), Königlicher Hofrat und Oberbürgermeister der Stadt Würzburg (1900–1913)
- Michel, Philippe (* 1969), französischer Mathematiker
- Michel, Phillipe (* 1965), französischer Boxer
- Michel, Pierre (1929–2023), französischer Radrennfahrer
- Michel, Pierre (* 1942), französischer Literaturwissenschaftler und Hochschullehrer
- Michel, Pierre-Yves (* 1960), französischer Geistlicher, römisch-katholischer Bischof von Nancy-Toul
- Michel, Pras (* 1972), US-amerikanischer Rapper und SongschreiberPras Michel (* 1972)

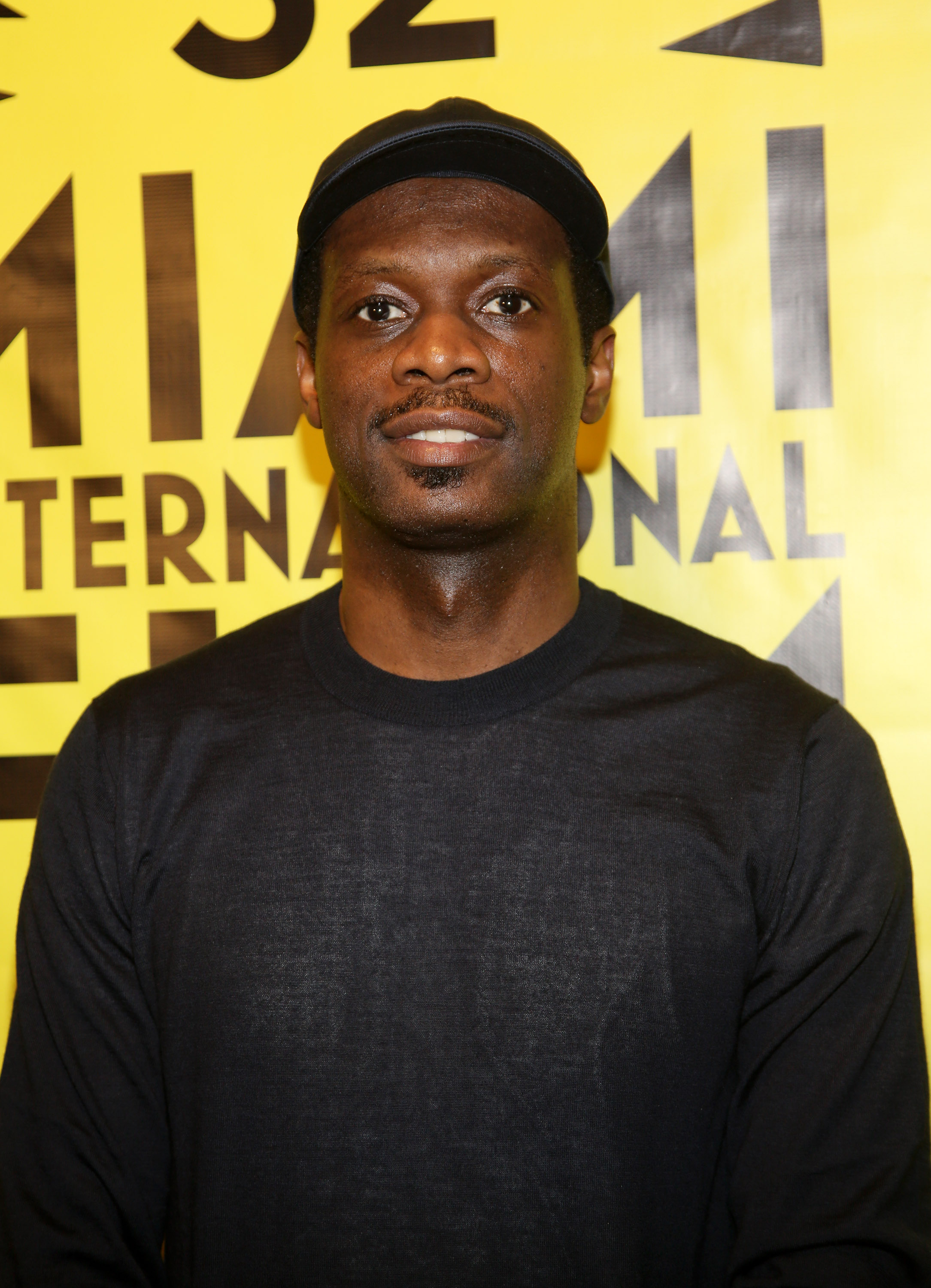
Pras Michel (* 1972)

- Michel, Rainer (* 1955), deutscher Kameramann
- Michel, Robert (1876–1957), österreichischer Schriftsteller
- Michel, Robert (1897–1983), deutscher Grafiker
- Michel, Robert H. (1923–2017), US-amerikanischer Politiker
- Michel, Rolf (* 1945), deutscher Physiker
- Michel, Rosmarie (* 1931), Schweizer Unternehmerin
- Michel, Rudi (1921–2008), deutscher Sportjournalist
- Michel, Sabine (* 1971), deutsche Dokumentarfilmerin
- Michel, Serge (* 1988), deutscher Boxer
- Michel, Simon (* 1977), Schweizer Unternehmer und PolitikerSimon Michel (* 1977)

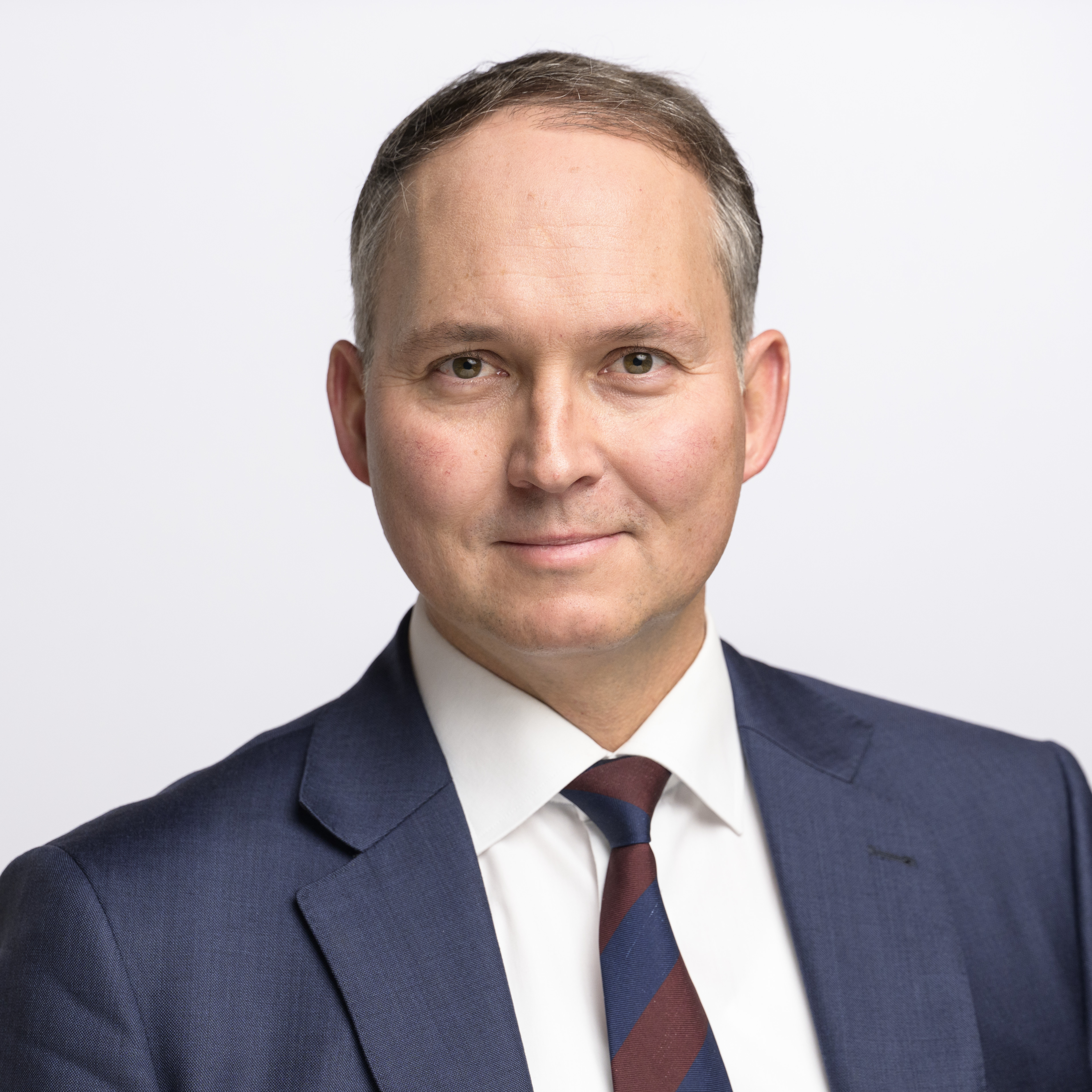
Simon Michel (* 1977)

- Michel, Simone (* 1965), deutsche Klassische Archäologin
- Michel, Sina (* 2003), deutsche Kinderdarstellerin im Fernsehen
- Michel, Smarck (1937–2012), haitianischer Politiker
- Michel, Sony (* 1995), US-amerikanischer American-Football-Spieler
- Michel, Stefan Karl (1839–1906), deutscher Kaufmann und Politiker
- Michel, Steffen (* 1972), deutscher Eishockeyspieler
- Michel, Stenia (* 1987), Schweizer Fussballtorhüterin
- Michel, Susanne (* 1965), österreichische Schauspielerin
- Michel, Sven (* 1988), Schweizer Curler
- Michel, Sven (* 1990), deutscher Fußballspieler
- Michel, Sylvia (1935–2025), Schweizer Kirchenratspräsidentin der Reformierten Kirche Aargau
- Michel, Sylvia (* 1972), deutsche Fußballspielerin
- Michel, Théodore, luxemburgischer Schwimmer
- Michel, Theresa Grillo (1855–1944), italienische Selige und Ordensgründerin
- Michel, Torsten (* 1977), deutscher Koch
- Michel, Uwe (* 1962), deutscher Fußballspieler
- Michel, Victor-Constant (1850–1937), französischer General
- Michel, Volker (* 1973), deutscher Handballspieler
- Michel, Wilhelm (1877–1942), deutscher Schriftsteller
- Michel, Wilhelm (1894–1964), deutscher Kunsterzieher
- Michel, Wilhelm (1901–1988), deutscher Kommunalpolitiker, Wehrwirtschaftsführer und Geliebter von Marlene Dietrich
- Michel, Willy (1885–1951), deutscher Politiker (SPD), MdL
- Michel, Willy (* 1947), Schweizer Unternehmer
- Michel, Winfried (* 1948), deutscher Blockflötist und Komponist
- Michel, Wolf-Rüdiger (* 1958), deutscher Kommunalpolitiker
- Michel, Wolfgang (* 1946), deutscher Japanologe und Kulturwissenschaftler, Medizinhistoriker
- Michel, Wolfgang (* 1960), deutscher Dirigent
- Michel-Ange de La Chausse (1660–1724), französischer Marinebeamter und Numismatiker
- Michel-Baldini, Elvezia (1887–1963), Schweizer Malerin, Zeichnerin, Buchillustratorin und Kunstweberin
- Michel-Beyerle, Maria-Elisabeth (* 1935), deutsche Chemikerin
- Michel-Lévy, Auguste (1844–1911), französischer Petrograph, Mineraloge und Geologe
- Michel-Lévy, Mireille Christophe (* 1922), französische Mineralogin
- Michel-Lévy, Simone (1906–1945), französische Widerstandskämpferin
- Michel-Ostertun, Christiane (* 1964), deutsche Organistin und Musikpädagogin
- Michel-Raulino, Richard Freiherr von (1864–1926), deutscher Jurist, Zeitungsverleger, Unternehmer und Kommerzienrat
- Michel-Schwartze, Brigitta (* 1947), deutsche Hochschullehrerin

##### Michela
- Michelakis, George (* 1972), südafrikanischer Schachspieler
- Michelangeli, Marcella (* 1943), italienische Schauspielerin
- Michelangelo (1475–1564), italienischer Maler, Bildhauer und ArchitektMichelangelo (1475–1564)

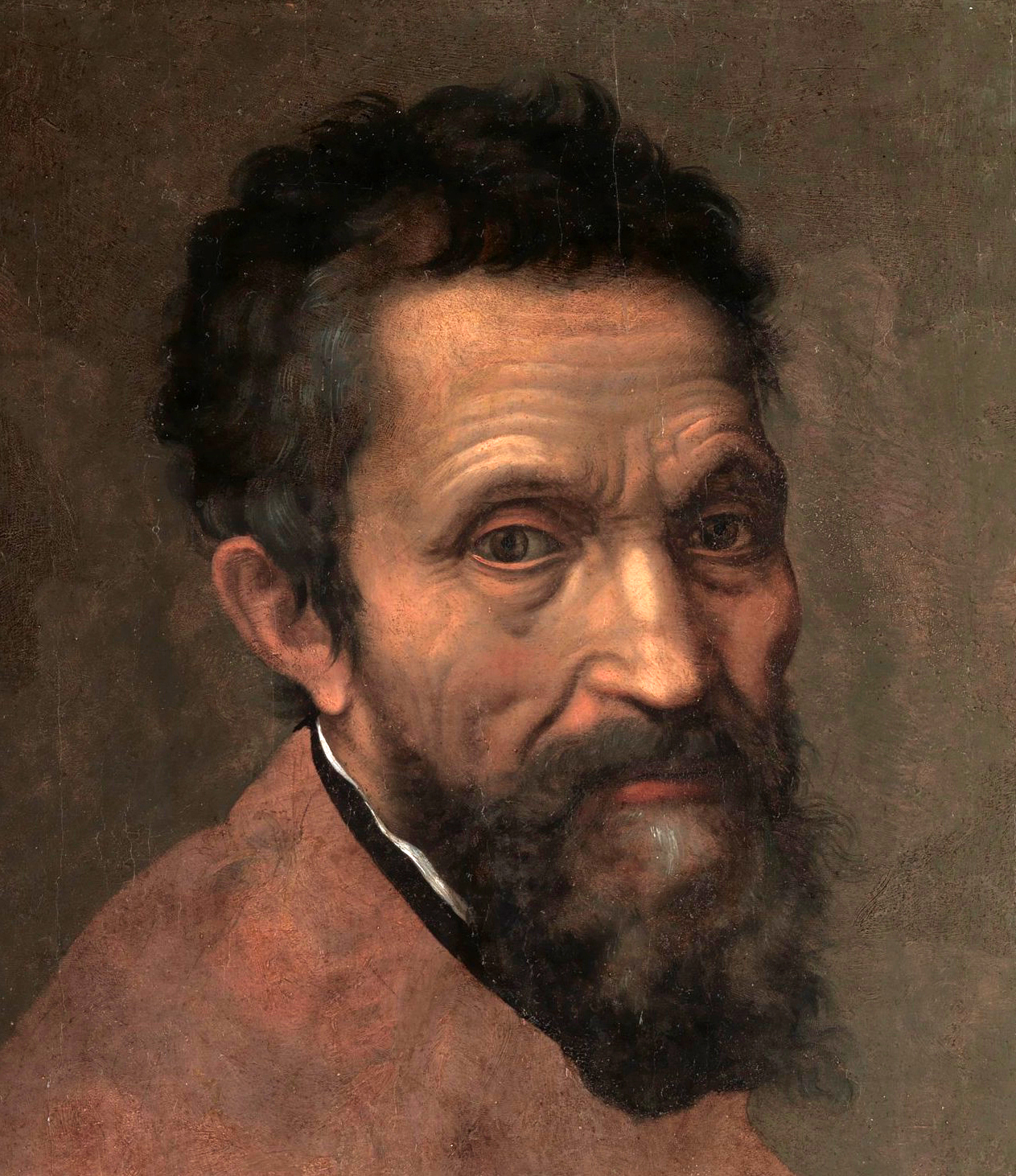
Michelangelo (1475–1564)

- Michelangelo (* 1946), deutscher Schlagersänger
- Michelant, Heinrich (1811–1890), französischer Bibliothekar, Romanist und Mediävist
- Michelau, Michael (* 1994), US-amerikanischer Volleyballspieler

##### Michelb
- Michelbach, Hans (* 1949), deutscher Politiker (CSU), MdB
- Michelbach, Werner (* 1951), deutscher Fußballtorwart
- Michelberger, Erwin (* 1950), deutscher Filmemacher
- Michelberger, Franz (* 1955), deutscher Fußballspieler
- Michelbrink, Jonas (* 2001), deutsch-litauischer Fußballspieler

##### Michele
- Michèle, Gabriel De (* 1941), französischer Fußballspieler
- Michele, Lea (* 1986), US-amerikanische Sängerin und SchauspielerinLea Michele (* 1986)

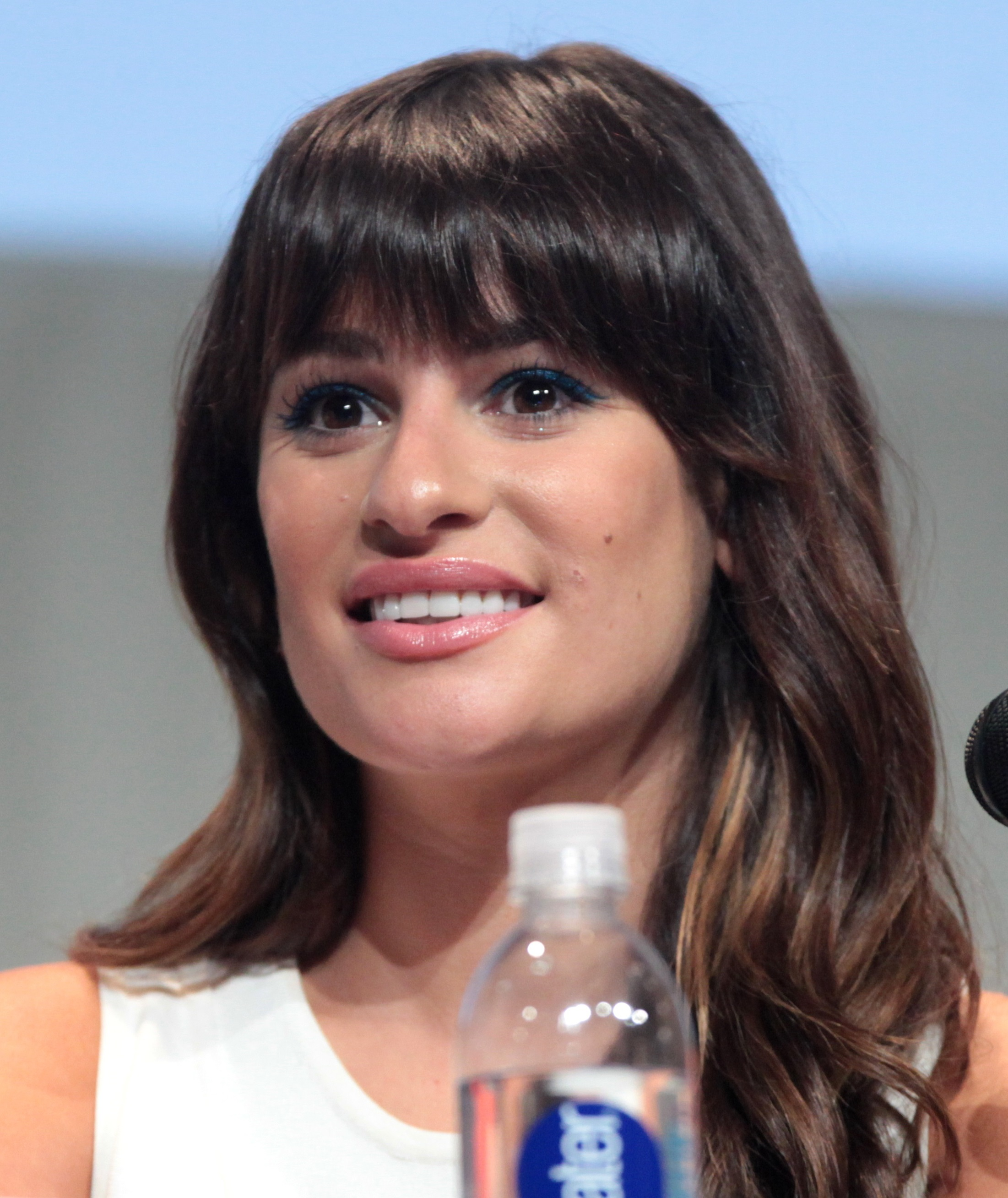
Lea Michele (* 1986)

- Michele, Michael (* 1966), US-amerikanische Schauspielerin
- Michéle, Rebecca (* 1963), deutsche Schriftstellerin
- Michelena, Arturo (1863–1898), venezolanischer Maler
- Micheler, Elisabeth (* 1966), deutsche Kanuslalomfahrerin
- Micheler, Florian (* 2005), österreichischer Fußballspieler
- Micheler, Joseph Alfred (1861–1931), französischer Offizier, zuletzt Général de division
- Michelers, Detlef (* 1942), deutscher Schriftsteller
- Michelet, belgischer Turner
- Michelet, Claude (1938–2022), französischer Schriftsteller
- Michelet, Edmond (1899–1970), französischer Politiker
- Michelet, Émile (* 1867), französischer Segler
- Michelet, Jon (1944–2018), norwegischer Schriftsteller und Journalist
- Michelet, Jules (1798–1874), französischer HistorikerJules Michelet (1798–1874)

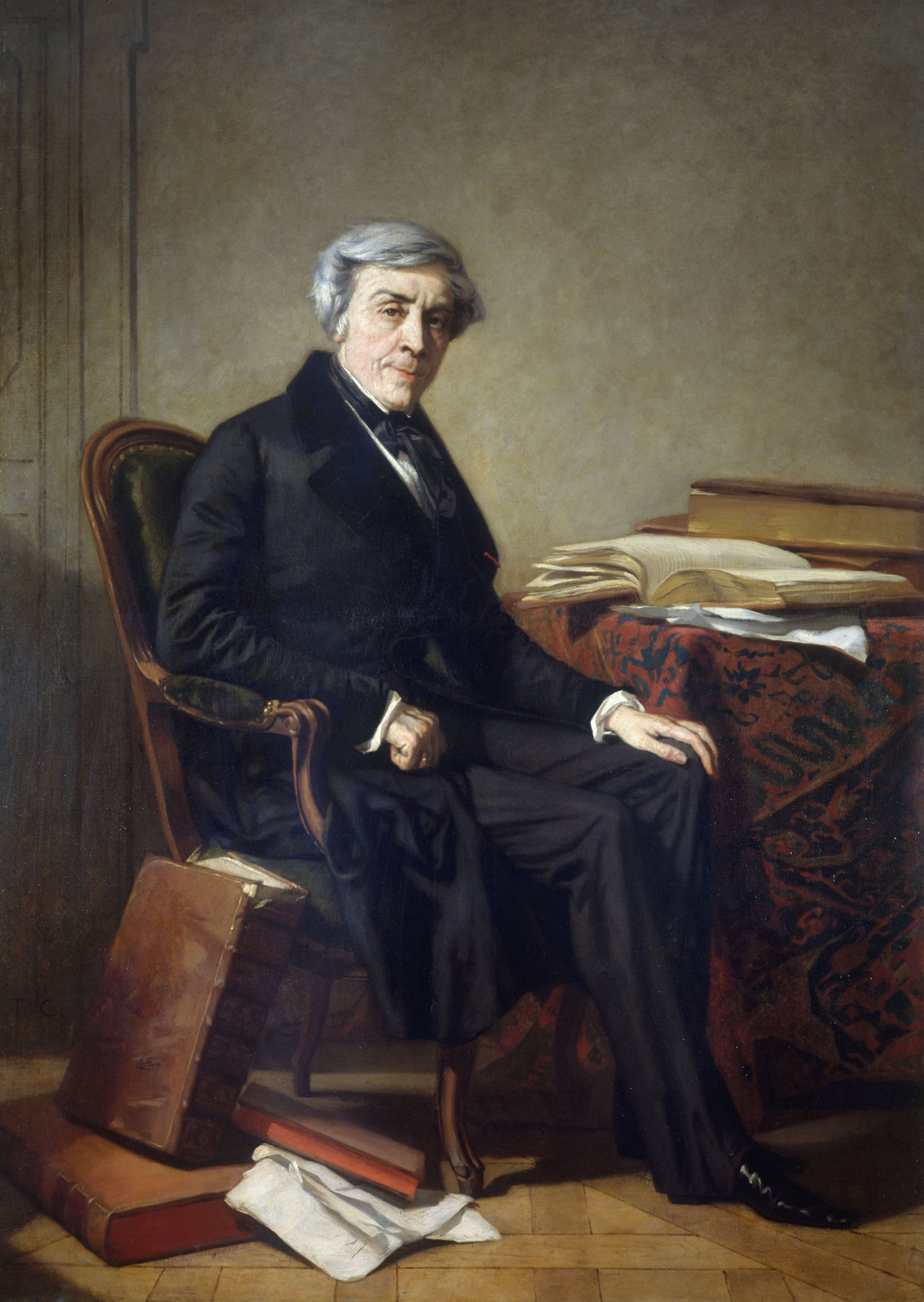
Jules Michelet (1798–1874)

- Michelet, Karl Ludwig (1801–1893), deutscher Philosoph
- Michelet, Michel (1894–1995), russischstämmiger Filmkomponist in Frankreich, Italien, Deutschland und den USA
- Michelet, Paul (1835–1926), Stadtverordnetenvorsteher und Kaufmann, Ehrenbürger Berlins
- Micheletti, Andrea (* 1981), italienischer Dartspieler
- Micheletti, Andrea (* 1991), italienischer Ruderer
- Micheletti, Roberto (* 1948), honduranischer Präsident
- Micheletto, Giovanni (1889–1958), italienischer Radrennfahrer
- Michelevičius, Vladas (1924–2008), litauischer Geistlicher, römisch-katholischer Weihbischof im Erzbistum Kaunas
- Michelez, Charles-Louis (1817–1894), französischer Pionier der Fotografie

##### Michelf
- Michelfelder, Ralf (* 1960), deutscher Polizeibeamter, Präsident des Landeskriminalamtes Baden-Württemberg

##### Micheli
- Micheli du Crest, Jacques-Barthélemy (1690–1766), Genfer Politiker, Physiker, Kartograf und Geodät
- Micheli, Amanda (* 1972), US-amerikanische Regisseurin
- Micheli, Claudio (* 1970), Schweizer Eishockeyspieler
- Micheli, Geneviève (1883–1961), französische protestantische Klostergründerin im ökumenischen Geist
- Micheli, Guglielmo (1866–1926), italienischer Maler
- Micheli, Horace (1866–1931), Schweizer Journalist und Politiker
- Micheli, Ivo Barnabò (1942–2005), italienischer Filmregisseur
- Micheli, Maurizio (* 1947), italienischer Schauspieler
- Micheli, Odette (1896–1962), Schweizer Schriftstellerin und Rotkreuz-Funktionärin
- Micheli, Ornella, italienische Filmeditorin
- Micheli, Pier Antonio (1679–1737), italienischer Botaniker
- Micheli, Romano, italienischer Geistlicher, Komponist und Verfasser polemischer Schriften
- Micheli, Sissa (* 1975), italienische Kunstfotografin und Medienkünstlerin
- Micheli, Vincenzo (1833–1905), italienischer Architekt des Historismus
- Michelides, Christian (* 1957), österreichischer Fotograf und Ausstellungsmacher, Autor und Psychotherapeut
- Michelin, André (1853–1931), französischer Industrieller
- Michelin, Clément (* 1997), französischer Fußballspieler
- Michelin, Édouard (1859–1940), französischer Erfinder und Unternehmer (Michelin-Reifen)Édouard Michelin (1859–1940)

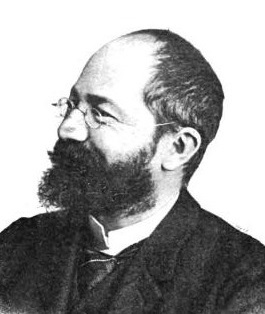
Édouard Michelin (1859–1940)

- Michelin, Édouard (1963–2006), französischer Manager
- Michelin, François (1926–2015), französischer Unternehmer
- Michelin, Henri († 1898), französischer Pomologe
- Michelin, Jean († 1696), Pariser und Herzoglich Braunschweig-Lüneburgischer Hofmaler
- Michelin, Reginald (1903–1998), jamaikanischer Stabsoffizier, Polizeibeamter und Polizeichef
- Michelini, Famiano (1604–1665), italienischer Mathematiker, Ingenieur und Geistlicher
- Michelini, Flavien (* 1986), französischer Fußballspieler
- Michelini, Luciano (* 1945), italienischer Komponist
- Michelini, Rafael (* 1958), uruguayischer Politiker
- Michelinie, David (* 1948), US-amerikanischer Comicautor
- Michelino da Besozzo, italienischer Maler und Miniaturist der italienischen Gotik
- Michelis, Alexander (1823–1868), deutscher Maler
- Michelis, Eduard (1813–1855), deutscher katholischer Theologe
- Michelis, Frank (1905–1975), deutscher Schauspieler
- Michelis, Friedrich (1815–1886), deutscher Philosoph, katholischer Theologe, Reichstagsabgeordneter
- Michelis, Helmut (* 1954), deutscher Journalist
- Michelis, Loni (1908–1966), deutsche Schauspielerin
- Michelis, Theodor (1872–1936), deutscher Generalmajor, Chef der Heeresfriedenskommission (1919)
- Michelis, Ursula (* 1946), deutsche Schauspielerin
- Michelis, Zygmunt (1890–1977), polnischer lutherischer Theologe und Bischof-Adjunkt in Polen
- Michelisz, Norbert (* 1984), ungarischer Automobilrennfahrer

##### Michell
- Michell, Abraham Louis (1712–1782), preußischer Gesandter in London und stellvertretender Gouverneur von Neuenburg
- Michell, Anthony George Maldon (1870–1959), australischer Maschinenbau- und Hydraulik-Ingenieur
- Michell, Frederick Thomas (1788–1873), britischer Admiral
- Michell, John (1724–1793), englischer Naturphilosoph
- Michell, John Henry (1863–1940), australischer angewandter Mathematiker und Ingenieurwissenschaftler
- Michell, Keith (1926–2015), australischer Schauspieler
- Michell, Roger (1956–2021), britischer Regisseur
- Michell, Rupert (1879–1966), kanadischer Polarforscher
- Michel’le (* 1965), US-amerikanische Contemporary-R&B-Sängerin
- Michelle (* 1972), deutsche SchlagersängerinMichelle (* 1972)

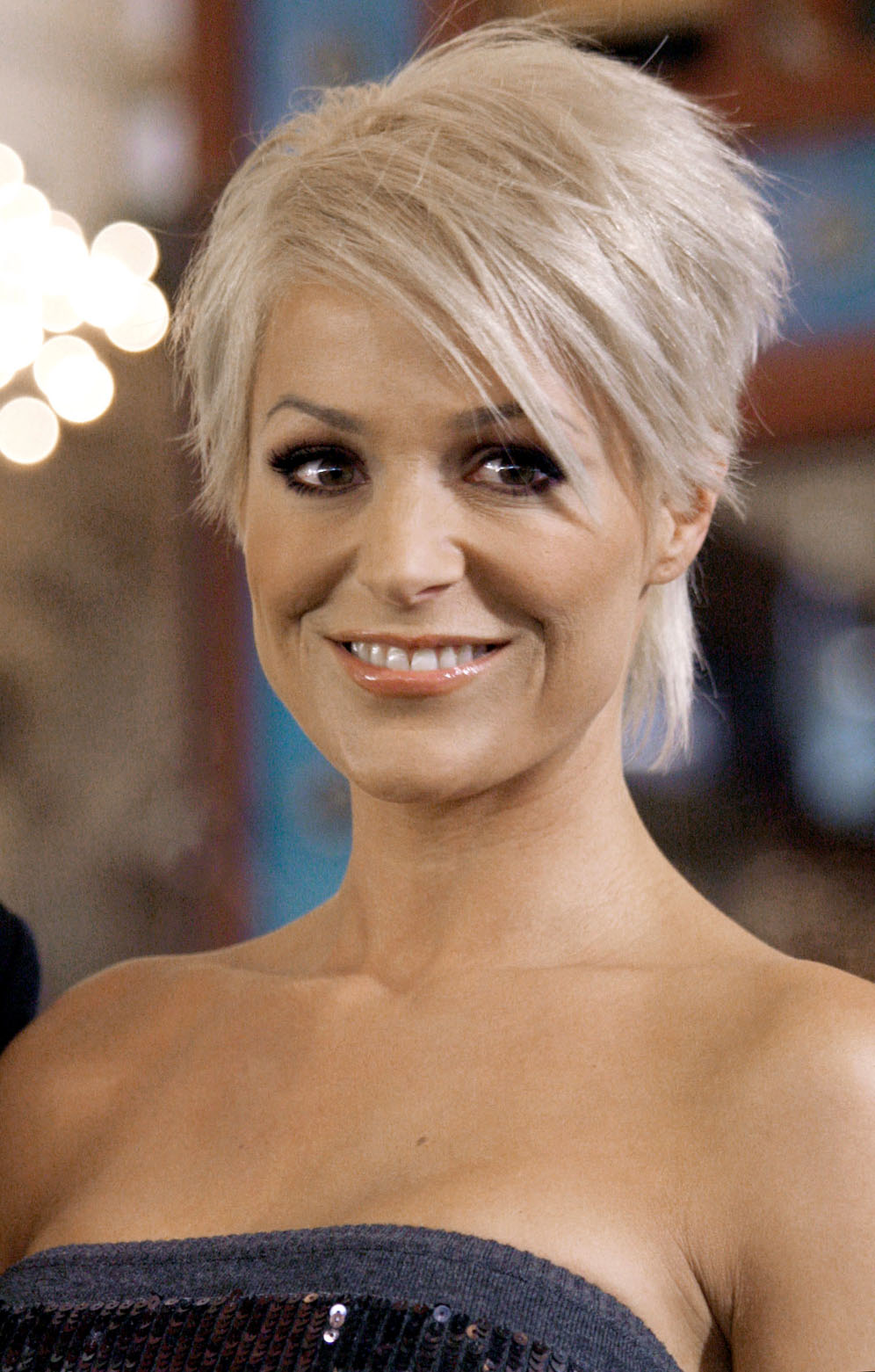
Michelle (* 1972)

- Michelle de Valois (1395–1422), Herzogin von Burgund
- Michelle, Candice (* 1978), US-amerikanisches Model und Wrestlerin
- Michelle, Nina (* 1968), kanadische Jazzsängerin und Liedermacherin
- Michelle, Tiffany (* 1984), US-amerikanische Pokerspielerin, Schauspielerin und Fernsehmoderatorin
- Michellon, Airton Moraes (* 1994), brasilianischer Fußballtorhüter
- Michelly, Siegfried (1833–1898), deutscher Verwaltungsjurist und Ministerialbeamter, MdHH

##### Michelm
- Michelmann, Andreas (* 1959), deutscher Kommunalpolitiker und Sportfunktionär
- Michelmann, Gottfried (1914–2011), deutscher Rechtsanwalt und Bankdirektor
- Michelmann, Guido (1823–1898), preußischer Generalleutnant
- Michelmann, Louis Ferdinand von (1817–1892), preußischer Generalmajor
- Michelmore, Guy (* 1957), britischer Film- und Fernsehkomponist und ehemaliger Fernsehnachrichtenmoderator

##### Michelo
- Michelon, Océane (* 2002), französische BiathletinOcéane Michelon (* 2002)

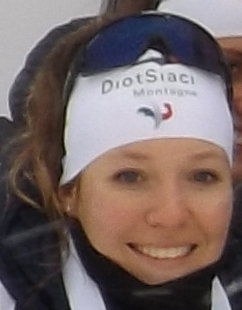
Océane Michelon (* 2002)

- Micheloni, Claudio (* 1952), italienischer Politiker
- Michelot, Marcel (1892–1927), französischer Autorennfahrer
- Michelot, Pierre (1928–2005), französischer Jazzmusiker
- Michelot, Roger (1912–1993), französischer Boxer
- Michelot, Théodore (1786–1856), französischer Schauspieler
- Michelotti, Alberto (1930–2022), italienischer Fußballschiedsrichter
- Michelotti, Anna (1843–1888), französische Ordensfrau, Gründerin der Kongregation der Kleine Dienerinnen des Heiligen Herzens Jesu
- Michelotti, Augusto (* 1950), san-marinesischer Politiker
- Michelotti, Ceccolino († 1419), italienischer Condottiere
- Michelotti, Francesca (* 1952), san-marinesische Politikerin
- Michelotti, Giovanni (1921–1980), italienischer Automobildesigner
- Michelotti, Maria Domenica (* 1952), san-marinesische Politikerin
- Michelotti, Serena (1934–2011), italienische Schauspielerin und Synchronsprecherin
- Michelotto, Claudio (1942–2025), italienischer Radrennfahrer
- Micheloud, Pierrette (1915–2007), Schweizer Schriftstellerin und Malerin

##### Michels
- Michels, Agnes Kirsopp Lake (1909–1993), US-amerikanische Klassische Philologin und Religionswissenschaftlerin
- Michels, Alexander (1891–1968), deutscher Marineoffizier, zuletzt Vizeadmiral im Zweiten Weltkrieg
- Michels, Ana Cláudia (* 1981), brasilianisches Fotomodell
- Michels, Antonius M. J. F. (1889–1969), niederländischer Physikochemiker
- Michels, Birgit (* 1984), deutsche Badmintonspielerin
- Michels, Christoph (* 1977), deutscher Althistoriker
- Michels, Eckard (* 1962), deutscher Historiker
- Michels, Franz Xaver (1900–1973), deutscher Geologe, Ingenieur und Unternehmer
- Michels, Friedrich (1835–1872), deutscher Chemiker und Fabrikdirektor
- Michels, Gödeke († 1401), Pirat und Vitalienbruder
- Michels, Gustav (1836–1909), Kölner Unternehmer
- Michels, Hans-Jörg (* 1961), deutscher Volleyball-Nationalspieler
- Michels, Hartwig (1941–2020), deutscher Erfinder von Luftkissentransportern und Unternehmer
- Michels, Heiko (* 1977), deutscher Theaterregisseur
- Michels, Jente (* 2003), belgischer Radrennfahrer
- Michels, Johann Heinrich († 1823), deutscher Kaufmann, Reeder und Bürgermeister der Stadt Mülheim an der Ruhr (1813–1816)
- Michels, Johannes (* 1938), deutscher Pädagoge und Hochschullehrer
- Michels, Josef (1910–1964), deutscher Schriftsteller
- Michels, Josef Stefan (1910–1987), deutscher Ingenieur und Erfinder
- Michels, Karen (* 1959), deutsche Kunsthistorikerin
- Michels, Karin, deutsche Epidemiologin und Public-Health-Forscherin
- Michels, Karl, deutscher Illustrator, Werbegrafiker, Schriftkünstler und Holzschneider
- Michels, Martina (* 1955), deutsche Politikerin (Die Linke), MdA, MdEP
- Michels, Matt (* 1960), US-amerikanischer Politiker
- Michels, Max (1874–1925), deutscher Autor niederdeutscher Sprache
- Michels, Max (1880–1944), deutscher Kunsthändler
- Michels, Meinolf (1935–2019), deutscher Politiker (CDU), MdB
- Michels, Rinus (1928–2005), niederländischer FußballtrainerRinus Michels (1928–2005)

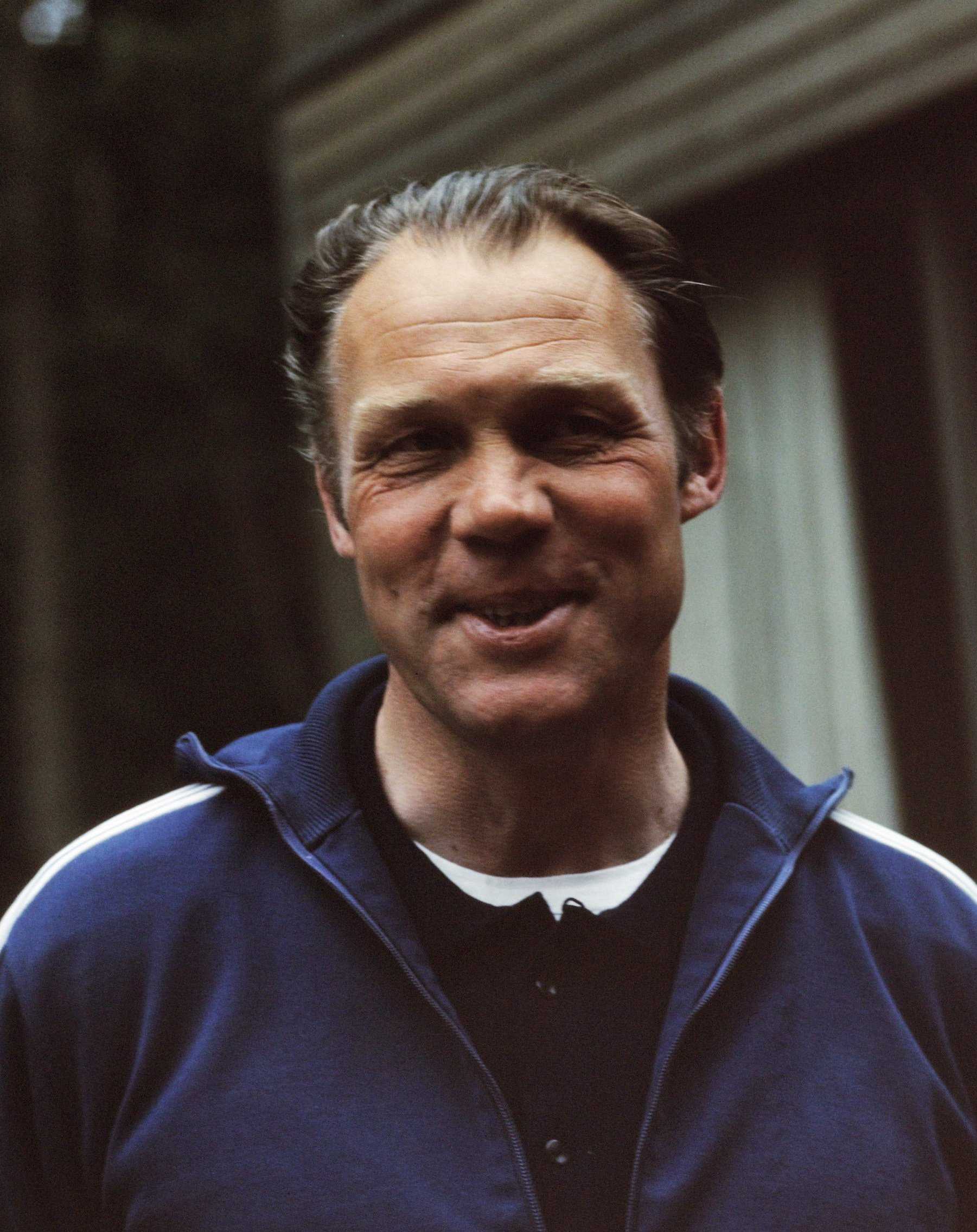
Rinus Michels (1928–2005)

- Michels, Robert (1876–1936), deutsch-italienischer Soziologe
- Michels, Ron (* 1965), niederländischer Badmintonspieler
- Michels, Stefan (* 1986), deutscher protestantischer Theologe und Kirchenhistoriker
- Michels, Thomas (1892–1979), deutsch-österreichischer Benediktiner
- Michels, Tilde (1920–2012), deutsche Kinder- und Jugendbuchautorin
- Michels, Victor (1866–1929), deutscher Germanist
- Michels, Volker (* 1943), deutscher Herausgeber
- Michels, Wilhelm (* 1894), deutscher Kulturfunktionär
- Michels, Wilhelm (1904–1988), deutscher Pädagoge und Schulleiter, Freund Arno Schmidts
- Michels, Wilhelm (1919–2003), deutscher Gewerkschafter und Politiker (SPD), MdB, MdEP
- Michels, Wolfgang (1951–2017), deutscher Musiker, Sänger, Gitarrist, Komponist, Texter, Produzent, Singer-Songwriter
- Michels-Holl, Gisela (* 1928), deutsche Richterin am Bundesarbeitsgericht
- Michelsen, Albert (1893–1964), US-amerikanischer Marathonläufer
- Michelsen, Alex (* 2004), US-amerikanischer TennisspielerAlex Michelsen (* 2004)

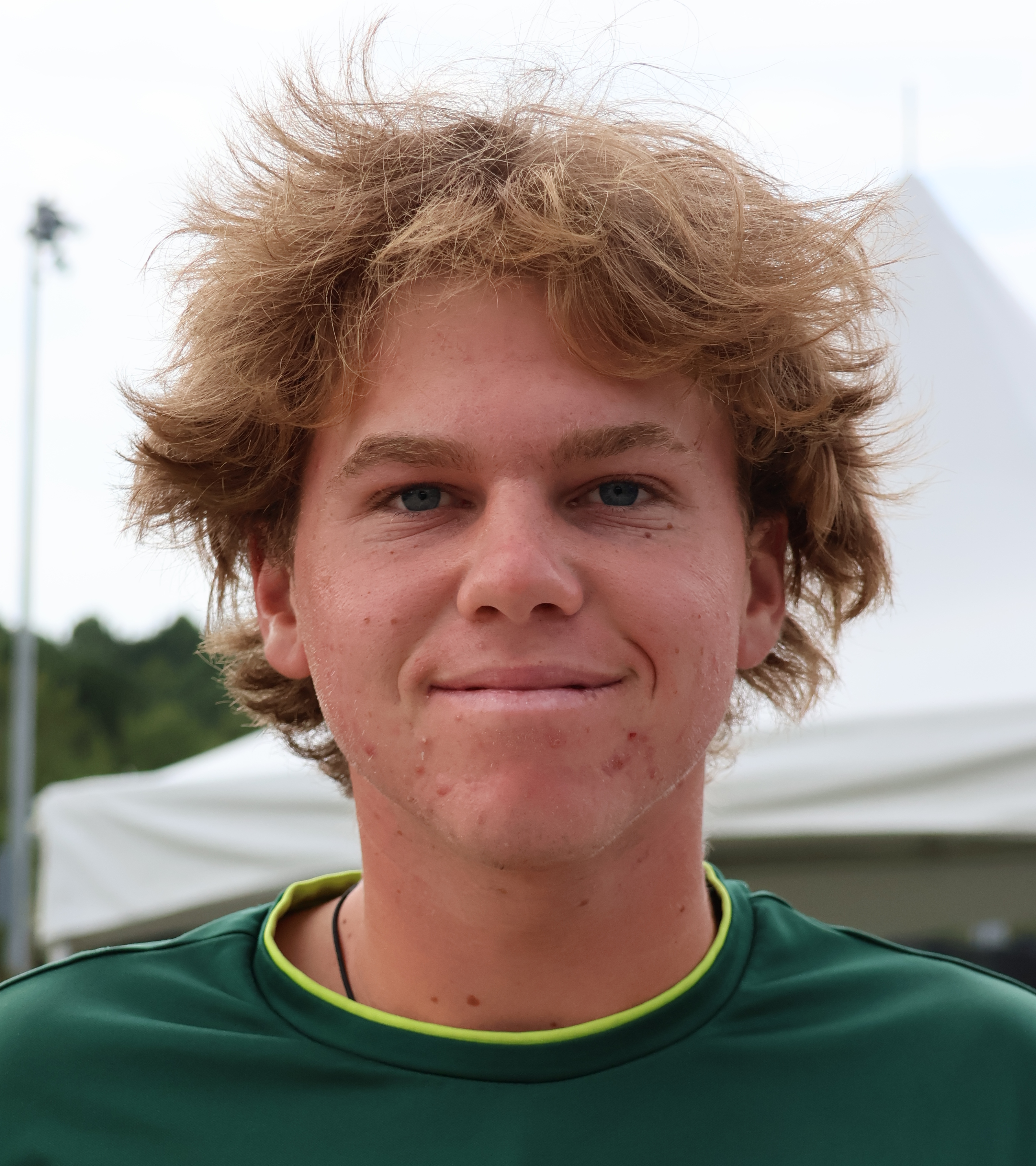
Alex Michelsen (* 2004)

- Michelsen, Alexander (1805–1885), deutscher evangelisch-lutherischer Geistlicher und Übersetzer
- Michelsen, Andreas (1869–1932), deutscher Vizeadmiral
- Michelsen, Andreas Ludwig Jacob (1801–1881), deutscher Historiker, Jurist, Journalist, Politiker und Mitglied der Frankfurter Nationalversammlung
- Michelsen, Christian (1857–1925), norwegischer rechtsliberaler Politiker, Mitglied des Storting
- Michelsen, Christian (* 1976), norwegischer Fußballtrainer und -funktionär
- Michelsen, Claudia (* 1969), deutsche SchauspielerinClaudia Michelsen (* 1969)
- Michelsen, Claus (* 1980), deutscher Ökonom

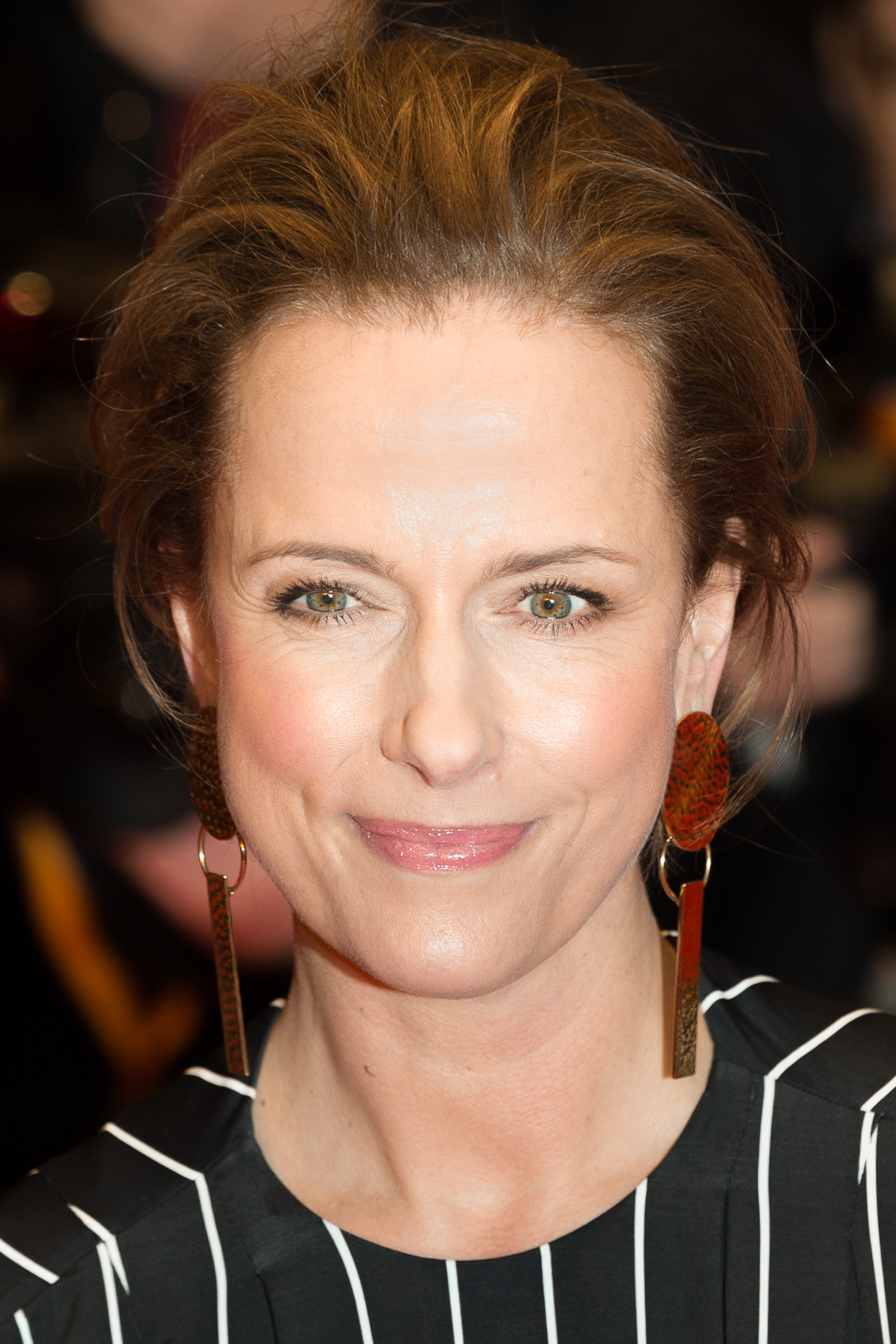
Claudia Michelsen (* 1969)

- Michelsen, Erich (1879–1948), deutscher Diplomat
- Michelsen, Friederike (1923–2016), deutsche Künstlerin, Graphikerin und Schriftstellerin
- Michelsen, Friedrich W. (1926–2010), niederdeutscher Sprach- und Literaturwissenschaftler
- Michelsen, Gerd (* 1948), deutscher Volkswirt und Hochschullehrer
- Michelsen, Hans Günter (1920–1994), deutscher Dramatiker
- Michelsen, Jakob (* 1980), dänischer Fußballtrainer
- Michelsen, Jens (1952–2007), deutscher Journalist, Pädagogischer Leiter des Studienzentrum im KZ Neuengamme, Autor und Herausgeber
- Michelsen, Johann Andreas Christian (1749–1797), deutscher Mathematiker und Pädagoge
- Michelsen, Kristin (* 1956), färöischer Politiker
- Michelsen, Morten (* 1991), deutscher Handballspieler
- Michelsen, Ove Wilhelm (1800–1880), dänischer Seeoffizier, Marineminister und Außenminister
- Michelsen, Peter (1866–1936), deutscher Politiker (SPD), MdR
- Michelsen, Peter (1923–2008), deutscher Germanist
- Michelsen, Poul (* 1944), färöischer Geschäftsmann und Politiker
- Michelsen, Sólrún (* 1948), färöische Schriftstellerin und Unternehmerin
- Michelsen, Thore (1888–1980), norwegischer Ruderer
- Michelsen, Trine (1966–2009), dänische Schauspielerin und Model
- Michelsohnen, Johann von (1735–1807), russischer General der Kavallerie
- Michelson, Albert Abraham (1852–1931), US-amerikanischer Physiker und NobelpreisträgerAlbert Abraham Michelson (1852–1931)

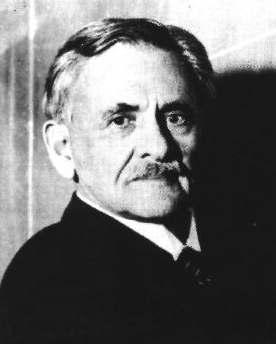
Albert Abraham Michelson (1852–1931)

- Michelson, Bernhard Heinrich (1812–1887), russischer Agrarwissenschaftler
- Michelson, Clara (1881–1942), Romanautorin
- Michelson, Gary K. (* 1949), US-amerikanischer Mediziner
- Michelson, Harold (1920–2007), US-amerikanischer Szenenbildner, Artdirector und Storyboardzeichner
- Michelson, Helene (* 1906), estnische Eiskunstläuferin
- Michelson, Leo (1887–1978), lettisch-amerikanischer Maler
- Michelson, Leonid Wiktorowitsch (* 1955), russischer UnternehmerLeonid Wiktorowitsch Michelson (* 1955)

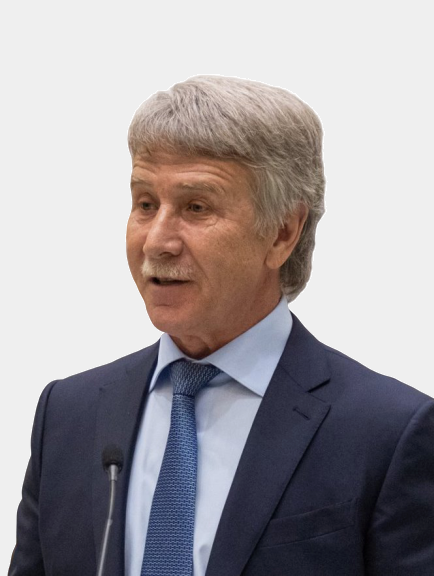
Leonid Wiktorowitsch Michelson (* 1955)

- Michelson, Lew Alexandrowitsch (1861–1923), russischer Jurist und Unternehmer
- Michelson, Miriam (1870–1942), US-amerikanische Autorin und Journalistin
- Michelson, Nikolai Gustawowitsch (1895–1938), russisch-sowjetischer Flugzeugbauer
- Michelson, Peter (* 1952), amerikanischer Physiker
- Michelson, Wladimir Alexandrowitsch (1860–1927), russischer Physiker, Meteorologe und Hochschullehrer
- Michelstaedter, Carlo (1887–1910), italienischer Schriftsteller, Philosoph und Maler

##### Michelu
- Michelucci, Giovanni (1891–1990), italienischer Architekt und Stadtplaner
- Michelucci, Renan (* 1994), brasilianischer Volleyballspieler
- Michelucci, Roberto (1922–2010), italienischer Violinist
- Micheluzzi, Attilio (1930–1990), italienischer Comiczeichner

##### Michely
- Michely, Claude (1959–2023), luxemburgischer Radrennfahrer
- Michely, Johny (1934–2010), luxemburgischer Radrennfahrer
- Michely, Peter (1888–1950), deutscher Politiker und Landrat

#### Michen
- Michener, Charles Duncan (1918–2015), US-amerikanischer Entomologe
- Michener, Charles Edward (1907–2004), kanadischer Geologe
- Michener, Earl C. (1876–1957), US-amerikanischer Politiker
- Michener, James (1907–1997), US-amerikanischer SchriftstellerJames A. Michener (1907–1997)

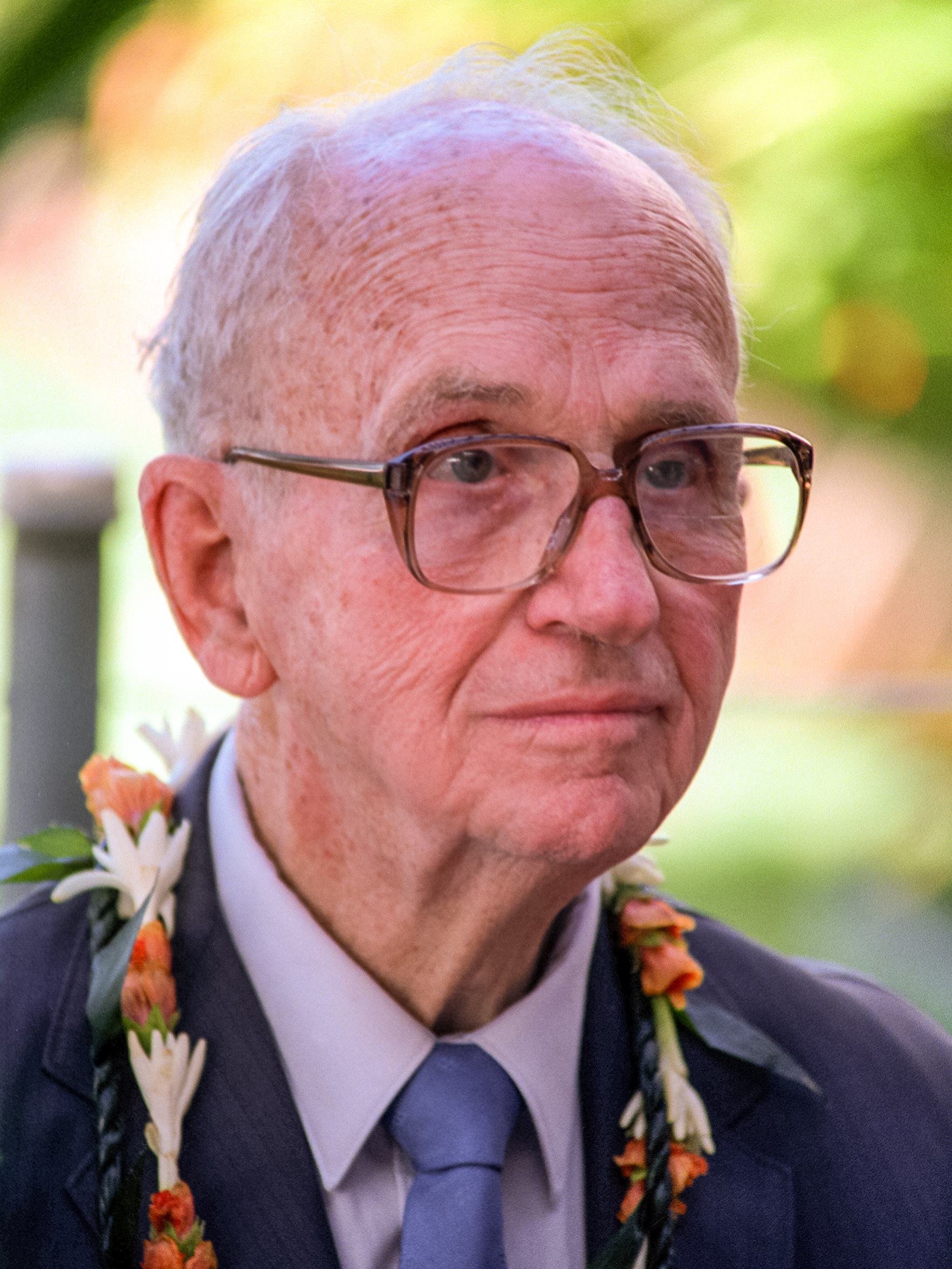
James A. Michener (1907–1997)

- Michener, Roland (1900–1991), kanadischer Diplomat und Politiker, Generalgouverneur von Kanada

#### Micher
- Micheroli, Renato (* 1969), Schweizer Fußballspieler, -trainer und -funktionär

#### Michet
- Michette, Alan (1950–2013), britischer Physiker
- Michetti, Francesco Paolo (1851–1929), italienischer Maler
- Michetti, Gabriela (* 1965), argentinische Politikerin
- Michetti, Gaetano (1922–2007), italienischer Geistlicher, Bischof von Pesaro
- Michetti, Nicola, italienischer Architekt

#### Micheu
- Micheu, Robert (* 1975), österreichischer Fußballspieler und Trainer

### Michi
- Michi, Maria (1921–1980), italienische Nebendarstellerin
- Michibata, Glenn (* 1962), kanadischer Tennisspieler
- Michibata, Jessica (* 1984), japanisches Model
- Michibuchi, Ryōhei (* 1994), japanischer Fußballspieler
- Michie, Donald (1923–2007), britischer Biowissenschaftler und Forscher
- Michie, Helga (1921–2018), österreichisch-britische Künstlerin und Schriftstellerin
- Michie, James (1927–2007), britischer Dichter und Übersetzer
- Michie, James Coutts (1859–1919), schottischer Maler
- Michie, Jimmy (* 1971), englischer Snookerspieler
- Michie, Jonathan (* 1957), britischer Wirtschaftswissenschaftler und Hochschullehrer
- Michie, Ray, Baroness Michie of Gallanach (1934–2008), britische Politikerin (Liberal Democrats), Mitglied des House of Commons
- Michie, Susan (* 1955), klinische Psychologin
- Michiel, Adelasa († 1144), Dogaressa von Venedig (1130–1144)
- Michiel, Domenico, Doge von Venedig (1118–1130)
- Michiel, Giovanni († 1503), italienischer Geistlicher, Bischof von Verona und Kardinal
- Michiel, Marcantonio (1484–1552), venezianischer Adliger und Autor
- Michiel, Taddea († 1479), Dogaressa von Venedig
- Michiel, Vitale I. († 1102), Doge von Venedig
- Michiel, Vitale II. († 1172), Doge von Venedig (1156–1172)
- Michieletto, Damiano (* 1975), italienischer Theater- und Opernregisseur
- Michielin, Francesca (* 1995), italienische PopsängerinFrancesca Michielin (* 1995)

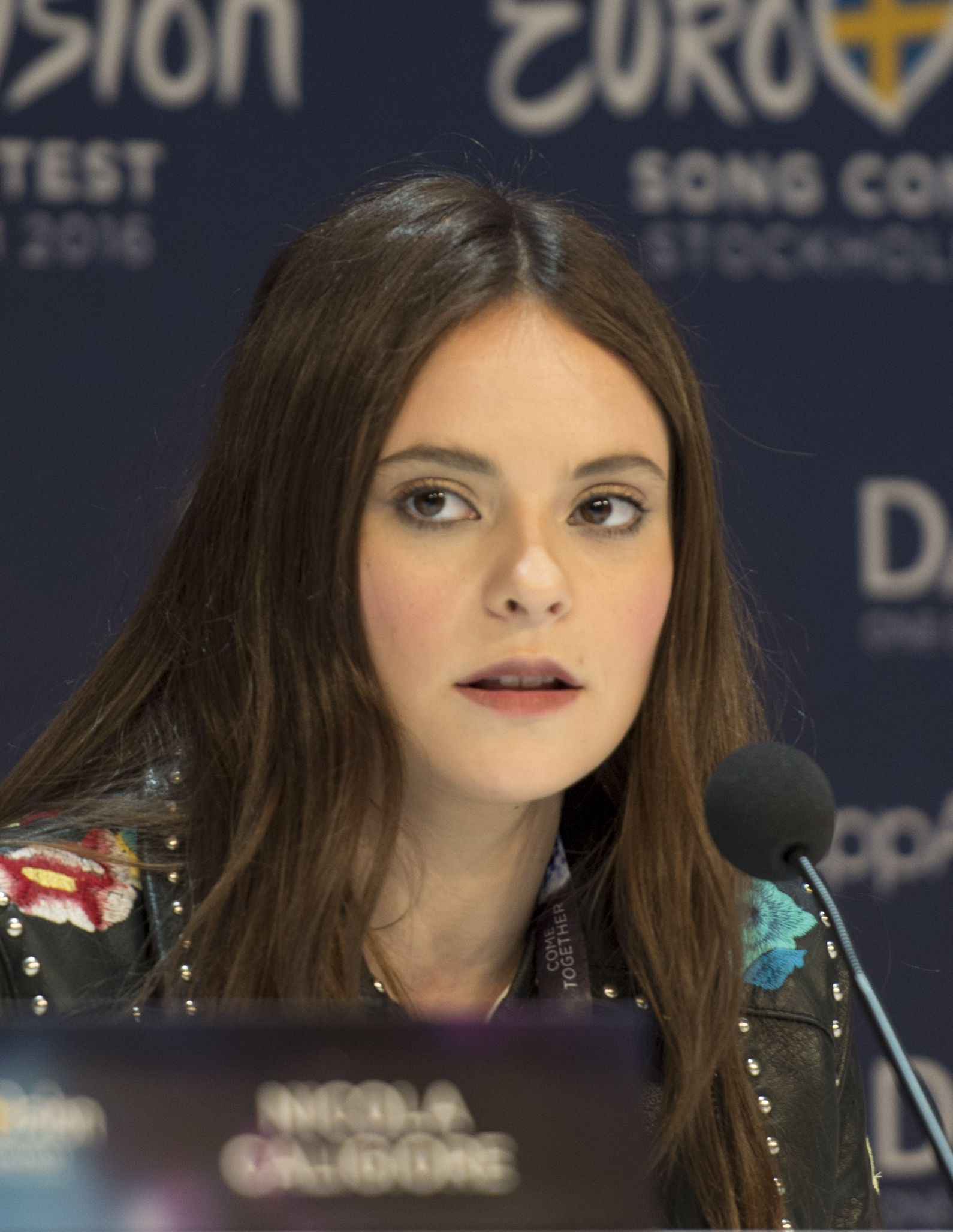
Francesca Michielin (* 1995)

- Michielli, Giuseppe (* 1985), italienischer Nordischer Kombinierer
- Michiels, Alfred (1813–1892), französischer Schriftsteller und Historiker
- Michiels, Bart (* 1986), belgischer Schachspieler
- Michiels, Edmond (1913–1991), belgischer Wasserballspieler
- Michiels, Githa (* 1983), belgische Radrennfahrerin
- Michiels, Ignace (* 1963), belgischer Organist und Chorleiter
- Michiels, Ivo (1923–2012), belgischer Schriftsteller, Drehbuchautor und Filmregisseur
- Michiels, Johann Franz (1823–1887), deutscher Holzschnitzer, Bildhauer und Fotograf flämischer Herkunft
- Michiels, Paul (* 1948), belgischer Sänger
- Michielsen, Celine (* 1994), niederländische Handballspielerin
- Michigami, Ryō (* 1973), japanischer Automobilrennfahrer
- Michigan-Maler, attisch-schwarzfiguriger Vasenmaler
- Michiki, Ryūji (* 1973), japanischer Fußballspieler
- Michiko (* 1934), japanische Adelige, emeritierte Kaiserin von JapanMichiko Shōda (* 1934)

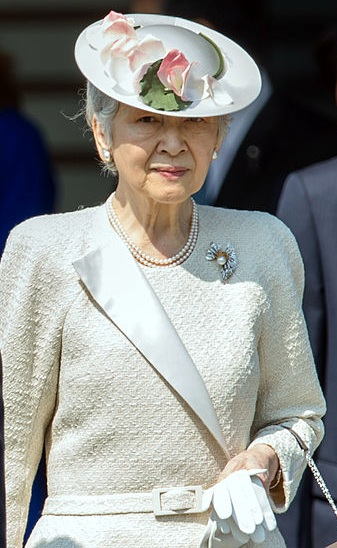
Michiko Shōda (* 1934)

- Michin (* 1989), amerikanische Wrestlerin
- Michina, Elina (* 1994), kasachische Sprinterin
- Michinaga, Hiroshi (* 1956), japanischer Bogenschütze
- Michineau, David (* 1994), französischer Basketballspieler
- Michira, Nevian (* 1994), kenianische Sprinterin
- Michishige, Sayumi (* 1989), japanische Sängerin, Mitglied der J-Pop Girlgroup Morning Musume
- Michishita, Misato (* 1977), sehbehinderte, japanische Langstreckenläuferin
- Michita, Rumi (* 1969), japanische Curlerin
- Michitsch, Marcel (* 1986), deutscher Enduro-Fahrer
- Michitti, Brian (* 1983), US-amerikanisch-italienischer American-Football-Spieler
- Michiue, Hayato (* 1991), japanischer Fußballspieler
- Michiwaki, Yutaka (* 2006), japanischer Fußballspieler

### Michl
- Michl, Andreas (* 1980), österreichisch-deutscher Fußballtorhüter
- Michl, Anton (1753–1813), deutscher katholischer Theologe und Hochschullehrer
- Michl, Augustin Liebhart (1662–1751), Augustiner-Chorherr, Seelsorger und Verfasser theologischer und kirchenrechtlicher Schriften
- Michl, Ernst (1935–2001), deutscher Politiker (CSU), MdL
- Michl, Gilbert († 1828), deutscher Prämonstratenser und Komponist, letzter Abt von Steingaden
- Michl, Günther (* 1950), deutscher Fußballspieler
- Michl, Johann (1904–1977), deutscher Geistlicher, Theologe, Neutestamentler, Hochschullehrer
- Michl, Josef (1893–1951), deutscher Schauspieler und Inspizient
- Michl, Josef (1939–2024), tschechoslowakisch-US-amerikanischer Chemiker
- Michl, Joseph Willibald (1745–1816), deutscher Komponist
- Michl, Ortwin (* 1942), deutscher Maler und Kunstprofessor
- Michl, Otfried (* 1959), deutscher Jurist, Richter am Bundesfinanzhof
- Michl, Petr (* 1970), tschechischer Skilangläufer
- Michl, Reinhard (* 1948), deutscher Kinderbuchillustrator
- Michl, Rudolf (1906–1990), deutscher Pianist und Dirigent
- Michl, Rudolf (* 1958), deutscher Politiker (SPD)
- Michl, Siegfried (1923–1954), deutscher Gewerkschafter und Politiker (FDGB), MdV
- Michl, Stefanie (* 1986), österreichische Golfproette
- Michl, Viktor (1865–1927), böhmischer Politiker, Abgeordneter zum Nationalrat
- Michl, Werner (* 1950), deutscher Erlebnispädagoge und Hochschullehrer
- Michl, Willy (* 1950), deutscher Liedermacher und ein Münchner OriginalWilly Michl (* 1950)

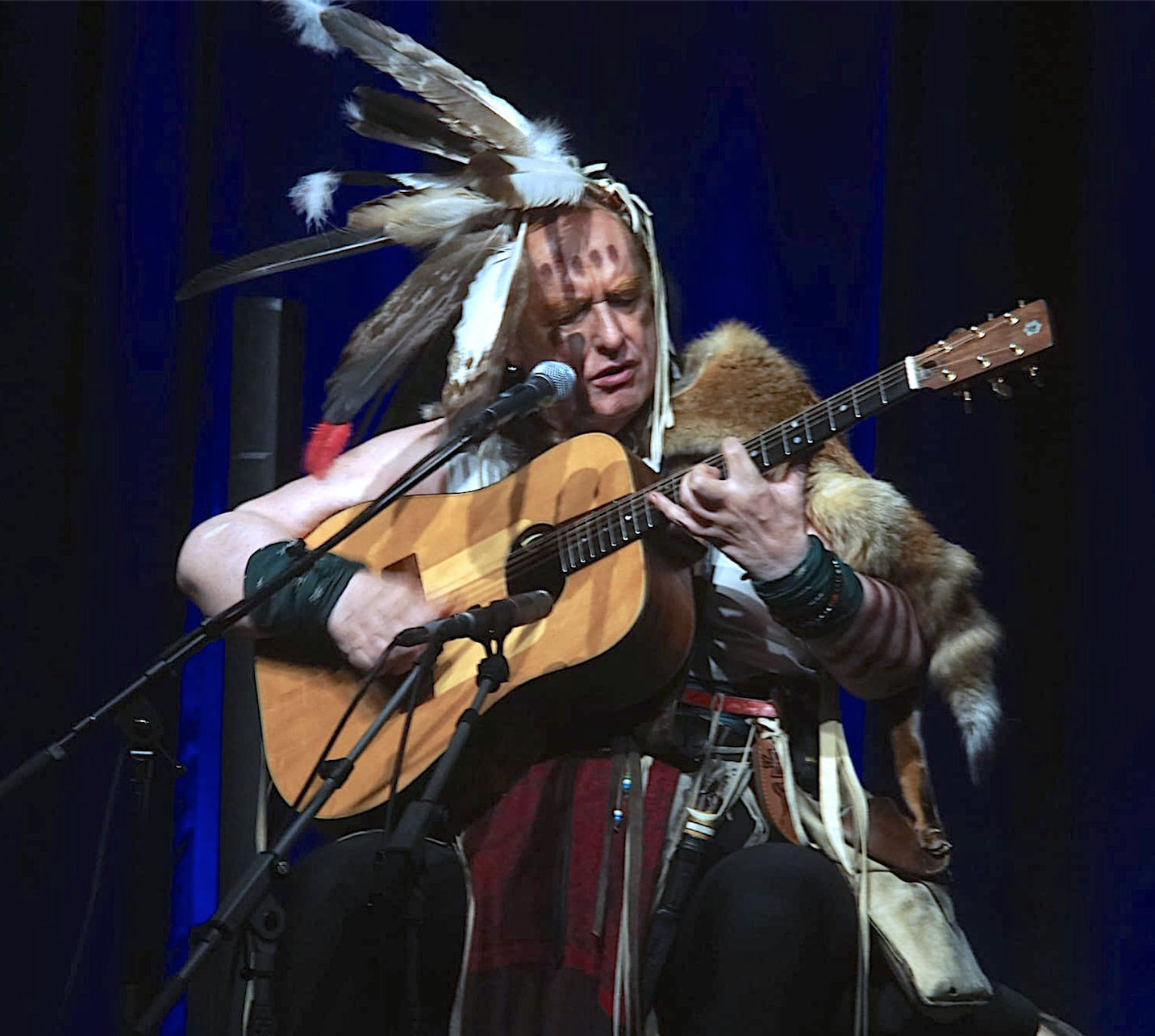
Willy Michl (* 1950)

- Michler, Albrecht (1877–1956), österreichischer Architekt
- Michler, Andreas (* 1956), deutscher Geschichtsdidaktiker
- Michler, Elli (1923–2014), deutsche Lyrikerin
- Michler, Gerhard O. (* 1938), deutscher Mathematiker
- Michler, Günther (* 1942), deutscher Geograph und Publizist
- Michler, Jürgen (1936–2015), deutscher Kunsthistoriker und Denkmalpfleger
- Michler, Karl (1882–1936), tschechoslowakischer Politiker (SdP)
- Michler, Klaus (* 1970), deutscher Hockeyspieler
- Michler, Markwart (1923–2001), deutscher Medizinhistoriker
- Michler, Ruth I. (1967–2000), US-amerikanische Mathematikerin und Hochschullehrerin
- Michler, Thilo (* 1972), deutscher Kommunalpolitiker
- Michler, Volkmar (* 1964), deutscher Börsenjournalist
- Michler, Werner (* 1967), österreichischer Literaturwissenschaftler und Hochschullehrer
- Michler, Wilhelm (1846–1889), deutscher Chemiker
- Michler-Hanneken, Annette (* 1963), deutsche Kunstturnerin
- Michlic, Joanna Beata, polnische Historikerin
- Michlig, René (* 1980), Liechtensteiner Leichtathlet
- Michligk, Paul (1899–1978), deutscher Organisations- und Werbefachmann, Bestsellerautor und Experte für das Betriebliche Vorschlagswesen (BVW)
- Michlin, Alexei Jefimowitsch (* 1938), sowjetischer Geiger
- Michlin, Solomon Grigorjewitsch (1908–1990), sowjetischer Mathematiker
- Michling, Horst (1909–2003), deutscher Vermessungsingenieur, Wissenschaftshistoriker und Lokalbauhistoriker
- Michlmayr, Alexander (* 2003), österreichischer Fußballspieler
- Michlmayr, Wolfgang (* 1938), österreichischer Politiker (SPÖ), Landtagsabgeordneter, Mitglied des Bundesrates

### Michm
- Michman, Dan (* 1947), israelischer Historiker
- Michme, Stephan (* 1972), deutscher Hörfunkmoderator und Sänger

### Michn
- Michna, Adam († 1676), tschechischer Dichter, Organist und Komponist
- Michna, Horst (1954–2007), deutscher Anatomieprofessor und Ruderer
- Michna, Lutz-Peter (1954–2012), deutscher Fotograf und Grafikdesigner
- Michna, Marta (* 1978), deutsch-polnische Schachspielerin
- Michner, Alois (1885–1959), österreichischer Politiker und Kärntner Landtagsabgeordneter
- Michnevičius, Vaclovas (1866–1947), litauischer Bauingenieur und Architekt
- Michnewitsch, Andrej (* 1976), belarussischer Kugelstoßer
- Michnewitsch, Natallja (* 1982), belarussische Kugelstoßerin
- Michnewitsch, Nikolai Petrowitsch (1849–1927), russischer General, Kriegsminister (1915–1916)
- Michnia, Hilde (* 1922), deutsche KZ-AufseherinHilde Michnia (* 1922)

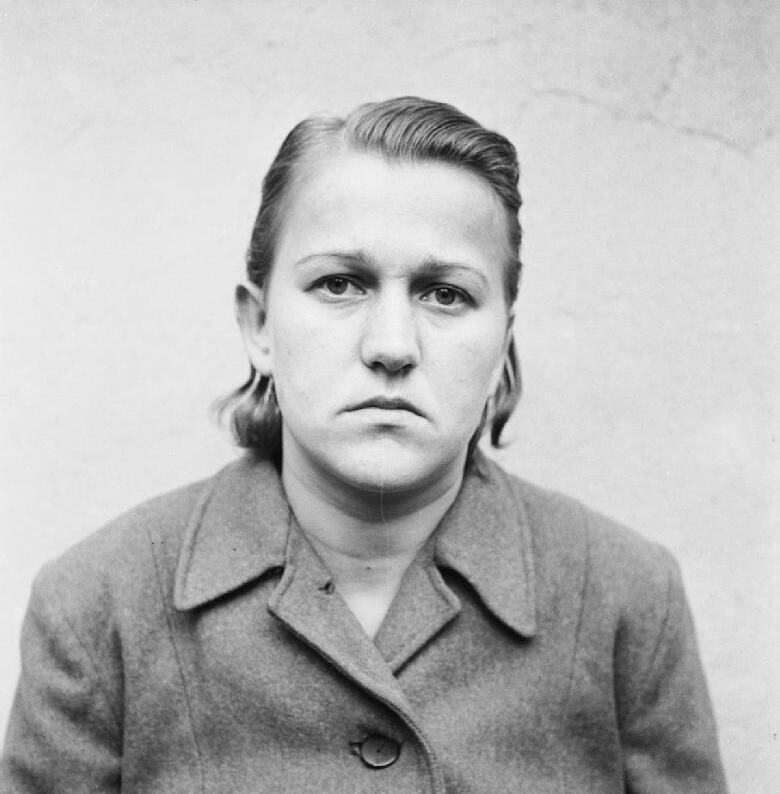
Hilde Michnia (* 1922)

- Michniewicz, Czesław (* 1970), polnischer Fußballtorhüter und Fußballtrainer
- Michniewski, Wojciech (* 1947), polnischer Komponist und Dirigent
- Michnik, Adam (* 1946), polnischer Essayist und politischer Publizist sowie Politiker, Mitglied des Sejm
- Michnik, Ewa (* 1943), polnische Dirigentin und Generalmusikdirektorin
- Michnow, Alexei Pawlowitsch (* 1982), russisch-ukrainischer Eishockeyspieler
- Michnow, Andrij (* 1983), ukrainischer Eishockeyspieler
- Michnowskyj, Mykola (1873–1924), ukrainischer Politiker

### Micho
- Michôd, David (* 1972), australischer Filmregisseur, Drehbuchautor, Filmproduzent und Schauspieler
- Michoels, Solomon Michailowitsch (1890–1948), sowjetischer Schauspieler und RegisseurSolomon Michailowitsch Michoels (1890–1948)

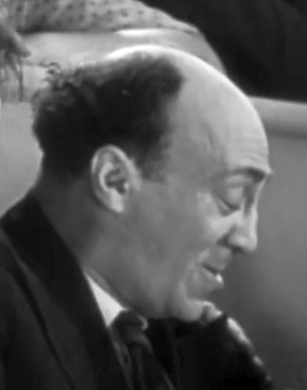
Solomon Michailowitsch Michoels (1890–1948)

- Michold, Edmund (1818–1847), deutscher Genre- und Porträtmaler der Düsseldorfer Schule
- Micholitsch, Alfred (1921–2019), österreichischer Ministerialbeamter
- Micholitz, Wilhelm (1854–1932), deutscher Pflanzenjäger
- Michon, Axel (* 1990), französischer Tennisspieler
- Michon, Emmanuel (* 1955), französischer Eisschnellläufer
- Michon, Hubert (1927–2004), französischer katholischer Geistlicher, Erzbischof von Rabat
- Michon, Jean-Hippolyte (1806–1881), französischer Schriftsteller und Begründer der modernen Graphologie
- Michon, Jean-Louis (1924–2013), französischer Autor, Islamwissenschaftler, Architekt und UNESCO-Experte
- Michon, Pierre (* 1945), französischer Schriftsteller
- Michor, Peter W. (* 1949), österreichischer Mathematiker
- Michor, Simon (1868–1926), österreichischer Landwirt und Politiker, Landtagsabgeordneter
- Michorl, Peter (* 1995), österreichischer Fußballspieler
- Michos, Anastas N. (* 1956), US-amerikanisch-griechischer Kameramann
- Michot, Paul (1902–1999), belgischer Geologe
- Michot, Yahya (1952–2025), belgischer Islamologe
- Michotte, Albert (1881–1965), belgischer Psychologe und Hochschullehrer
- Michou, Paraskevi, griechische EU-Beamtin und Generaldirektorin
- Michow, Jens (* 1950), deutscher Jurist und Fachbuchautor
- Michow, Nikola (1891–1945), bulgarischer Offizier und Politiker, Mitglied des Regentenrats
- Michow, Nikola (* 1998), bulgarischer Hammerwerfer
- Michow, Nikola Wassilew (1877–1962), bulgarischer Bibliograph und Wirtschaftsstatistiker
- Michow, Petar (* 1992), bulgarischer Eishockeyspieler

### Micht
- Michtits, Otto (* 1928), österreichischer Boxer und Olympiateilnehmer
- Michtom, Morris (1870–1938), Erfinder des Teddybär

### Michu
- Michu († 284), König der Silla-Dynastie
- Michu (* 1986), spanischer FußballspielerMichu (* 1986)

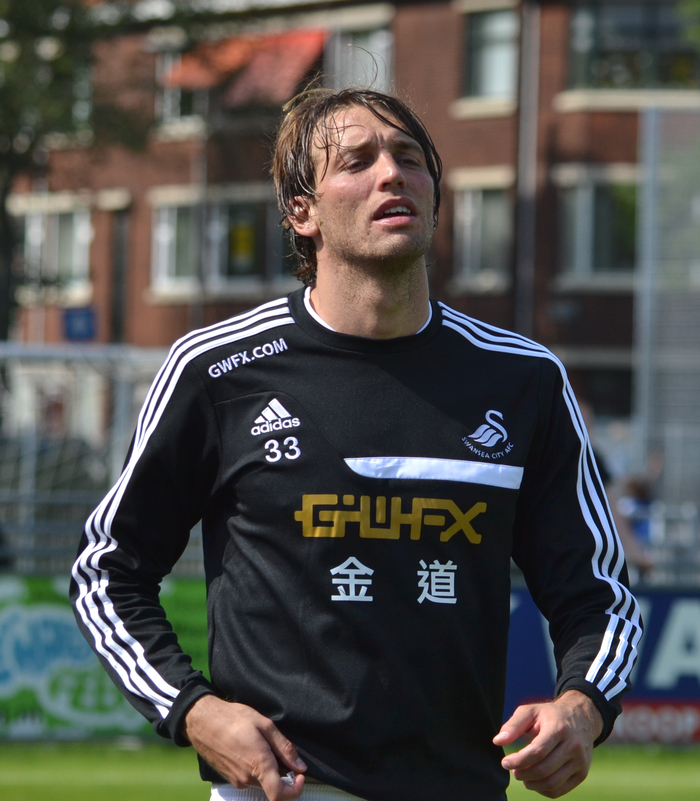
Michu (* 1986)

- Michut, Édouard (* 2003), französischer Fußballspieler